# Limoges
Pour les articles homonymes, voir Limoges (homonymie).
Vous lisez un « article de qualité » labellisé en 2012.
Limoges est une commune en Nouvelle-Aquitaine, préfecture du département de la Haute-Vienne, capitale de la province historique du Limousin, et chef-lieu de l'ancienne région administrative du même nom avant 2016.
Fondée ex nihilo vers l'an 10 avant notre ère par l'Empire romain comme nouvelle capitale pour les Lémovices, sous le nom d'Augustoritum, elle devient une des cités gallo-romaines les plus importantes à cette époque. Au déclin de l'Empire, au Moyen Âge, elle prend le nom du peuple gaulois qui a constitué sa région, le Limousin ; elle est une grande ville, fortement marquée par le rayonnement culturel de l’abbaye Saint-Martial, au sein du duché d'Aquitaine dont les ducs sont investis et couronnés dans cette ville. Dès le XIIe siècle, ses émaux sont exportés dans l'ensemble du monde chrétien. En 1768, la découverte d'un gisement de kaolin dans la région de Saint-Yrieix-la-Perche permet le développement de l'industrie de la porcelaine de Limoges qui fera sa renommée mondiale. Celle qui reste attachée à ses ostensions, fut pourtant parfois surnommée « la ville rouge » ou « la Rome du socialisme » du fait de sa tradition de vote à gauche et des événements ouvriers qu’elle connut du XIXe jusqu'au début du XXe siècle.
Depuis les années 1980, la ville est aussi associée à son club de basket-ball, le Limoges CSP, onze fois champion de France et champion d'Europe en 1993. Il évolue en première division professionnelle et demeure toujours le club ayant l'un des plus importants palmarès français et européens. Le Limoges CSP apporte à la ville une renommée internationale par ses parcours européens et l'ambiance souvent « chaude » de sa salle mythique du palais des sports de Beaublanc.
Depuis quelques années, l'équipe limougeaude de handball, le Limoges Handball évolue en Starligue, plus haut niveau de compétition de ce sport, en France.
Du fait de sa politique patrimoniale, la ville possède le label « Ville d’art et d’histoire » depuis 2008.
Deuxième commune la plus peuplée de la région Nouvelle-Aquitaine après Bordeaux, troisième plus importante ville universitaire régionale après Poitiers, Limoges est un centre administratif et de services intermédiaires doté de tous les équipements d'une métropole régionale.
En 2021, l’INSEE a abandonné la notion d’aire urbaine et l’a remplacée par celle d’aire d’attraction. Celle de Limoges rassemblait 322 810 habitants en 2021, ce qui en fait la troisième du Grand Sud après Toulouse et Bordeaux.
Enfin, la capitale limousine est la 30e commune la plus peuplée en France.
Ville de tradition bouchère, siège d'un des leaders mondiaux des équipements électriques pour le bâtiment, elle est également bien positionnée dans l'industrie du luxe, avec des manufactures de chaussures, de vêtements ou d’accessoires de marques réputés dans le monde entier. Connue et reconnue en tant que « capitale des arts du feu » en raison de l’implantation toujours présente des grandes maisons de porcelaine, de ses ateliers d'art travaillant l’émail ou les vitraux mais aussi en raison du développement de son pôle de compétitivité spécialisé dans la céramique technique et industrielle. Cette spécificité lui a valu d'intégrer en 2017 le réseau des villes créatives UNESCO dans la catégorie thématique « Artisanat et Arts populaires ».
Posée sur les premiers contreforts ouest du Massif central, Limoges est traversée par la Vienne, dont elle fut, à l’origine, le premier point de passage à gué. Entourée d'un espace rural préservé de toute culture ou élevage intensifs, la « ville qui entre en campagne » s'étend sur 78 km2.

## Géographie

### Localisation
Limoges est inscrite sur les premiers contreforts ouest du Massif central, par 45° 49′ 55″ N, 1° 15′ 31″ E. Elle est située à 141,6 km à l'ouest de Clermont-Ferrand et à 179,1 kilomètres à l'est de l’océan Atlantique (Royan). Localisée à 346,3 km au sud de Paris, elle est située à 88 km à l'est d'Angoulême, 130 km au sud-est de Poitiers, 180,5 km au nord-est de Bordeaux et à 248,4 km au nord de Toulouse.
Située en Nouvelle-Aquitaine, dans le département de la Haute-Vienne, son territoire, qui s'étend sur 78 km2, en fait la 3e plus vaste du département de la Haute-Vienne.
Limoges est limitrophe de treize communes, qui sont, dans l'ordre alphabétique : Bonnac-la-Côte, Chaptelat, Condat-sur-Vienne, Couzeix, Feytiat, Isle, Le Palais-sur-Vienne, Panazol, Rilhac-Rancon, Saint-Gence, Solignac, Verneuil-sur-Vienne et Le Vigen.
| Couzeix, Saint-Gence    | Chaptelat, Bonnac-la-Côte | Rilhac-Rancon                 |
| Verneuil-sur-Vienne     | Limoges                   | Le Palais-sur-Vienne, Panazol |
| Isle, Condat-sur-Vienne | Solignac, Le Vigen        | Feytiat                       |

### Géologie et relief

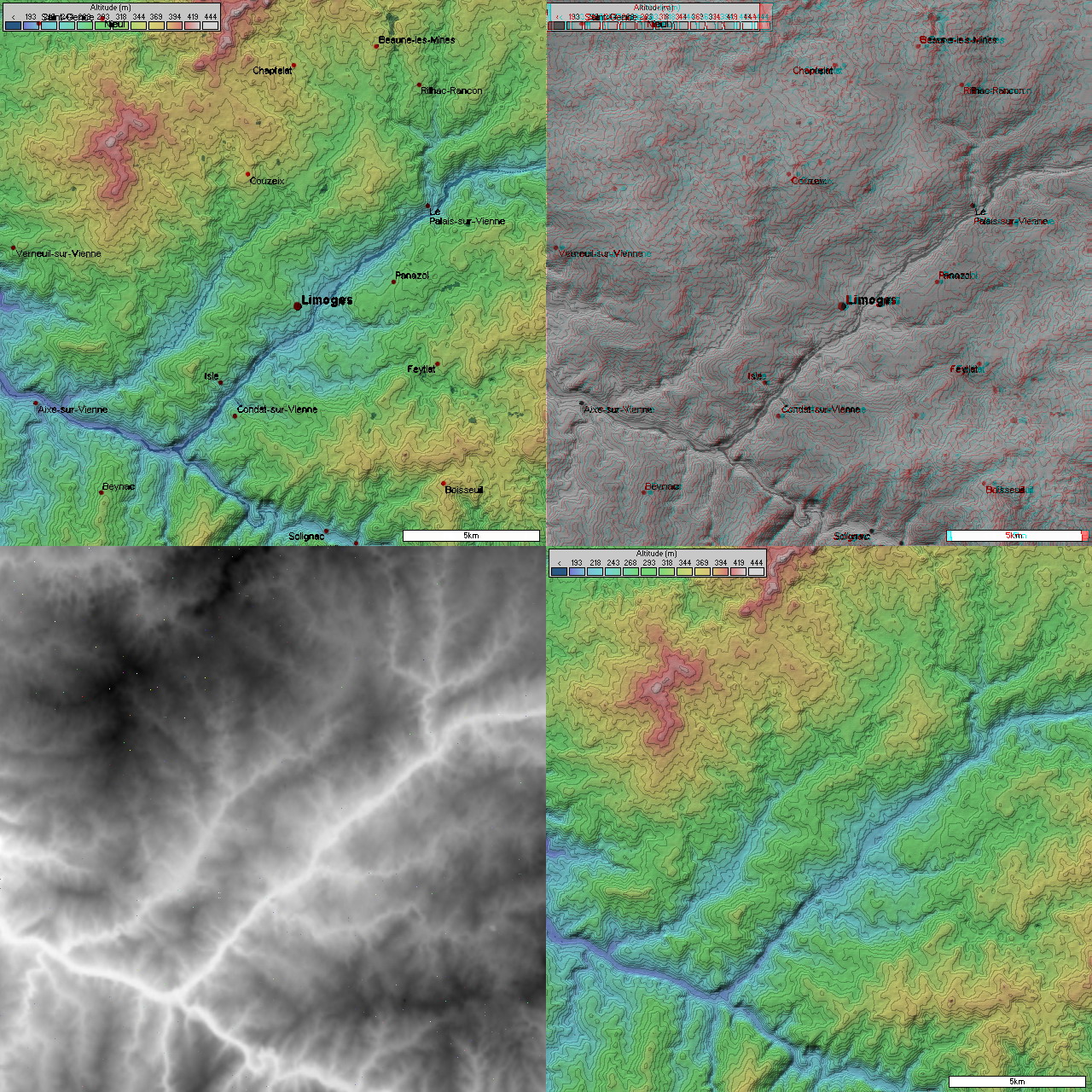
Topographie de Limoges.

Le territoire géographique de Limoges est situé sur la branche sud de la chaîne hercynienne constituant les contreforts ouest du Massif Central. Cet orogène de 8 000 km de long et 1 000 de large, né de la formation de la Pangée par collision du Gondwana et du Laurussia-Baltica, est à l'origine du Massif central.
Sous l'ère Paléozoïque (éon Phanérozoïque), de la fin du Silurien au début du Permien, l'évolution géologique liée à l'orogenèse hercynienne a donné au sous-sol de Limoges une structure en nappes de charriage empilées associée à plusieurs générations de granitoïdes. Il en résulte un socle support de roches métamorphiques granitiques du Précambrien fait de gneiss et de granite d'anatexie et constituant une unité ophiolitique formée de péridotites serpentinisées associées à des métagabbros.
L'agglomération s'étend sur une superficie de 78 km2. Une tradition née au XIXe siècle la dit construite, à l'instar de Rome ou Paris, sur sept collines. Son altitude est, en moyenne, de 306 mètres et varie de 230 mètres sur les rives de la Vienne à plus de 430 mètres, au lieu-dit Magenta, au nord-ouest de la commune. Elle est de 269 au niveau de l'Hôtel de Ville (Place Léon Bétoulle).
Localement, la sismicité est faible. Limoges n'est l'épicentre d'aucun tremblement de terre depuis 1661. Le dernier séisme ressenti dans la commune, d'une intensité de IV sur l'échelle de Mercalli, a eu lieu le 21 avril 1983.

### Hydrographie

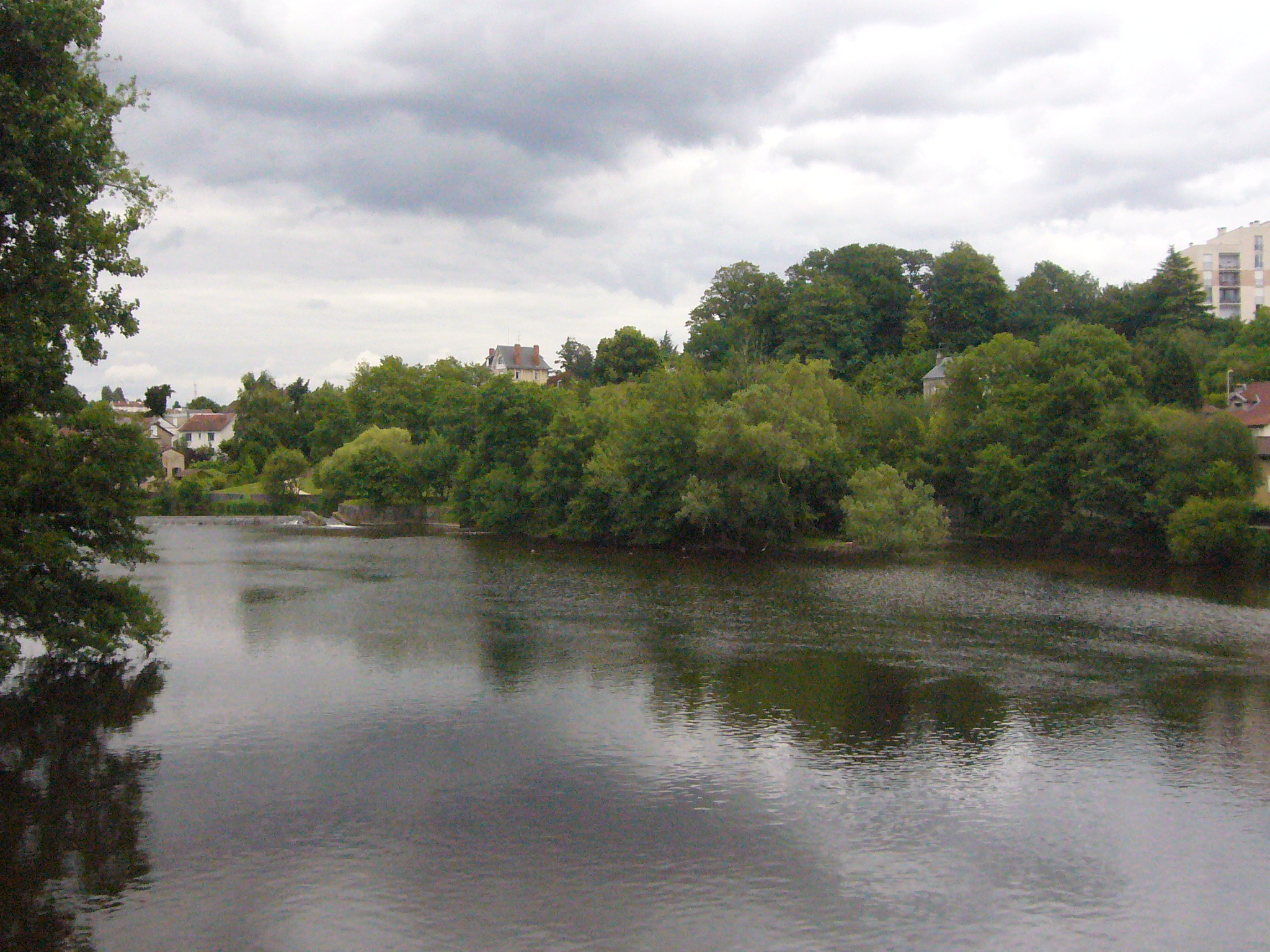
La Vienne à Limoges.

Limoges est la plus grande ville traversée par la Vienne, dans le bassin versant de la Loire, le bassin hydrographique Loire-Bretagne et la région hydrographique Loire. Construite pour l'essentiel sur la rive droite de la rivière, elle marque la limite entre son bassin supérieur et son cours moyen. La Vienne n'est pas ouverte à la navigation ni au transport fluvial à cause d'une profondeur trop faible, et ne relève donc pas du réseau des voies navigables de France.
Plusieurs autres cours d'eau de moindre importance irriguent le territoire communal.
L'Aurence est un affluent de la Vienne en rive droite, qui donne son nom au quartier extérieur du « Val de l'Aurence » et à une ZUP homonyme. Elle prend sa source au nord de la commune dans les monts d'Ambazac, et arrose l'ouest de la commune.
L'Auzette prend sa source au lieu-dit Le Puy de Breix, à Saint-Just-le-Martel, puis traverse Panazol et Feytiat, avant de se jeter dans la Vienne en rive gauche à Limoges.
La commune est également traversée par d'autres petits affluents de la Vienne, comme la Mazelle (rive droite), la Valoine et le Rigouroux (rive gauche). L'ouest de Limoges est en outre arrosé par les ruisseaux qui alimentent l'Aurence sur sa rive droite (l'Aurençous, le Champy, le ruisseau de Chamberet…). 
À l'Aiguille, la Briance, roulant plus de 8 m3/s, porte le débit moyen de la Vienne à 56 m3/s. Celle-ci reçoit encore les eaux de l'Aurence et de l'Auzette, portant son débit à 61 m3/s.
En l'absence de grandes nappes phréatiques, à l'image du Limousin et de ses sources, Limoges est alimentée en eau potable par des retenues de surface et non des réserves souterraines, ce qui exclut la pollution par le radon. Cette position officielle est remise en cause par de nombreuses[évasif] associations et journalistes.
Le réseau R RESOUPLIM assure le suivi quantitatif du réseau d’eaux souterraines de la région de Limoges.

### Climat
Le climat qui caractérise la commune est qualifié, en 2010, de « climat océanique altéré », selon la typologie des climats de la France qui compte alors huit grands types de climats en métropole. En 2020, la commune ressort du même type de climat dans la classification établie par Météo-France, qui ne compte désormais, en première approche, que cinq grands types de climats en métropole. Il s’agit d’une zone de transition entre le climat océanique, le climat de montagne et le climat semi-continental. Les écarts de température entre hiver et été augmentent avec l'éloignement de la mer. La pluviométrie est plus faible qu'en bord de mer, sauf aux abords des reliefs.
Les paramètres climatiques qui ont permis d’établir la typologie de 2010 comportent six variables pour les températures et huit pour les précipitations, dont les valeurs correspondent à la normale 1971-2000. Les sept principales variables caractérisant la commune sont présentées dans l'encadré ci-après.
| Paramètres climatiques communaux sur la période 1971-2000 |
| --- |
| - Moyenne annuelle de température : 11,6 °C - Nombre de jours avec une température inférieure à −5 °C : 3,6 j - Nombre de jours avec une température supérieure à 30 °C : 6,1 j - Amplitude thermique annuelle : 15 °C - Cumuls annuels de précipitation : 1 009 mm - Nombre de jours de précipitation en janvier : 13,7 j - Nombre de jours de précipitation en juillet : 7,4 j |

Avec le changement climatique, ces variables ont évolué. Une étude réalisée en 2014 par la direction générale de l'Énergie et du Climat complétée par des études régionales prévoit en effet que la température moyenne devrait croître et la pluviométrie moyenne baisser, avec toutefois de fortes variations régionales. La station météorologique de Météo-France installée sur la commune et mise en service en 1973 permet de connaître en continu l'évolution des indicateurs météorologiques. Le tableau détaillé pour la période 1981-2010 est présenté ci-après.
La température moyenne annuelle évolue de 11,2 °C pour la période 1971-2000 à 11,4 °C pour 1981-2010, puis à 11,8 °C pour 1991-2020.
| Mois                                  | jan.           | fév.          | mars          | avril         | mai           | juin          | jui.          | août          | sep.          | oct.          | nov.          | déc.           | année      |
| ------------------------------------- | -------------- | ------------- | ------------- | ------------- | ------------- | ------------- | ------------- | ------------- | ------------- | ------------- | ------------- | -------------- | ---------- |
| Température minimale moyenne (°C)     | 1,5            | 1,7           | 3,9           | 5,9           | 9,5           | 12,6          | 14,6          | 14,5          | 11,7          | 9             | 4,5           | 2,2            | 7,7        |
| Température moyenne (°C)              | 4,2            | 5             | 7,7           | 10            | 13,8          | 17            | 19,3          | 19,1          | 16            | 12,5          | 7,4           | 4,9            | 11,4       |
| Température maximale moyenne (°C)     | 6,9            | 8,3           | 11,5          | 14,1          | 18            | 21,4          | 23,9          | 23,8          | 20,4          | 16,1          | 10,4          | 7,6            | 15,2       |
| Record de froid (°C) date du record   | −19,2 16.01.85 | −15 10.02.86  | −9,6 01.03.05 | −4,7 12.04.78 | −0,6 03.05.79 | 4 02.06.75    | 7,2 12.07.00  | 5,4 30.08.86  | 0 13.09.12    | −2,6 25.10.03 | −7,2 22.11.88 | −10,6 03.12.73 | −19,2 1985 |
| Record de chaleur (°C) date du record | 17,7 28.01.24  | 23,1 27.02.19 | 24,7 19.03.05 | 27,8 30.04.05 | 29,8 27.05.05 | 36,3 18.06.22 | 38,2 18.07.22 | 37,2 05.08.03 | 34,5 04.09.23 | 30 01.10.23   | 22,9 02.11.81 | 18,3 29.12.83  | 38,2 2022  |
| Ensoleillement (h)                    | 86             | 104           | 156,8         | 167,7         | 204,9         | 227,4         | 238,2         | 231           | 191,5         | 133,3         | 81,4          | 77,6           | 1 899,8    |
| Précipitations (mm)                   | 91,9           | 79,8          | 78,7          | 90,8          | 95,7          | 77,5          | 65,6          | 75            | 74,1          | 93,4          | 101,3         | 99,7           | 1 023,5    |

La station météorologique est située sur le site de l'aéroport de Limoges Bellegarde, à une altitude de 400 m. Généralement, la température de la ville, 100 à 150 mètres plus bas, est supérieure d’environ 2° à celle de la station.
Ceci explique que la température maximale enregistrée par Météo France dans la ville, lors de la vague de chaleur du lundi 18 juillet 2022, ait été de 40.1°. Cependant, la température record de 41.3° y avait été atteinte à deux reprises, en 2003 et en 2019.

## Urbanisme

### Typologie
Au 1er janvier 2024, Limoges est catégorisée grand centre urbain, selon la nouvelle grille communale de densité à sept niveaux définie par l'Insee en 2022.
Elle appartient à l'unité urbaine de Limoges, une agglomération intra-départementale regroupant dix  communes, dont elle est ville-centre,,. Par ailleurs la commune fait partie de l'aire d'attraction de Limoges, dont elle est la commune-centre,. Cette aire, qui regroupe 127 communes, est catégorisée dans les aires de 200 000 à moins de 700 000 habitants,.

### Occupation des sols

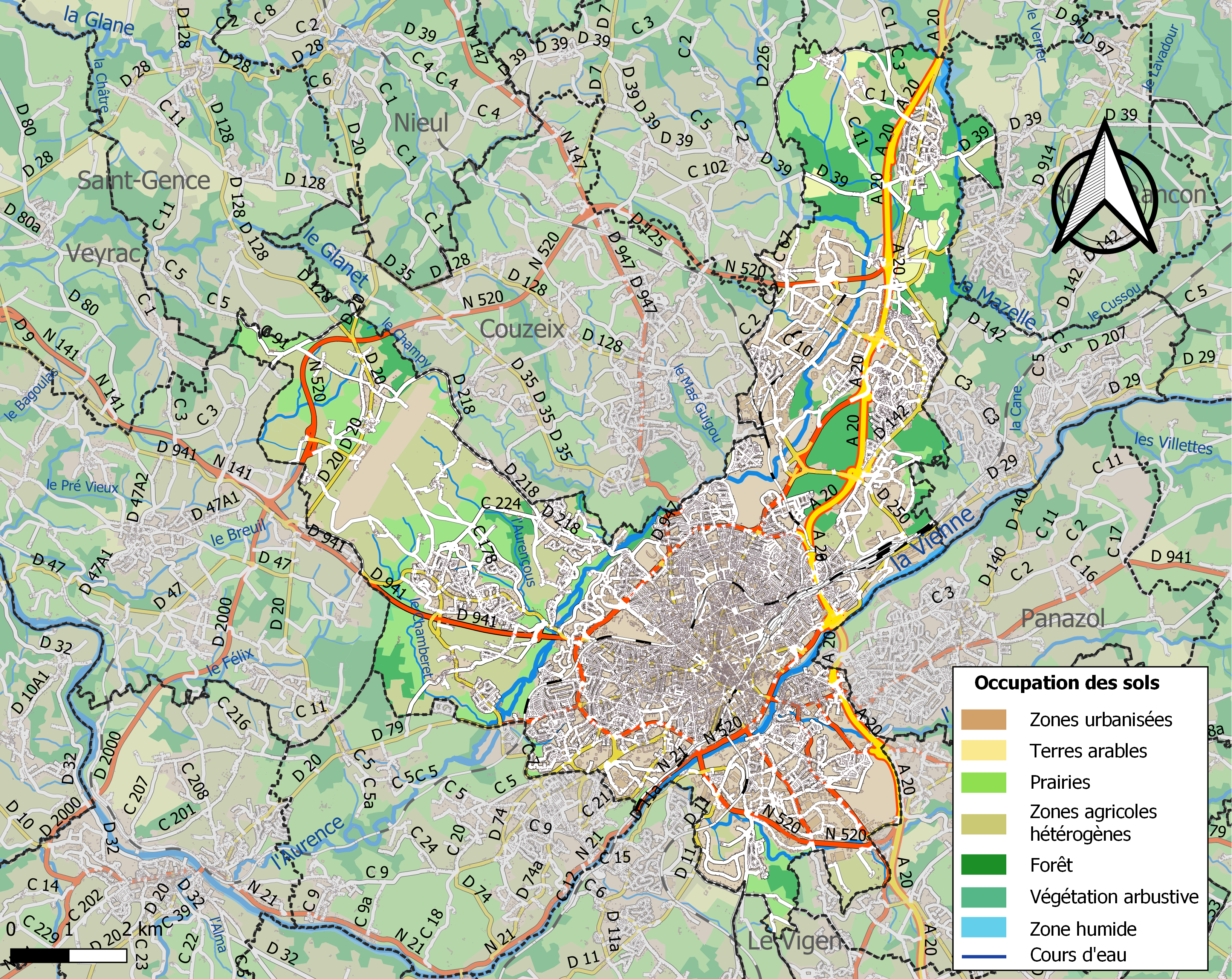
Carte des infrastructures et de l'occupation des sols de la commune en 2018 (CLC).

L'occupation des sols de la commune, telle qu'elle ressort de la base de données européenne d’occupation biophysique des sols Corine Land Cover (CLC), est marquée par l'importance des territoires artificialisés (57,9 % en 2018), en augmentation par rapport à 1990 (50,3 %). La répartition détaillée en 2018 est la suivante : zones urbanisées (37,1 %), zones industrielles ou commerciales et réseaux de communication (17,9 %), zones agricoles hétérogènes (17,8 %), prairies (11,3 %), forêts (10,2 %), espaces verts artificialisés, non agricoles (2,8 %), eaux continentales (1,3 %), terres arables (1,2 %), milieux à végétation arbustive et/ou herbacée (0,2 %). L'évolution de l’occupation des sols de la commune et de ses infrastructures peut être observée sur les différentes représentations cartographiques du territoire : la carte de Cassini (XVIIIe siècle), la carte d'état-major (1820-1866) et les cartes ou photos aériennes de l'IGN pour la période actuelle (1950 à aujourd'hui).

### Morphologie urbaine

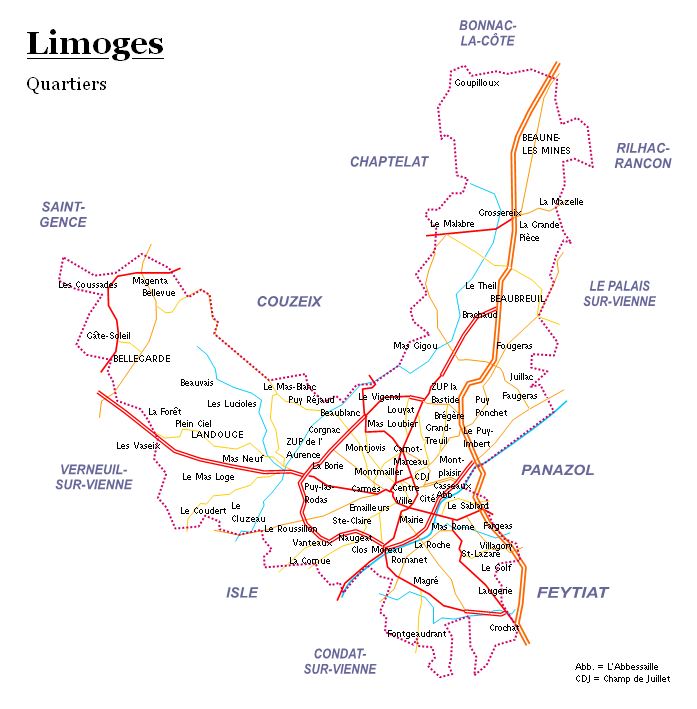
Plan de la commune de Limoges.

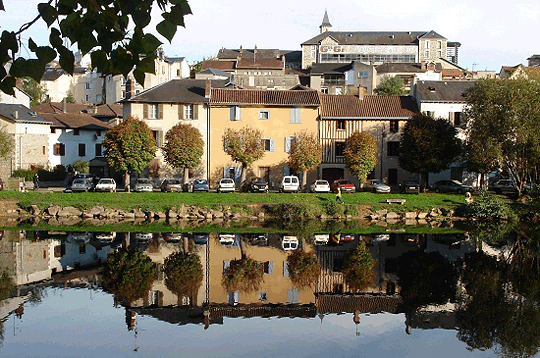
Le quartier des Ponts.

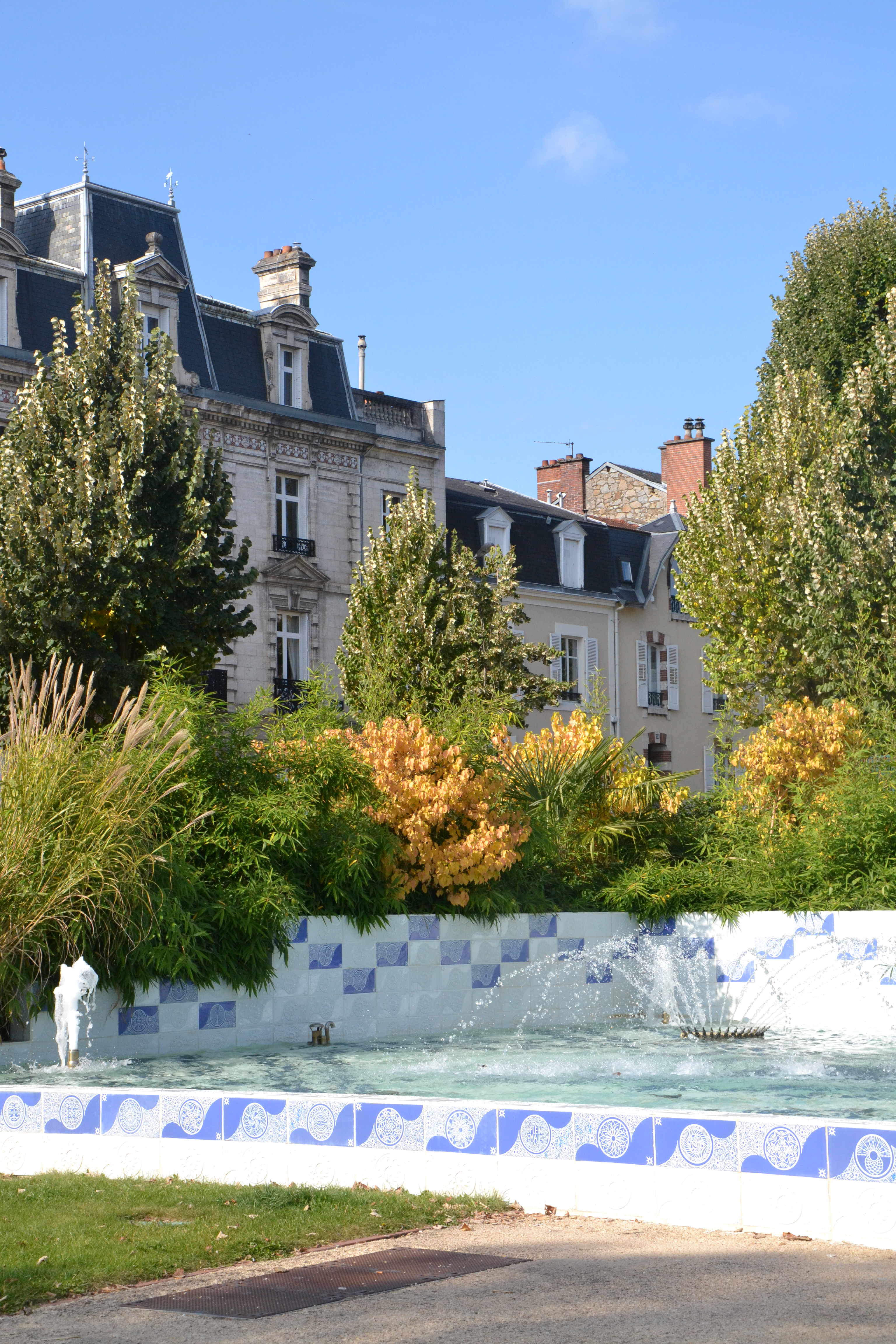
Quartier et square des Émailleurs.

Le territoire communal, dont 525 hectares constituent un site patrimonial remarquable issu d'une zone de protection du patrimoine architectural, urbain et paysager (ZPPAUP), a la forme d'un vaste Y. Cette forme peut être divisée en quatre parties.
La première, qui correspondrait à la branche inférieure du Y, s'étend sur la rive gauche de la Vienne. Elle est constituée de trois lignes de crête (hauteurs de Panazol, hauteurs de Saint-Lazare, hauteurs de Condat à Feytiat), séparées par deux cours d'eau presque parallèles : l'Auzette et la Valoine. Ce secteur, dont les limites se fondent dans les développements urbains de Panazol et Condat-sur-Vienne, comprend de nombreuses zones résidentielles qui entourent les zones industrielles de Magré et Romanet.
La partie centrale s'étend sur la ligne de crête qui sépare la Vienne et l'Aurence. Sur son versant sud-est s'est implantée Augustoritum, puis les deux agglomérations à l'origine de la ville actuelle : la Cité et le Château. Le développement industriel des XIXe et XXe siècles a entraîné une urbanisation rapide et parfois anarchique de ce secteur, caractérisé par la présence du centre historique, entouré d'un ensemble résidentiel, souvent de type pavillonnaire, mais accueillant également quelques cités ouvrières et, de façon disséminée, des entreprises. La zone à urbaniser en priorité (ZUP) de l'Aurence, avec ses tours et ses barres édifiées dans les années 1960, borne, le long de l'Aurence, ce secteur dont le bois de la Bastide forme la limite. L'agglomération se prolonge vers Isle, mais n'est pas en connexion urbaine avec Le Palais-sur-Vienne.
La branche occidentale supérieure du Y s'étend, de part et d'autre de l'aéroport de Limoges-Bellegarde, de l'Aurence aux Coussades. Ce secteur, appelé Landouge du nom de son village principal, traversé dans sa longueur par la route de Limoges à Angoulême, a conservé sa personnalité rurale. Il s'urbanise cependant et les lotissements marquent de plus en plus ses paysages vallonnés.
La branche orientale supérieure s'étend, de part et d'autre de l'autoroute A20, des bois de la Bastide aux limites de Bonnac-la-Côte. La vallée supérieure de l’Aurence sépare deux vastes plateaux : au nord, l'ancienne commune de Beaune-les-Mines, fusionnée avec Limoges en 1962, rurale mais s'urbanisant rapidement ; au sud, une zone hétérogène comprenant, d'ouest en est, la zone industrielle Nord entourée de quelques lotissements (Le Mas-Gigou, Le Mauzelet, etc.), la zone d'aménagement concerté de Beaubreuil, notamment les collèges ou le pôle jeunesse Sanfourche inauguré en 2018 en présence d’Émile Roger Lombertie puis ses zones pavillonnaires, la technopole ESTER et ses entreprises de pointe.
L'Institut national de la statistique et des études économiques (Insee) partitionne Limoges en cinquante-et-un quartiers, d'environ 2 000 habitants chacun. Identifiés sous le terme générique d'îlots regroupés pour l'information statistique, ces quartiers à destination statistique sont classés en cinq classes. La première, qui totalise 36 170 habitants, comprend quinze quartiers, essentiellement du centre-ville : C.H.U, Carnot-Marceau, Hôtel de ville, La Borie, la Cathédrale, la Visitation, le Champ de Foire, le Mas-Loubier, le Roussillon, les Charentes, les Émailleurs, les Galeries, les Halles, Sainte-Claire et Valadon. La deuxième classe regroupe une population hétérogène et relativement âgée de 29 630 habitants en douze quartiers proches du centre qu'ils entourent : Beaublanc, Étoile de Fontaury, Fustel de Coulanges, le Colombier, le Grand Treuil, le Gros Tilleul, le Mas Bouyol, les Ponts, Louyat, Montplaisir, Ruchaud-Curie et Thuillat. La troisième classe regroupe les quartiers résidentiels de Limoges. Elle ne comprend que 16 960 habitants, répartis dans huit quartiers : Beaune-les-Mines, Bellegarde, Gérard Philippe, Landouge, le Château d’Eau, les Homérides, Magré et la Zone Industrielle Nord. Peuplée par plus de 30 300 habitants, la quatrième classe, comme la seconde, regroupe douze quartiers proches du centre : Jules Ferry, la Brégère, la gare, le Puy-las-Rodas, les Portes Ferrées, le Sablard, les Coutures, le Puy Imbert, Montjovis, Renoir, Révolution et la ZUP de Corgnac. La cinquième et dernière classe, comprend les trois quartiers prioritaires que sont Beaubreuil, la Bastide, et le Val de l’Aurence, ainsi que le quartier du Vigenal,.

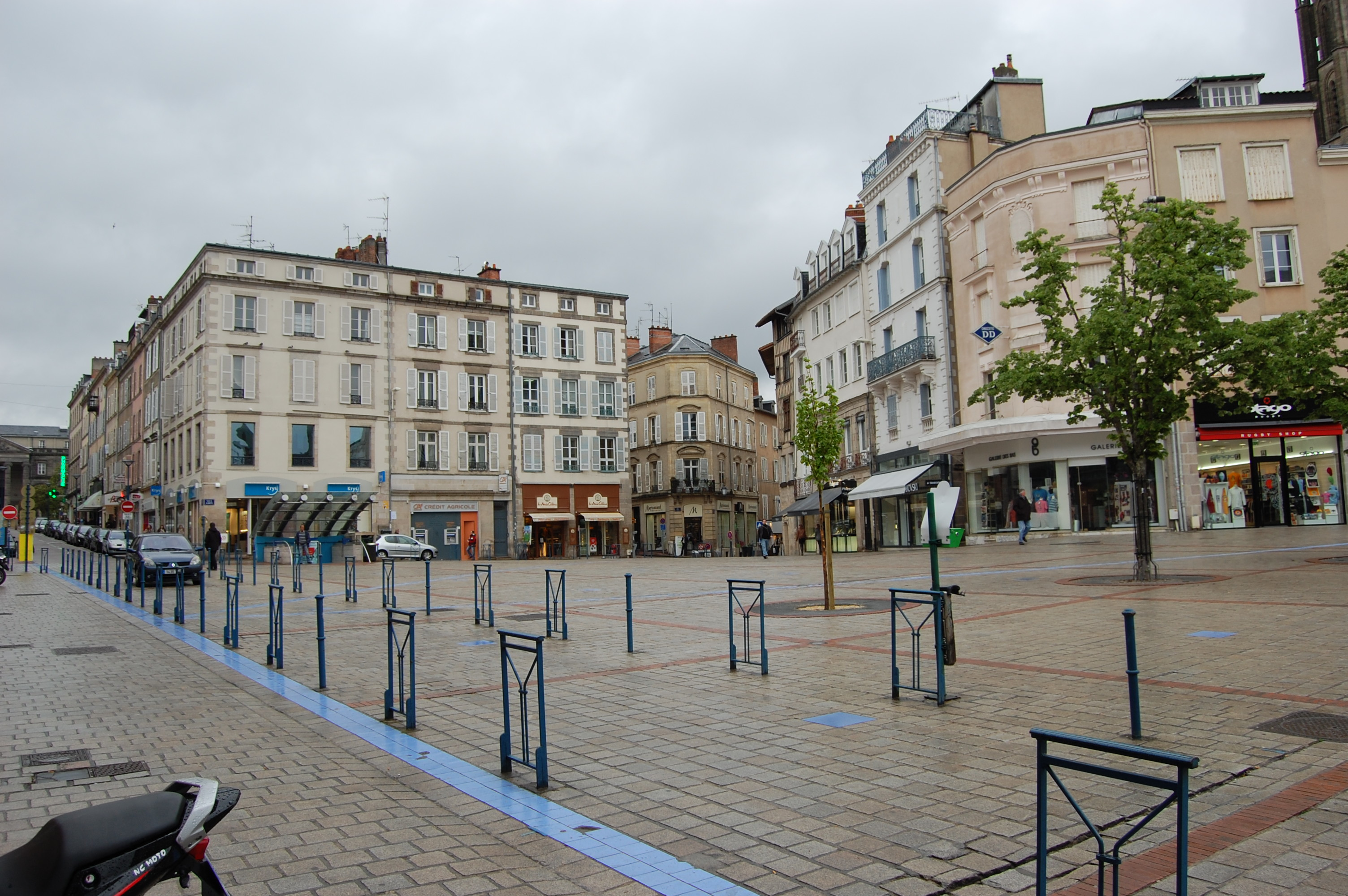
La place de la Motte.

Ces quartiers à finalité statistique ne correspondent pas toujours avec la notion de quartiers « vécus » dont les plus emblématiques restent le quartier du Château et le quartier de La Cité, qui constituent à eux deux le centre-ville historique.
Au nord du centre-ville se trouve une zone hétéroclite, délimitée par les boulevards extérieurs. Elle comprend des quartiers ouvriers, composés majoritairement de petites maisons individuelles aux façades caractéristiques des années 1930, dites « pavillons Loucheur » (Montplaisir, les Ruchoux, le Grand Treuil et la Brégère). Elle inclut également, dans sa partie sud-ouest, le quartier des Émailleurs. Doté de maisons bourgeoises, d'hôtels particuliers et d'un square, ce quartier résidentiel est bordé, à l'est, par le quartier de la Mairie, qui regroupe de divers bâtiments administratifs dont, outre la mairie, la faculté de Droit, la BFM, et une cité administrative.
Au-delà des boulevards extérieurs, ainsi que sur la rive gauche, s'étalent lotissements pavillonnaires récents, barres et tours séparés par de vastes espaces verts (Val de l'Aurence, la Bastide). Ces quartiers extérieurs abritent plusieurs grands bâtiments, dont le CHU, et l'hôpital du Cluzeau. Le quartier de Beaubreuil, véritable ville en dehors de la ville, rassemble pavillons et HLM autour de structures administratives, culturelles et sportives (centre culturel Jean-Moulin, bibliothèque de Beaubreuil, palais des sports de Beaublanc) et de centres commerciaux.

### Voies de communication et transports

#### Voies routières

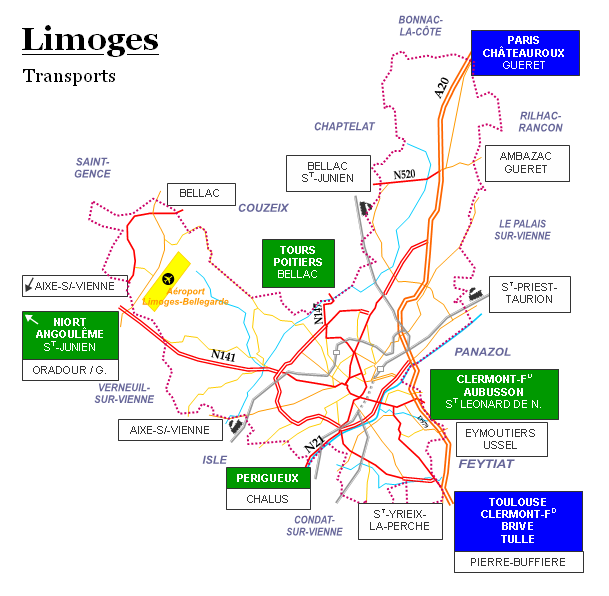
Desserte routière de Limoges.

Limoges est traversée sur une longueur de 13,5 km par un axe autoroutier européen nord/sud, l’autoroute A20, l’Occitane, qui la relie vers le sud à Toulouse (289 km) via Brive-la-Gaillarde (92 km), Cahors (185 km) et Montauban (235 km), et vers le nord à Paris (394 km) via Châteauroux (123 km), Vierzon (182 km) et Orléans (270 km). Limoges se trouve également à 87 kilomètres de Tulle, préfecture de la Corrèze.
En empruntant l'A20 vers le nord, près de La Souterraine, Limoges est reliée à la route Centre-Europe Atlantique (RCEA) grâce à la RN 145. Cet axe, dans ses extrémités nord, relie la Suisse, Montluçon (152 km), Guéret (90 km par la RCEA et 81 par la D941), Poitiers et le grand Ouest.
La RN 141 aménagée en voie rapide permet de relier à Limoges à la côte atlantique, à Bordeaux et au Sud Ouest.
70 km au sud, Limoges est également reliée à la transversale autoroutière Bordeaux-Lyon-Genève. Cette connexion se fait au nord de Brive-la-Gaillarde, aux intersections de l'A20 et de l’A89 (Lyon - Bordeaux).
Limoges est aussi le point de rencontre d’autres routes d’importance, les nationales : les RN 147, RN 21 et RN 141. La RN 147 relie Limoges à Poitiers (122 kilomètres), Saumur (212 km) et Angers (258 km). La RN 21 relie Limoges à Périgueux (100 km), Bergerac (148 km), Agen (235 km), Auch (313 km), Tarbes (384 km) et Lourdes (408 km). Quant à la RN 141, elle relie Limoges à Angoulême (103 km) par l’ouest, mais également à Clermont-Ferrand (174 km) par l’est de l'agglomération.
Plusieurs voies pénétrantes prolongent les routes menant à Limoges jusqu'au cœur de la ville. C’est le cas de la rue François-Perrin pour la route de Périgueux, de la rue Armand-Dutreix pour la route d'Angoulême, et de la rue François-Chénieux pour la route de Paris.
Le boulevard périphérique, commencé dans les années 1970, est achevé en 2005 avec la réalisation de la liaison sud, entre le Clos-Moreau et l'autoroute A20. Cette liaison sud a nécessité la construction d’un nouveau pont sur la Vienne, le pont du Clos-Moreau, baptisé Pont Georges-Guingouin en 2015.
Malgré la topographie difficile de la ville, bâtie sur sept collines, Limoges s'est engagée en 2003 dans un plan de développement des itinéraires réservés aux deux-roues non motorisés. Les voies, bandes et pistes cyclables aménagées sur le territoire communal représentent un total d'environ trente kilomètres.

#### Transports aériens
L’aéroport de Limoges-Bellegarde présente la particularité d'être situé sur le territoire communal même, à quinze minutes de voiture du centre-ville et des zones d'activités économiques. Géré par la chambre de commerce et d'industrie de Limoges et de la Haute-Vienne, il est utilisé par six compagnies : les compagnies françaises internationale, Air France et régionales, Airlinair et Chalair, ainsi que les compagnies à bas prix irlandaise Ryanair, Flybe, et depuis peu British Airways et Volotea. Le trafic, en hausse jusqu'en 2007 (391 220 passagers), a baissé de plus de 25 % depuis (292 607 passagers en 2015), mais il repart à la hausse.
Limoges-Bellegarde propose des vols réguliers directs vers trois destinations françaises, Lyon-Saint-Exupéry, Ajaccio, Paris-Orly, sept destinations britanniques : Londres, Southampton, Nottingham, Bristol, aéroport de Leeds - Bradford, Newcastle et Liverpool ainsi que la ville marocaine de Marrakech.Toutes les autres destinations sont accessibles par correspondance via Londres, Lyon ou Paris. D’autres liaisons permanentes directes sont à l’étude.
En période estivale, à ces vols réguliers s'ajoutent des dessertes supplémentaires vers Ajaccio, mais aussi, selon les années et les périodes, vers diverses destinations touristiques (Italie, Madère, Canaries, Espagne, Irlande, Crète, Grèce, etc.).

#### Transports ferroviaires

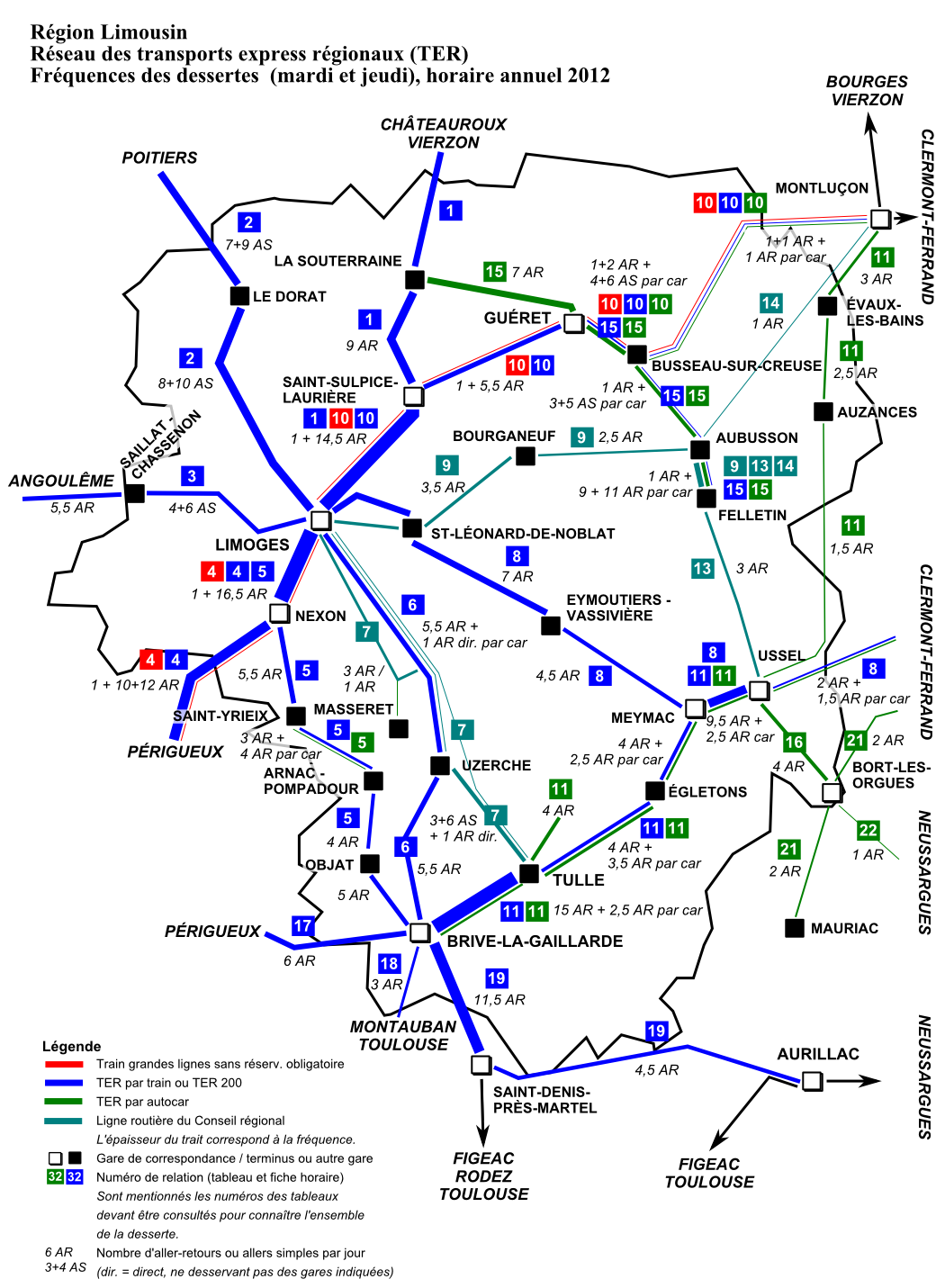
Le réseau du TER Limousin.

Limoges dispose de deux gares de la Société nationale des chemins de fer français (SNCF), toutes deux bâties au XIXe siècle, la gare de Limoges-Bénédictins, la plus fréquentée, sur la ligne de Paris, et la gare de Limoges-Montjovis pour le trafic des voyageurs.
Par le rail, il faut environ 1 h 30 pour atteindre Poitiers, 2 h 30 pour Bordeaux, 3 h 20 pour rejoindre Paris. 3 h 30 sont nécessaires pour rallier Toulouse, près de 4 h pour Clermont-Ferrand.
La desserte par la ligne de Lyon à Bordeaux, dont l'activité était limitée à un seul aller-retour quotidien, a été arrêtée en 2015.
La gare de Limoges-Bénédictins, gare principale du réseau ferré du transport express régional (TER) Limousin, lancé en 1986 et actif jusqu'en 2016, est desservie par neuf lignes du TER Nouvelle-Aquitaine, auxquelles s'ajoutent deux lignes routières exploitées sous la responsabilité directe du Conseil régional par délégation de service public. Cette gare a la particularité de se situer au-dessus des quais, c'est -à-dire que les trains passent et s'arrêtent en partie sous l'édifice.
Un projet de ligne à grande vitesse (LGV), inscrit dans la loi Grenelle I du 3 août 2009, entretient l'idée d'une LGV entre Poitiers et Limoges affectée au trafic de voyageurs. La ville de Limoges a programmé 100 000 € dans le cadre du plan pluriannuel d'investissement 2009, pour les réflexions sur l'intégration du train à grande vitesse (TGV) en zone urbaine, et 125 000 € de participation aux études globales sur la future ligne, l’opération étant estimée à 1,6 milliard d’euros au total, aux conditions économiques de 2009,. Toutefois, des arguments contestataires à ce projet existent.
Le projet, avec d'autres développements d'infrastructures ferroviaires, est abandonné en juillet 2017. Cet abandon entraîne celui de la Transline, que ses partisans imaginaient relancer les liaisons est-ouest.
La gare des Charentes, Limoges-Montjovis, dessert, depuis le 26 avril 1875, la ligne Angoulême - Limoges. Son trafic est faible, et depuis la réalisation de la jonction entre Limoges-Montjovis et Limoges-Bénédictins en 1895, les voyageurs préfèrent emprunter la seconde.

#### Transports en commun

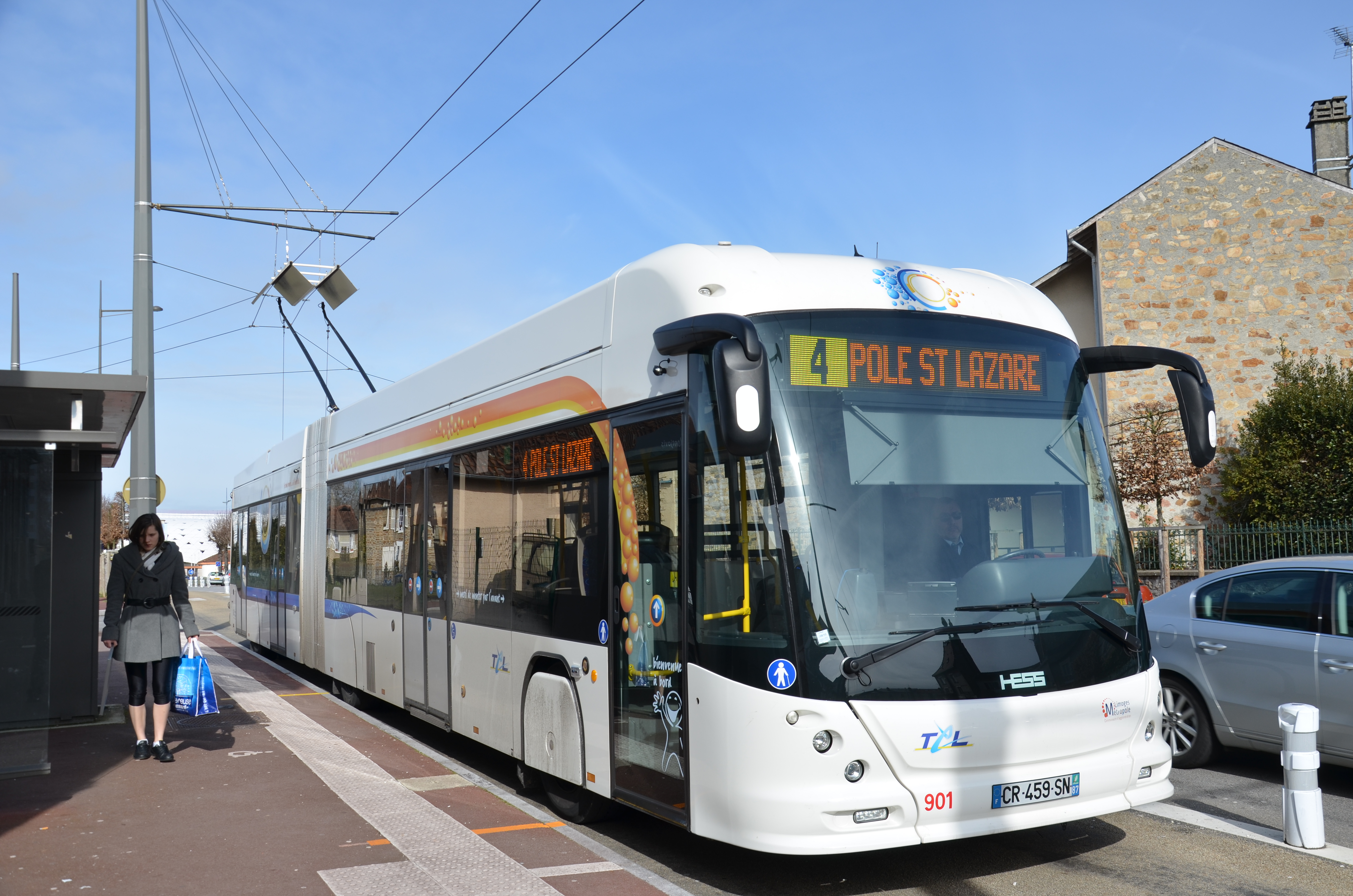
Trolleybus sur la ligne 4 à Limoges.

Si le tramway de Limoges a été supprimé en 1951, la ville possède toujours son réseau de trolleybus. Limoges qui est, avec Lyon et Saint-Étienne, l'une des trois dernières villes de France à disposer de ce type d'équipement.
Les lignes urbaines régulières, dont cinq par trolleybus, sont exploitées par la Société de transports en commun de Limoges Métropole (STCL). Elles desservent, outre Limoges, Condat-sur-Vienne, Feytiat, Isle, Le Palais-sur-Vienne, Panazol, Boisseuil, Rilhac-Rancon, Saint-Just-le-Martel et Verneuil-sur-Vienne.
Le réseau de transports publics interurbain, « Moohv 87 (Haute-Vienne en Car) », est géré par le conseil régional de Nouvelle-Aquitaine (RRTHV) Son centre névralgique, le centre intermodal d'échanges de Limoges (CIEL) est situé à proximité immédiate de la gare de Limoges-Bénédictins. Sur les trente-cinq lignes du réseau « Moohv 87 », vingt-six convergent à Limoges. Ces lignes sillonnent pratiquement tout le département et sont exploitées sous la forme de la délégation de service public par différentes sociétés, qui partagent, dans le cadre de cette délégation, la même identité visuelle et la même tarification. Cette dernière étant forfaitaire et indépendante de la distance parcourue. Les horaires sont conçus pour que les habitants des communes périurbaines ou rurales puissent passer la journée en ville. Le service est fortement restreint pendant les vacances scolaires, et beaucoup de lignes ne fonctionnent pas pendant les vacances d'été.

#### Déplacements à pied

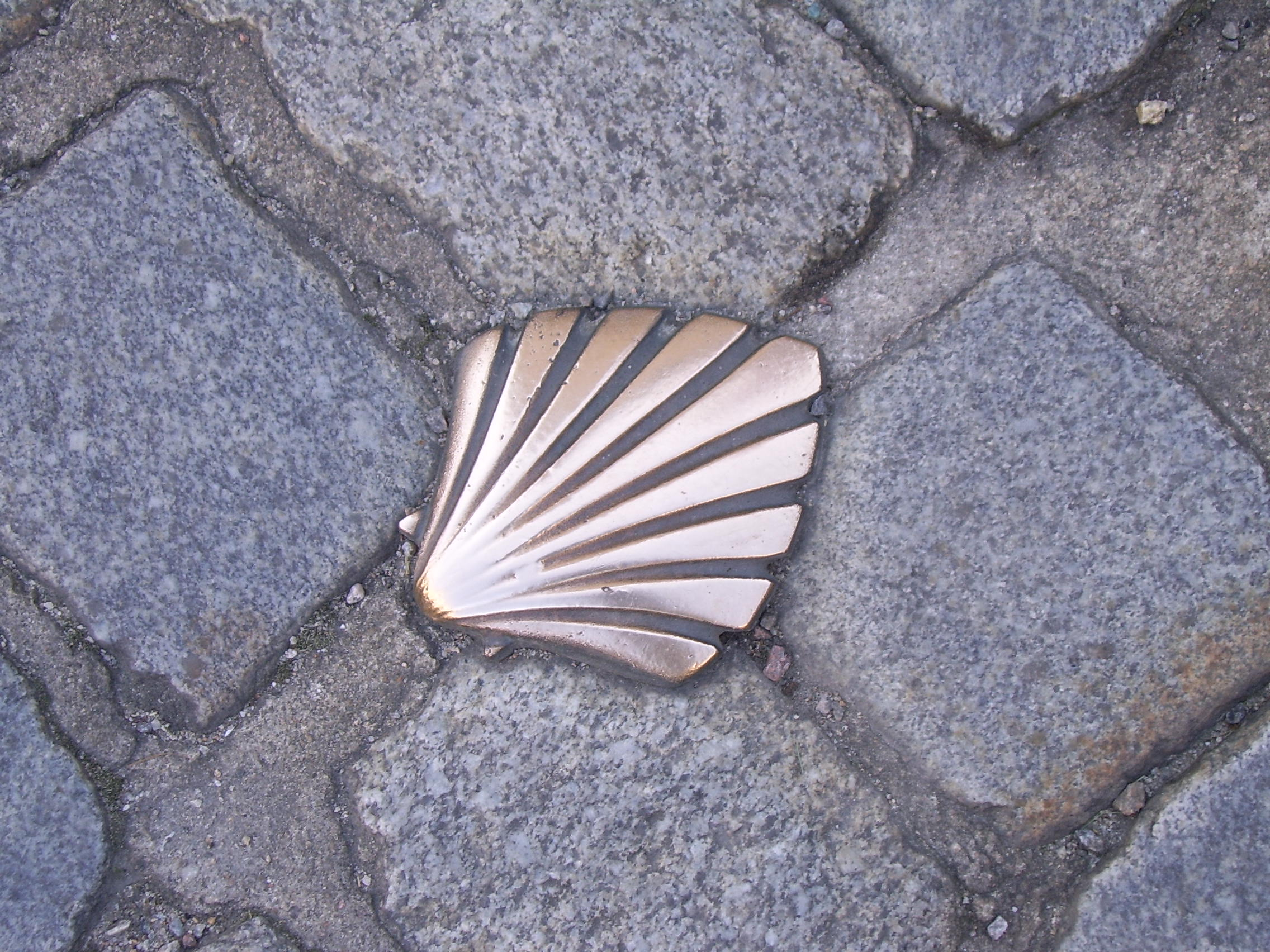
Symbole de la Via Lemovicensis sur le pavement de Limoges.

Limoges offre de multiples promenades piétonnes en centre-ville, malgré un nombre relativement faible de voies uniquement piétonnes.
La ville est traversée par le sentier de grande randonnée 654 (GR 654). Suivant le tracé de l’antique chemin de Compostelle, ce GR se détourne après la collégiale de Saint-Léonard-de-Noblat pour rejoindre Limoges et la crypte de l’abbaye Saint-Martial. À l'issue de cette étape, le GR 654, respectant toujours le tracé de la via Lemovicensis[réf. nécessaire], se dirige vers l'abbaye de Solignac, fondée par l’orfèvre limousin, saint Éloi.

### Logement

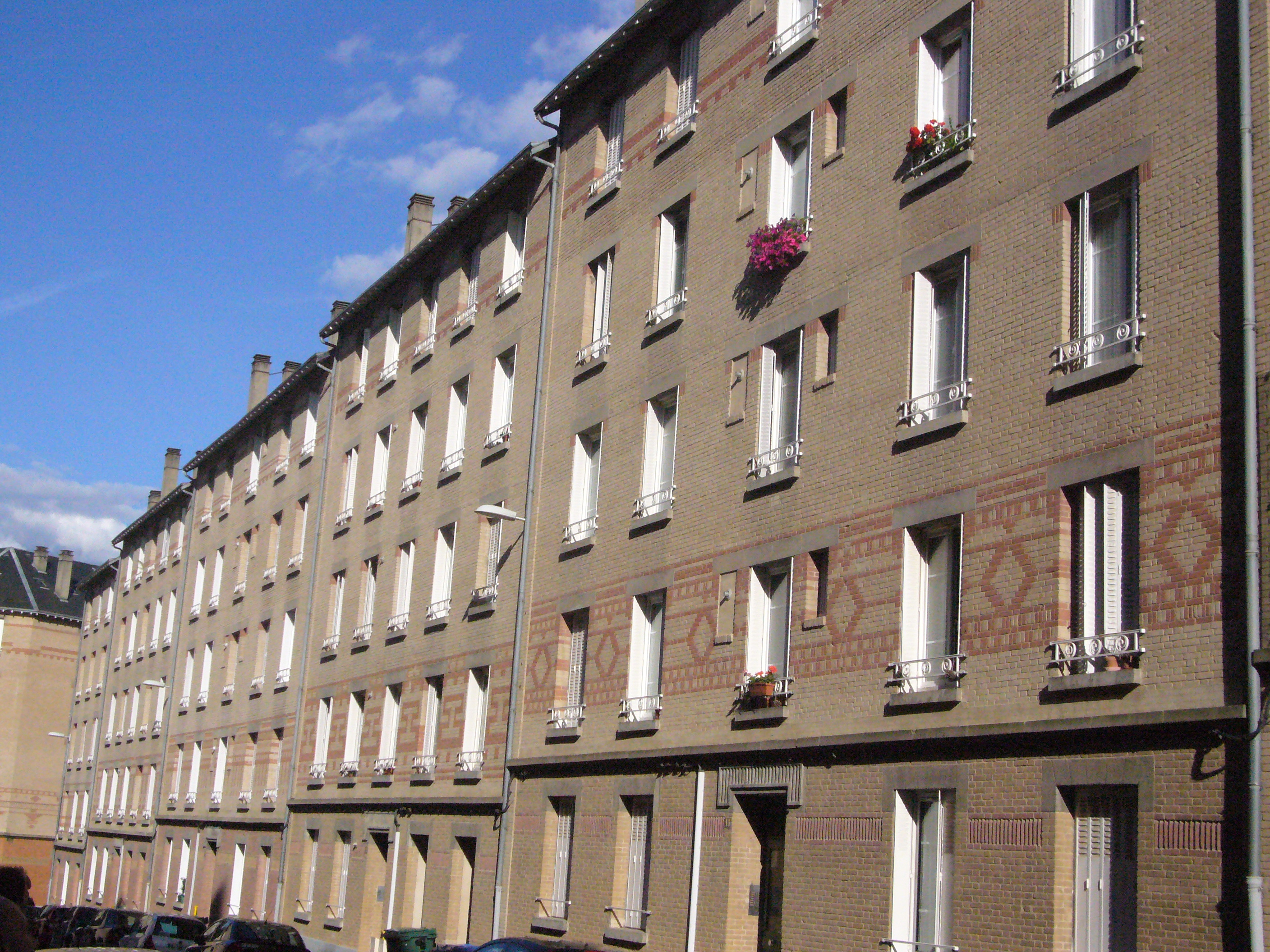
La cité ouvrière des Coutures.

Pour une population qui s’élève, au 1er janvier 2008, à 140 138 habitants, Limoges compte 73 428 logements servant de résidence principale. En outre, sont recensés 4 667 logements vacants, et 1 274 logements servant de résidences secondaires ou occasionnelles. Sur la totalité du parc des logements, 22 064 sont des maisons individuelles, et 56 716 sont des appartements. Le nombre moyen de pièces par logement est de 3,4 environ, que ce soit pour les appartements ou les maisons, ce qui correspond à 1,8 pièce par occupant.
29 269 résidences principales (soit 39,9 %) sont occupés par leurs propriétaires. Les logements mis en location, au nombre de 42 021, représentent 57,6 % des résidences principales. Les 1 829 logements restants (soit 2,5 %) sont mis à disposition gratuitement.
En 2004, sur un parc de 71 980 résidences principales, 17 841 unités (soit 24,8 %) sont recensées comme construites antérieurement à 1949. L'un des premiers immeubles du logement social construit à Limoges est réalisé en 1910, rue Monthyon, par la société coopérative l'Étoile. Il offre déjà à ses occupants l'eau courante et les WC dans chaque appartement. Les immeubles Puy Lannaud et Les Marronniers sont réalisés au même moment.
La municipalité de Limoges s'engage dans le mouvement du logement social en 1920. Prenant le relais des initiatives coopératives ou patronales du XIXe siècle, elle crée son propre office d'habitations à bon marché.
La première réalisation de l'office HLM de Limoges fut la cité ouvrière de Beaublanc. Bâtie en 1924 par Roger Gonthier dans l'esprit des cités-jardins sur le modèle de réalisations britanniques, elle se compose de 202 logements allant du deux au quatre pièces, dans des petits bâtiments en pierre de deux niveaux, avec jardin individuel pour chaque famille et des équipements collectifs (lavoirs, douches).
La cité Albert-Thomas, réalisée peu après, reprend la conception en cité-jardin. Elle comprend vingt-huit immeubles de deux étages, équipés de l'eau courante, de sanitaires privatifs, de l'électricité et du gaz.
La cité des Coutures, bâtie à l'intention des cheminots à proximité de la gare des Bénédictins est, comme cette dernière, réalisation de l'architecte Roger Gonthier. Elle partage son concept avec la cité Victor-Thuillat, avec des groupes d'immeubles agencés autour de cours fermées. Les cités HLM plus récentes (Rodolphe-Maon ou La Bastide) adoptent le profil en barres d'immeubles ou en tour.
Avec 15 665 logements, le logement social loge 34 182 Limougeauds. Ces logements représentent 21,3 % des habitations principales de la ville.

### Projets d'aménagement
À l'instar des années 1990 qui ont vu, par exemple, la construction d'Ester Technopole, les années 2000 sont riches de projets. Le réaménagement du quartier de la Cité, malgré une esthétique toute minérale diversement appréciée, la construction d'un nouveau pont sur la Vienne, le pont Georges-Guingouin, la réalisation d'une voie de liaison au sud de Limoges ou l'inauguration d'un Zénith, sont autant de projets dont la réalisation est l'expression de la dynamique urbanistique de la dernière décennie.
2011 a vu aboutir la transformation du musée de l'Évêché en Musée des Beaux-Arts - Palais de l'Évêché, et le déplacement du musée de la Résistance et de la Déportation dans l'ancien couvent des Sœurs de la Providence.
En matière d'équipement de loisirs, 2015, voit l’inauguration de la nouvelle piscine olympique, porté par Limoges Métropole, Aquapolis qui se compose de quatre bassins :
- un bassin de natation de course (50 × 25 m avec 10 couloirs de nage),
- un bassin de récupération et détente (25 × 12,5 m) de type fosse à plongeon, doté d'une batterie de plongeoirs normalisés (2 tremplins Maxiflex-B de hauteur 1 m, 2 tremplins Maxiflex-B de hauteur 3 m, 1 plate-forme de hauteur 5 m),
- un bassin pour la petite enfance (lagune de jeux),
- un bassin ludique intégrant une zone de loisirs, une rivière, et une zone à vague. Il offre également un espace compétition dédié au pôle associatif, un espace de 750 m2 dédié au bien-être avec sauna, hammam, et spa, et un espace de restauration rapide[77].
- Il y a également un espace forme et un espace restauration.

En 2024, deux projets sont en route, une nouvelle patinoire olympique et également le grand projet de rénovation du Palais des sports de Beaublanc. Les ouvertures sont prévues vers 2027/28[source secondaire souhaitée].

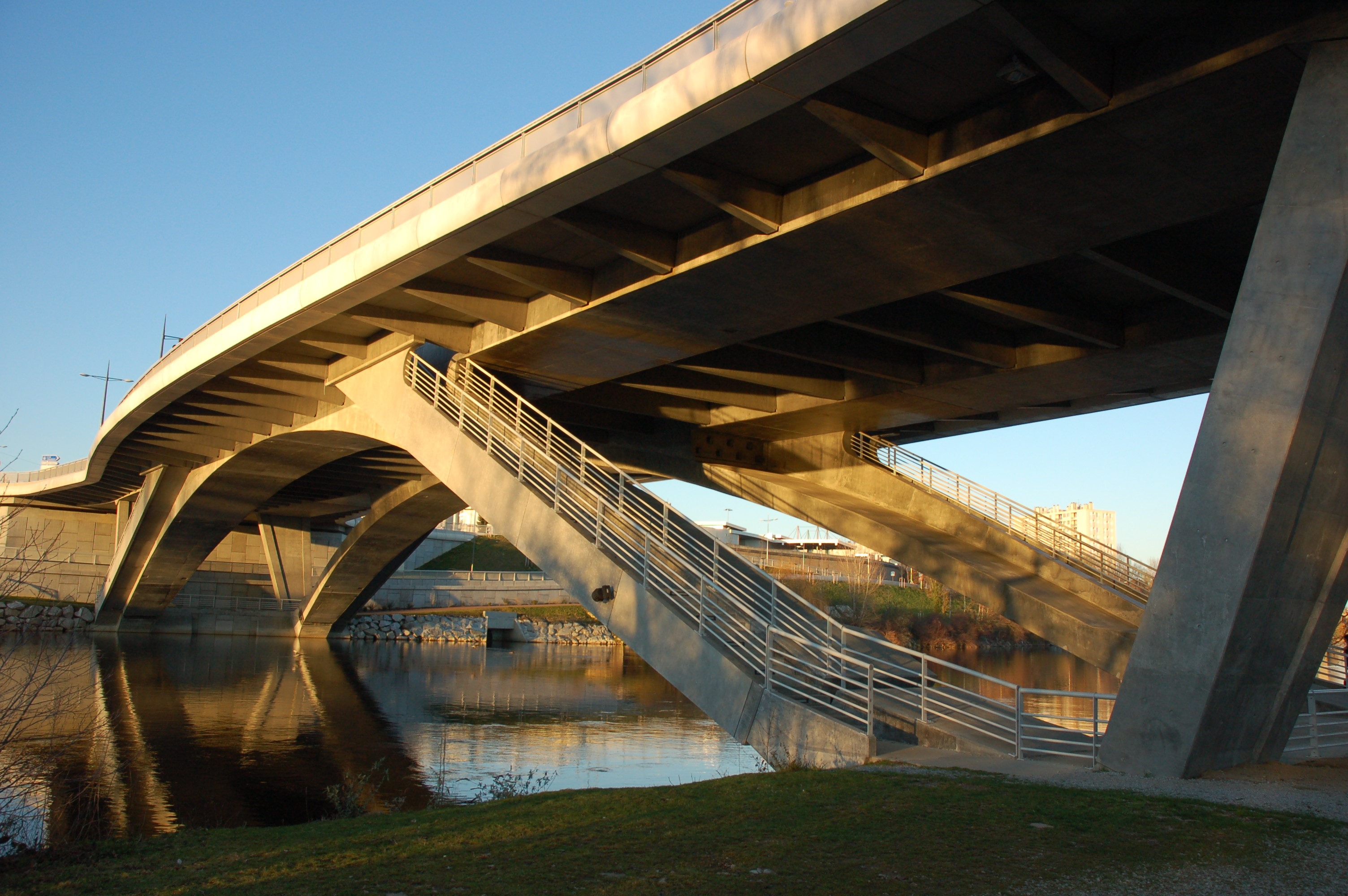
Le pont Georges-Guingouin érigé sur la Vienne dans le cadre du projet de contournement de l’agglomération.

En matière de réseau routier, le projet en cours reste le contournement de Limoges. Après la voie de liaison sud, qui a nécessité la construction d'un nouveau pont sur la Vienne, le pont Georges-Guingouin, le projet se concentre désormais sur le chantier de mise à 2 × 2 voies du contournement Nord de Limoges. Ce projet et ses divers aménagements (créations, suppression, modification de diffuseurs, création d’un passage inférieur, etc.) ont pour objectif de relier l’A20 à la RN 147 puis à la RN 141 (route Centre-Europe Atlantique), mais également de desservir les quartiers d’habitations et les pôles économiques existants, ou à venir dont une future zone d’activités au Breuil.
Un autre projet est celui très contesté de réfection et d’agrandissement du stade d’honneur du parc des sports de Beaublanc[source secondaire souhaitée]. Achevé en 1947, ce stade, aujourd’hui limité à 9 900 places, voit, avec ce projet, sa capacité passer à 14 000 places dans un premier temps, capacité pouvant être portées à 20 000 places dans une seconde tranche de travaux. Il est prévu pour accueillir des matches de football et de rugby, mais aussi des activités socioculturelles de type concert, sa capacité pouvant alors, dans cette dernière configuration, être portée à 28 000 places. Le style architectural de l'enveloppe extérieure choisie est celui d’une forme de coque à facettes triangulaires, construite en panneaux de béton blanc auquel est ajoutée une proportion de kaolin. Le stade aura ainsi un aspect blanc brillant et pourra être qualifié de façon imagée de « stade de Porcelaine ». Mais la réalisation de cet équipement a donné lieu à des malfaçons dans le ferraillage du béton, compromettant l'avancement du chantier[réf. souhaitée].
Enfin, la construction d’un nouveau palais de justice en centre-ville, à proximité du palais du XIXe siècle en 2010 a permis de relocaliser en un seul lieu tous les tribunaux de la ville. Cette construction a permis, à l’occasion de son diagnostic préventif archéologique, la découverte de vestiges de l'époque gallo-romaine, dont des vases funéraires datant du Ier ou du IIe siècle. Le nouveau bâtiment réunit, depuis son inauguration en février 2017, les magistrats, le personnel et les services du tribunal de grande instance, du tribunal d’instance, du tribunal de commerce, et du conseil de prud’hommes. L'ancien bâtiment historique abrite toujours la cour d'appel et les sessions d'assises[réf. souhaitée].

### Risques majeurs
Le territoire de la commune de Limoges est vulnérable à différents aléas naturels : météorologiques (tempête, orage, neige, grand froid, canicule ou sécheresse), inondations, mouvements de terrains et séisme (sismicité faible). Il est également exposé à deux risques technologiques, le transport de matières dangereuses et la rupture d'un barrage, et à un risque particulier : le risque de radon. Un site publié par le BRGM permet d'évaluer simplement et rapidement les risques d'un bien localisé soit par son adresse soit par le numéro de sa parcelle.

#### Risques naturels
Certaines parties du territoire communal sont susceptibles d’être affectées par le risque d’inondation par débordement de cours d'eau, notamment la Vienne, la Mazelle, l'Auzette, la Valoine et l'Aurence. La commune a été reconnue en état de catastrophe naturelle au titre des dommages causés par les inondations et coulées de boue survenues en 1982, 1988, 1993, 1994, 1999 et 2007,. Le risque inondation est pris en compte dans l'aménagement du territoire de la commune par le biais des plans de prévention des risques inondation (PPRI) de la « Vienne du Palais à Beynac », approuvé le 18 mai 2005, « Aurence », approuvé le 23 août 2007, pour les crues de l'Aurence, et « Auzette » et « Valoine », approuvés le 23 janvier 2009, pour les crues de l'Auzette et de la Valoine.

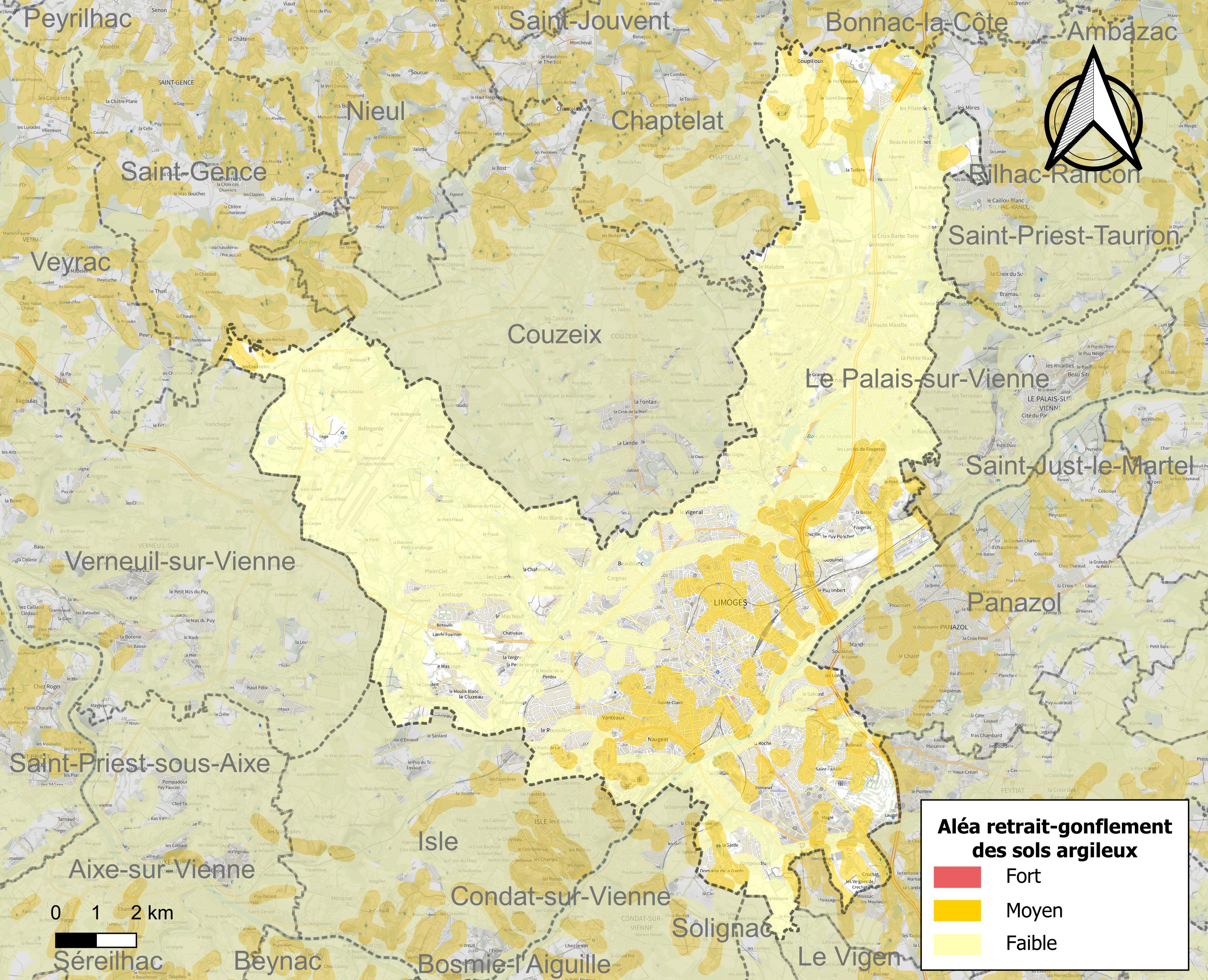
Carte des zones d'aléa retrait-gonflement des sols argileux de Limoges.

Les mouvements de terrains susceptibles de se produire sur la commune sont des mouvements de sols liés à la présence d'argile et des affaissements de terrains miniers. Le retrait-gonflement des sols argileux est susceptible d'engendrer des dommages importants aux bâtiments en cas d’alternance de périodes de sécheresse et de pluie. 16,9 % de la superficie communale est en aléa moyen ou fort (27 % au niveau départemental et 48,5 % au niveau national métropolitain). Depuis le 1er octobre 2020, en application de la loi ÉLAN, différentes contraintes s'imposent aux vendeurs, maîtres d'ouvrages ou constructeurs de biens situés dans une zone classée en aléa moyen ou fort,.
La commune a été reconnue en état de catastrophe naturelle au titre des dommages causés par la sécheresse en 2018, 2019 et 2020 et par des mouvements de terrain en 1999 et 2007.

#### Risque technologique
La commune est en outre située en aval des barrages de Lavaud-Gelade, dans la Creuse, de Saint-Marc et de Vassivière, des ouvrages de classe A. À ce titre elle est susceptible d’être touchée par l’onde de submersion consécutive à la rupture de cet ouvrage.

#### Risque particulier
Dans plusieurs parties du territoire national, le radon, accumulé dans certains logements ou autres locaux, peut constituer une source significative d’exposition de la population aux rayonnements ionisants. Selon la classification de 2018, la commune de Limoges est classée en zone 3, à savoir zone à potentiel radon significatif.

## Toponymie
Le nom de Limoges résulte de l'évolution phonétique de Lemovicas, forme issue du nom de la Civitas Lemovicum, la cité des Lémovices. Ce nom est préféré dès le IVe siècle à la dénomination gallo-romaine d'Augustoritum « le gué d'Auguste », en usage à la fin du Ier siècle avant notre ère. Cette substitution du nom ethnique au toponyme d'origine s'est produite dans de nombreux autres cas en Gaule. Lemovicas est directement issu du nom des Lémovices, peuple gaulois vivant sur le territoire limousin durant l’Antiquité.
Lemovicas et Lemovicum seraient construits sur la base de lemo, l’orme, et vices, qui vainquent. Lemovicis> Limoges pourrait donc se traduire par « ceux qui vainquent avec l'orme » ou encore « Ceux-qui-Combattent-avec-l’Arc » (fait en bois d’orme). Le nom de la ville ferait ainsi référence à l'essence forestière que les Gaulois occupant le site auraient utilisée pour confectionner leurs armes[réf. souhaitée].
En occitan, la ville se nomme Limòtges. Cependant, ailleurs qu'en Limousin, on a la tendance à appeler la ville plutôt Lemòtges[réf. souhaitée].
La toponymie limougeaude est fortement marquée par l'occitan : beaucoup de noms de quartiers ou de rues, non-francisés, sont d'expression limousine. C'est le cas de la rue du Rajat (participe passé du verbe rajar, jaillir), du quartier de Puy-las-Rodas, de la place de la Bareyrette (las bareretas délimitaient les enclos de parcage des bêtes). Certains noms ont été, lors de leur francisation, l'objet d'une adaptation purement phonétique dont le résultat peut être étonnant. Ainsi, la rue Cruche d’or vient de cruchador [krytsaˈdur], mot désignant un type ancien de balance[réf. souhaitée].

## Histoire

### Antiquité
Tirant son nom des Lémovices, dont la capitale fut probablement située au lieu-dit Villejoubert (commune de Saint-Denis-des-Murs), ou au bourg de Saint-Gence, Limoges revendique plus de 2 000 ans d'histoire, est fondée par les Romains vers l'an 10 avant notre ère, sous Auguste, dans le cadre de la réorganisation des cités et provinces gauloises de l'Empire romain.
La nouvelle capitale des Lémovices, Augustoritum (le gué d’Auguste), est ainsi créée de toutes pièces, peut-être sur la place d’un petit site gaulois, au premier endroit où il est possible de passer la Vienne à gué. La cité est placée au carrefour de la Via Agrippa, qui relie Lugdunum (Lyon) à Mediolanum Santonum (Saintes), et de la voie reliant Avaricum (Bourges) à Tolosa (Toulouse). Augustoritum dispose d’arènes plus vastes que celles d’Arelate (Arles) ou de Nemausus (Nîmes), et de thermes parmi les plus somptueux de la Gaule.
Elle est construite suivant un réseau de rues parallèles orientées Sud-Est/Nord-Ouest, venant croiser en angle droit un autre réseau de rues parallèles orientées Nord-Est /Sud-Ouest. Ce quadrillage presque parfait suit le schéma d'urbanisme habituellement en usage chez les Romains.
À part la villa Brachaud et quelques autres, peu de vestiges gallo-romains sont visibles, la plupart sont détruits ou enfouis. Ainsi, l'amphithéâtre (fin du Ier siècle) est enfoui sous le jardin d'Orsay. Le théâtre est situé en bord de Vienne, sous le quai Saint-Martial et la place Sainte-Félicité. Les thermes (IIe siècle), enfouis sous la place des Jacobins, ont été détruits dans leur quasi-intégralité lors de travaux de réalisation d'un parc de stationnement. Les nouveaux thermes (Bas-Empire) sont situés sous les jardins de l'évêché. Le forum (cent mètres de large pour plus de trois-cents de long, placé au centre de la cité) est localisé sous l’actuelle place de l’Hôtel de ville. Malgré la tradition qui rapporte l’existence d’un temple consacré à Vénus, Diane, Minerve et Jupiter à la place de l’actuelle cathédrale, aucun sanctuaire ou temple gallo-romain n'est à ce jour[Quand ?] identifié. L’importance des vestiges antiques semble cependant démontrer qu’Augustoritum est une cité gallo-romaine importante, dont l’étude et la mise en valeur globales restent à faire.
Vers 250, saint Martial venu de Rome avec deux compagnons, Alpinien et Austriclinien, évangélise la ville. Il en devient le premier évêque. Il convertit sainte Valérie, fille de Léocadius, proconsul romain et gouverneur de l’Aquitaine.
Saint Aurélien, qui devient au Moyen Âge le saint patron de la puissante corporation des bouchers de Limoges, lui succède à la tête du diocèse naissant.
Du IIIe à la fin du IVe siècle, Augustoritum, dont le site deviendra « le Château », est progressivement abandonnée en raison de l'insécurité provoquée par les invasions germaniques. La population se concentre sur un lieu plus facilement fortifiable, le puy Saint-Étienne, sur lequel, au Moyen Âge, sera édifiée la cathédrale Saint-Étienne de Limoges et qui deviendra « la Cité ».

### Moyen Âge
Au début du VIe siècle, Augustoritum devient Limoges et le second pôle urbain, le futur Castellum Sanctis Martialis (le Château), émerge autour de la nécropole située à proximité, au nord-ouest, qui accueille le tombeau de Martial, le premier évêque, que saint Loup de Limoges Ostensions de Limoges#Confréries est chargé de conserver.
Dans la première moitié du VIIIe siècle, Limoges et le Limousin font partie du duché d'Aquitaine successivement tenu par les ducs Eudes, Hunald et Waïffre, ayant acquis une large autonomie au sein du Royaume des Francs. Ils semblent très liés à la ville de Limoges et notamment au site de Saint-Martial. Dans les années 760, le nouveau roi carolingien Pépin le Bref mène de dures campagnes pour mettre l'Aquitaine au pas. Limoges et le Limousin sont frappés à plusieurs reprises lors de ces campagnes. Le dernier duc Waïfre est assassiné en 768 en Périgord. L'ensemble de l'Aquitaine, dont Limoges, est alors soumise au nouveau pouvoir carolingien. En 781, Charlemagne fonde le Royaume d'Aquitaine qu'il confie à son jeune fils Louis, futur Louis le Pieux. À la fin du VIIIe siècle, un palais royal est attesté aux portes de Limoges à Jocundiac (Le Palais-sur-Vienne). En septembre 832, l’empereur Louis le Pieux, fils de Charlemagne, fait acclamer son fils Charles (futur Charles le Chauve) âgé de neuf ans seulement, par les Grands d'Aquitaine, lors d'une assemblée générale tenue dans ce palais suburbain ; l'empereur souhaitait alors punir son fils Pépin Ier, roi d'Aquitaine. Les luttes entre Charles le Chauve et Pépin Ier, puis le fils de celui-ci Pépin II, se poursuivront jusque dans les années 850. En 855, Charles le Chauve, décide de donner un roi aux Aquitains en la personne de son fils Charles l'Enfant. La cérémonie de sacre et couronnement a lieu dans la basilique du Sauveur à proximité du Sépulcre de saint Martial.
Bien que pillée en 862 par les vikings du chef Hasting, Limoges se développe toujours en ville double, partagée entre la cité, qui relève du pouvoir de l'évêque, et le château, qui relève des moines gardiens du tombeau de saint Martial, puis des vicomtes.
Invoqué à l’occasion du Mal des Ardents lors des ostensions de l’an 994, Martial obtient l'apostolicité par l'action du prédicateur Adémar de Chabannes, lors des conciles de Limoges de 1029 et 1031. Placé au rang des apôtres, saint Martial draine un courant de pèlerinages fructueux pour l’abbaye et la ville. Dénoncée dès le XVIIe siècle, cette apostolicité plaidée par Adémar de Chabannes est définitivement abandonnée au début du XXe siècle, Martial de Limoges n'étant pas inclus dans le groupe des douze Apôtres.
Au cours du Xe siècle, le vicomte de Limoges, voulant affirmer son pouvoir face au puissant abbé de saint-Martial, fait élever en contrehaut de l'abbaye, une motte castrale.
Limoges accueille le troisième des Lemovicensia concilia, le concile de Noël 1095. C'est au cours de ce concile de Noël qu'après son appel de Clermont, Urbain II prêche pour la première fois pour la première croisade en vue de la libération de la Terre sainte.
À la fin du XIe siècle, et durant la première moitié du XIIe siècle, la notoriété de Limoges est à son apogée. Elle est portée par le rayonnement de l’abbaye Saint-Martial, qui est alors le plus important centre de production intellectuelle, littéraire, poétique, artistique et musical du monde médio-latin. Les chants grégoriens y connaissent leur premier apogée, avec les productions de l'École de Saint-Martial. La ville bénéficie également du rayonnement des troubadours limousins, qui font de la langue limousine la langue de la culture du monde roman. Limoges est également renommée pour la qualité de sa production d'émaux ou de sa production textile de limogiatures.
À partir du XIIe siècle, Limoges, lieu de couronnement traditionnel des ducs d'Aquitaine, est l’une des principales villes de la dot d’Aliénor d'Aquitaine. La majeure partie de son histoire médiévale se calque sur celle des guerres entre Plantagenêts et Capétiens. Richard Cœur de Lion est couronné duc d'Aquitaine lors de deux cérémonies tenues successivement à Poitiers, puis, dans la grande tradition des monarques d'Aquitaine, à Limoges en 1172. La même année, dix-sept ans avant de devenir roi, le duc et sa mère reçoivent Sanche VI de Navarre et Alphonse II d’Arragon à Limoges. À la tête de l'empire Plantagenêt, le roi-chevalier meurt en avril 1199 à Châlus, place-forte défendant l’accès sud-ouest de Limoges, lors d’une expédition punitive contre son vicomte, Adémar V de Limoges.
Au XIVe siècle, les affrontements entre rois de France et rois d’Angleterre, détenteurs du duché d’Aquitaine dont relève Limoges, culminent à l’occasion de la guerre de Cent Ans. Entre deux événements guerriers, Limoges doit faire face aux pillages des routiers et brabançons désœuvrés. Constituant toujours une « ville double », partagée entre la Cité et le Château, les bourgeois (par leurs consuls), évêques et vicomtes de Limoges jouent des alliances et protections, chacun selon les opportunités du moment. Ainsi, en 1370, la Cité ouvre ses portes aux troupes du roi de France, alors que le Château reste fidèle au roi anglais. Cet événement sera d’ailleurs l’occasion, pour le Prince Noir, de mettre à sac la Cité.
En 1463, le roi Louis XI passe à Limoges le vendredi 1er juillet, et confirme, par lettres patentes, les privilèges accordés par ses prédécesseurs afin que la ville s'accroisse.

### Époque moderne
Au XVIe siècle, Limoges tourne, avec la fin du Moyen Âge, l’une des plus riches pages de son histoire et intègre définitivement le royaume de France sous Henri IV, lors du rattachement en 1589, à la couronne de France de sa vicomté, passée par héritage à la maison d'Albret.

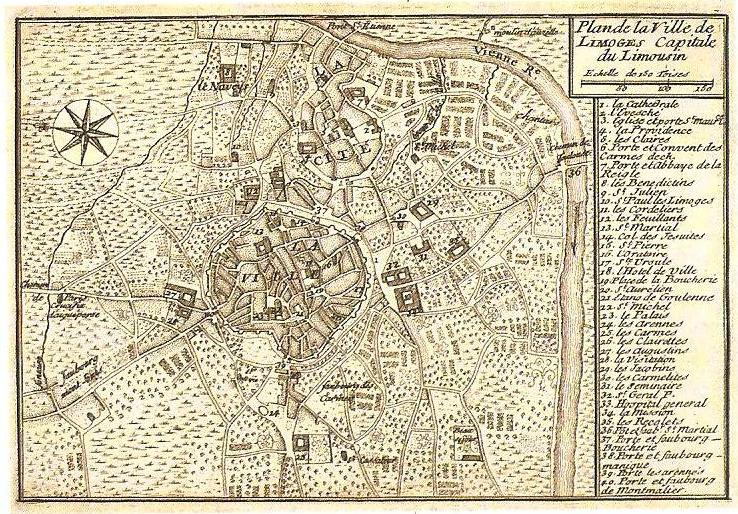
Plan de la ville par Cornuau (1765).

La Réforme qui gagne le pays affecte peu Limoges. L’activité missionnaire est faible et les conversions à l’Église réformée, estimées à 10 % de la population seulement. De même, les troubles sous les guerres de Religion sont limités. Grâce à l’action des consuls, la Saint-Barthélemy n’a aucune répercussion à Limoges. La ville ressent cependant quelques contrecoups des batailles incessantes que se livrent les nobles catholiques et protestants dans le reste de la province et qui, épuisant récoltes et paysans, donnent lieu, dans le sud du département, à Châlus, Oradour, Saint-Yrieix, Nexon et Saint-Léonard-de-Noblat, à l’émergence de la révolte dite « jacquerie des croquants ».

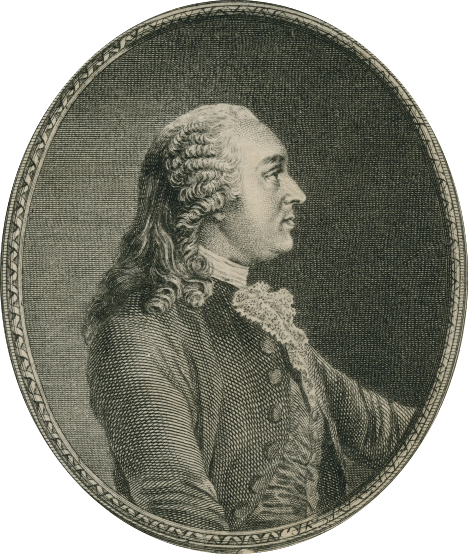
L’intendant Turgot.

Au XVIIe siècle, la Contre-Réforme a une grande importance dans la ville. Six compagnies de pénitents sont créées (noirs, rouges ou pourpres, et blancs, qui ont laissé leurs noms à des rues de la ville, mais aussi gris, bleus et feuille-morte, d'après la couleur de leur tenue). De nombreux couvents sont fondés (Visitation, ursulines, etc.), d'autres réformés (bénédictins, Saint-Martin des feuillants, etc.). Le collège des jésuites oriente la formation des élites limougeaudes, alors que les ostensions et processions à grand spectacle (procession de l'octave de la fête du Saint-Sacrement, en particulier) connaissent un important renouveau. Selon Jean Levet, Limoges y gagne le surnom de ville sainte. Cependant, dès cette époque, des voyageurs commencent à relater une certaine évolution urbanistique de la ville ; l'abbé Louis Coulon voit Limoges comme une ville, certes marchande et populaire, mais qui paraît sale et mal bâtie, et dont « les bâtiments n'y sont que de bois et de terre ».
Au XVIIIe siècle, l’intendant Turgot améliore considérablement le réseau routier limousin, relance l’économie limougeaude, favorise la création et le développement d’industries, dont celles du textile et du cuir. Mais le véritable tournant est celui de 1765 : un gisement de kaolin est découvert à Saint-Yrieix-la-Perche, à 40 km au sud de Limoges. L’industrie de la porcelaine est lancée.

### Époque contemporaine
Lieu de naissance de Jean-Baptiste Jourdan, futur Maréchal d'Empire.
La Révolution engendre des événements tragiques à Limoges. Un bref épisode de la Grande Peur y est signalé. Comme partout, les biens de l'Église sont vendus comme biens nationaux, et la politique de déchristianisation fait fermer la plupart des églises et la totalité des monastères. Un prêtre, l'abbé Chabrol, est tué dans une émeute plus ou moins spontanée, et quelques autres prêtres sont guillotinés.
L'un des effets majeurs de la Révolution à Limoges sera territorial puisqu'en 1792, la Cité de Limoges et le Château de Limoges sont enfin réunis. Juridiquement, le Château absorbe la Cité et l'ensemble forme officiellement une seule et unique commune, qui intègre, en outre, les territoires de La Brugère, de Saint-Christophe et de Sainte-Claire-Soubrevas.

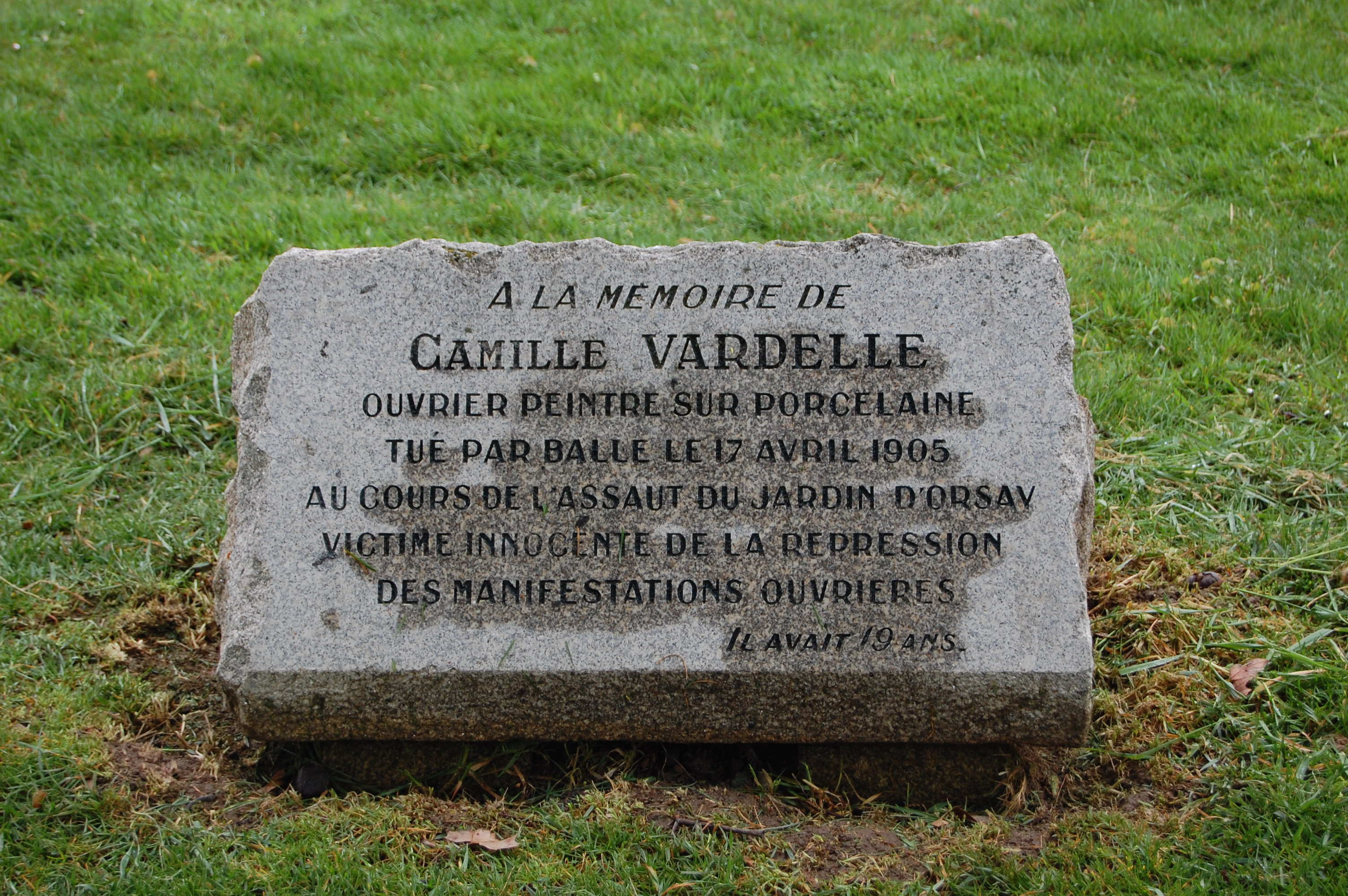
Stèle en mémoire de Camille Vardelle au jardin d'Orsay de Limoges.

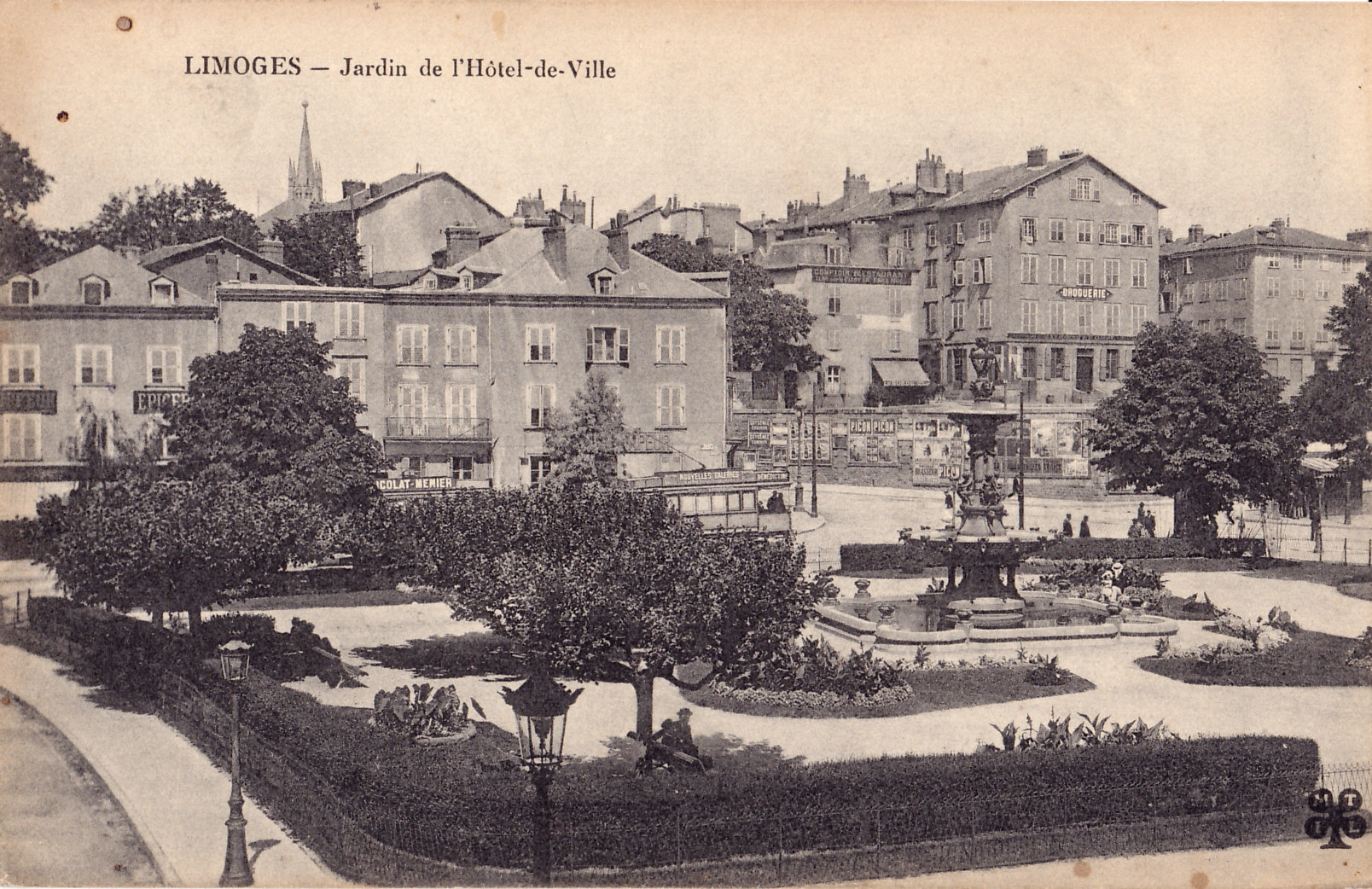
Les jardins de l'Hôtel-de-Ville, vers 1916.

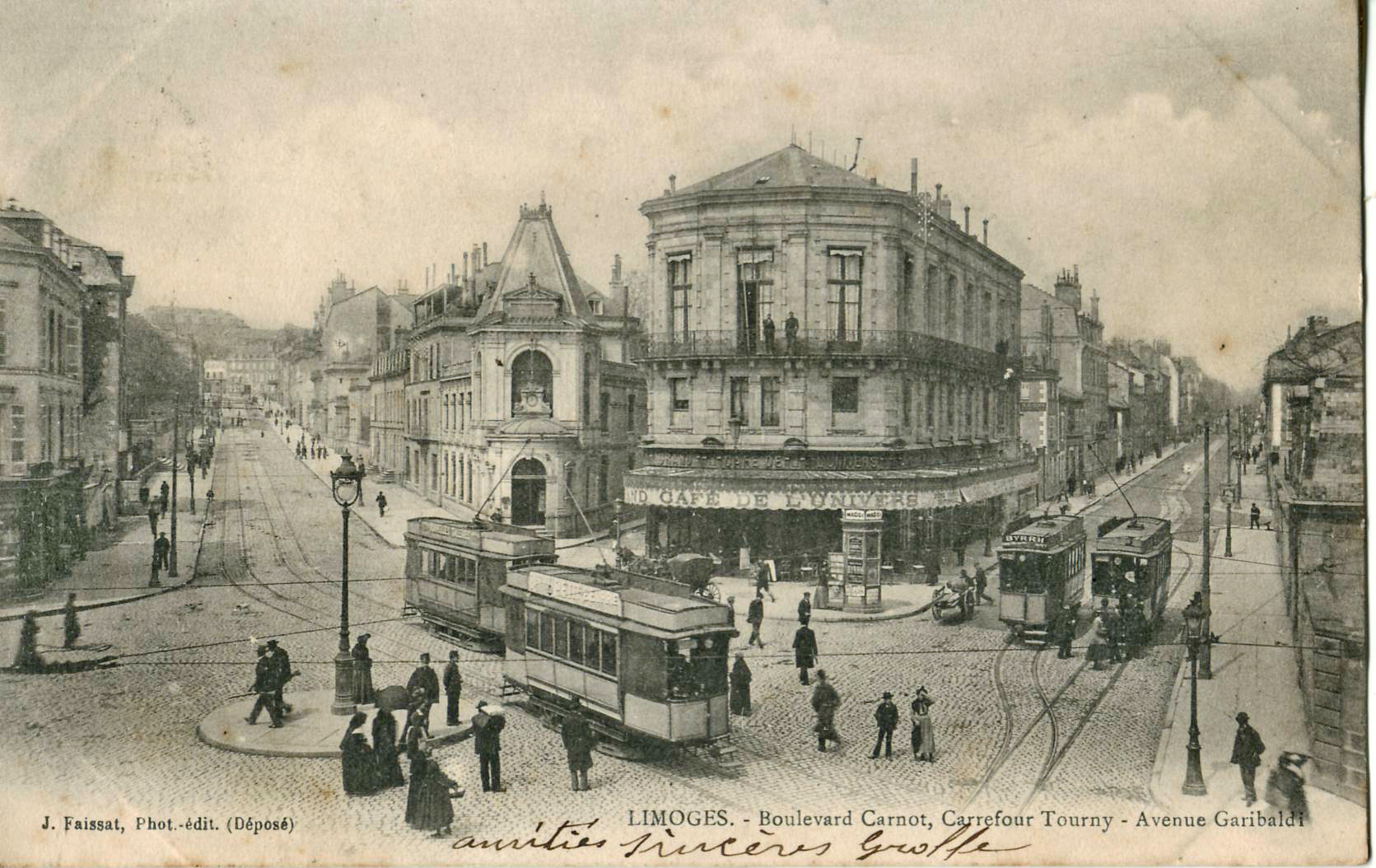
Le carrefour Tourny, à la même époque.
C'était le cœur du réseau de tramway de Limoges, où plusieurs lignes se croisaient.

Au XIXe siècle, avec la révolution industrielle, et l'essor des ateliers et des manufactures de textile, cuir, chapeau, chaussures ou porcelaine, Limoges se peuple, au préjudice de sa campagne, d'une population ouvrière, jeune, féminisée, et qui embrasse massivement la cause syndicale. Limoges doit son surnom de « Ville rouge » (Pauline Roland parle de la Rome du socialisme) aux événements ouvriers de la fin du XIXe et du début du XXe siècle. Ainsi, en 1848, des émeutes très graves marquent les élections législatives. En 1851, Limoges tente de s'opposer au coup d'État de Louis-Napoléon Bonaparte, avant de connaître, en 1871, un très éphémère, mais tragique, épisode de la Commune. La CGT est créée à Limoges en 1895. En avril 1905, une protestation contre les pouvoirs des contremaîtres, jugés exorbitants dans le milieu ouvrier de la porcelaine (usine Théodore Haviland, notamment) et de la chapellerie (usine Beaulieu) va donner naissance à d'importants événements ouvriers qui tournent à la révolte sociale et causent la mort d'un jeune ouvrier, Camille Vardelle,.
Le secteur industriel est à son apogée entre 1850 et les années 1930, comme en témoigne la création des grandes usines porcelainières Haviland, en 1892, dans le quartier du Mas-Loubier et dès 1852 sur le site de l'actuel Centre commercial Saint-Martial. La première de ces usines devient rapidement la plus grande de la ville avec, en 1907, huit cents ouvriers pour dix-sept fours. Parallèlement à ces structures imposantes, la micro-industrie porcelainière, dont l'usine Labesse qui emploie quatre-vingt-dix personnes entre 1873 et 1938, perdure. Il est estimé qu'à la fin du XIXe siècle, le secteur de la porcelaine faisait vivre la moitié des habitants de Limoges, femmes et enfants compris. Ce secteur produisait alors annuellement une valeur de 12 000 000 de francs, ce qui équivaut à peu près à 50 000 000 euros. Le commerce de Limoges s'internationalise au XIXe siècle, bien sûr dans le secteur de la porcelaine, mais également dans le secteur des liqueurs et des eaux-de-vie. Enfin, sa position centrale favorise le commerce avec les autres départements français, l'imprimerie de Limoges était connue pour sa production de livres à bon marché qui étaient notamment exportés dans les départements voisins. Les fabriques de chaussures prendront également un essor considérable ; dans l'entre-deux-guerres, 40% de la production française provient de Limoges. Les manufactures d'étoffes de Limoges fabriquaient notamment les toiles dites « limousines ».
L'essor de l'industrie est le moteur de l'expansion urbaine de la ville, qui au milieu du siècle dépasse à peine ses limites de l'Ancien régime, mais qui passant de 30 000 habitants en 1841 à 98 000 en 1926, s'étend en faubourgs résidentiels. Cette croissance se fait de façon plutôt anarchique, sans réelle réflexion urbanistique globale, exception faite de petites opérations localisées pilotées par des bourgeois locaux tels l'entrepreneur et mécène Ernest Ruben. Des cités ouvrières seront également construites de manière éparse dès le début du XXe siècle, comme la Cité des Coutures construite à la fin des années 1920.
En 1914, Limoges est la ville de casernement des 63e et 263e régiments d'infanterie. Après les premiers revers militaires de la France au début de la Grande Guerre, Joseph Joffre estime que de nombreux officiers font preuve d'incompétence ou d'apathie. Il décide de les écarter du front et les assigne à résidence dans la 12e région militaire, dont la capitale est Limoges. Un nouveau terme apparaît : le limogeage. S'il demeure dans le vocabulaire actuel, le lien avec la ville de Limoges est à relativiser : sur cent-cinquante à deux cents hauts gradés (soit près de 40 % du total) limogés, moins d’une vingtaine sont effectivement envoyés dans la région de Limoges, beaucoup d’autres étant envoyés en particulier dans de nombreuses villes du sud ouest

### Seconde Guerre mondiale
Le 22 juin 1940, l’armée allemande se trouve à trente kilomètres de Limoges lorsque le gouvernement du Maréchal Pétain demande l’armistice.
En mai 1941, le conseil municipal de Léon Betoulle est destitué par le régime de Vichy : André Faure devient maire.
Limoges et sa région, en zone libre jusqu'en 1942, accueillent de nombreux enfants retirés des zones de combats par leurs familles, puis des familles entières jetées sur les routes de l’exode. Limoges voit jusqu'à 200 000 réfugiés errer dans ses rues.
Malgré les multiples maquis limousins qui organisent la résistance en campagne, la ville apparaît comme relativement calme, bien que les juifs (dont la communauté « Strasbourg-Limoges » passe pour l’une des rares véritablement organisées en France, avec le rabbin alsacien Deutsch qui s'installe à Limoges en 1939), connaissent dès février 1943 les rafles de la Gestapo.
Des fonctionnaires de la mairie de Limoges organisent la falsification du recensement des israélites, du recensement du S.T.O. : faux laissez passer, faux actes de naissance pour obtenir des papiers d'identité.
Jean Filiol alias Deschamps sera en étroite collaboration avec les services allemands de la SD (Gestapo), qui à cette époque sont dirigés par les officiers August Meier et Erich Bartels qui investit une villa à l’angle de l’impasse Tivoli et du cours Gay-Lussac tout près de la Gare de Limoges-Bénédictins. Il participe au réunions en juin 1944 à la décision de détruire Oradour-sur-Glane sous les ordres de Adolf Diekmann commandant le premier bataillon du régiment Der Führer de la 2e division SS Das Reich, sous le commandement du général Heinz Lammerding. Au terme de trois réunions de préparation, dont la dernière le matin même à l’Hôtel de la Gare à Saint-Junien en présence de Joachim Kleist, numéro 2 de la Sipo-SD de Limoges, de son interprète Eugène Patry, de quatre miliciens du 2e Service de la Milice de Limoges, Davoine, Pitrud, Tixier et Thomine.
Dans la nuit du 23 au 24 juin 1944, la gare de triage de Puy Imbert est bombardée : sept-cents wagons sont détruits et la circulation ferroviaire est interrompue pendant huit jours.
Jean de Vaugelas est à la tête du mouvement dans la région (mais il a aussi autorité sur la Garde mobile, les G.M.R. et la gendarmerie). Avec lui, Jean Filiol, cofondateur de la Cagoule (Osarn), est chargé de la Franc-garde et du renseignement.
Dès le 12 août, la ville est partiellement encerclée par les résistants.
Le 17 août, le chef milicien, Jean de Vaugelas prend la fuite à la tête d'une colonne de 95 véhicules, 350 miliciens et leur famille, en direction de Guéret puis Moulins, harcelé sur son parcours par les maquisards. Capturé par l'Armée rouge sur le front de l'Est, Vaugelas s'évade et meurt en Amérique du Sud en 1954.
Le 19 août 1944 se produit une grève générale des travailleurs à Limoges. Des membres des G.M.R. passent à la résistance.
Traumatisée par le massacre d'Oradour-sur-Glane et appelée « capitale du Maquis » par le général de Gaulle lors de son discours du 4 mars 1945, Limoges sort de la Seconde Guerre mondiale le 21 août 1944, libérée par les résistants des maquis F.F.I. dirigés par le colonel Georges Guingouin, sans aucun combat.
Le 21 août 1944 dans l'après midi, des pourparlers se déroulent avec le général de la Wehrmacht Walter Gleiniger, sous la médiation du représentant du consul de Suisse, M. d'Albis. La reddition est prévue pour 20h mais la délégation alliée ne trouve à la Kommandantur que le capitaine Noll, qui est fait prisonnier avec douze officiers et 350 soldats, dont de nombreux géorgiens. Ils seront internés au camp de Saint-Paul-d'Eyjeaux.
Les autres Allemands fuient avec le capitaine Engelbrecht en direction de Guéret via Saint-Léonard-de-Noblat, avec le général Gleiniger, qui est arrêté sur ordre par des SS.
Un nombre important de prisonniers civils sont libérés de prison, et des exécutions sommaires ont lieu lors de l'« épuration » (notamment à la carrière du Malabre).
Henri Chadourne devient maire le 5 septembre 1944. La fête de la Libération se déroule le 12 septembre 1944, avec défilé des FFI, avec Georges Guingouin, et intronisation du nouveau préfet de la Haute-Vienne, le communiste Jean Chaintron (résistant à Lyon dès juillet 1940, ce malgré le Pacte Molotov-Ribbentrop, arrêté en 1941 et condamné aux travaux forcés à perpétuité, interné à Nontron — ou auront été internés des prisonniers politiques parmi les plus connus : Yves Péron, Raoul Calas, Léon Moussinac et d'autres — ; Jean Chaintron est libéré par la résistance le 10 juin 1944).
De 1945 à 1947, Georges Guingouin est élu maire.

### Depuis 1947
En 1947, Léon Betoulle, déjà maire dans l'entre-deux-guerres, retrouve le siège de premier édile, et le conserve jusqu'à sa mort en 1956. En février 1948, à l'initiative d'Albert Chaminade, une rencontre de basket fut organisée pour promouvoir le basket ; elle opposa une sélection du Limousin à une formation de Hongrie. Le pharmacien et ancien résistant socialiste Louis Longequeue est élu à sa place, et incarne ensuite le pouvoir municipal sans discontinuer pendant trente-quatre ans. À ce poste, il engage la modernisation de la ville, qui dans les années 1960 à 1980 affirme son statut de capitale régionale en même temps que diminue l'emploi industriel et que la desserte routière s'améliore, avec la création progressive de l'autoroute A20 entre la fin des années 1980 et le milieu des années 1990. Plusieurs grands chantiers sont menés sous les mandats Longequeue, comme l'urbanisation du nouveau quartier de Beaubreuil, la création de l'université, détachée de celle de Poitiers en 1968, l'inauguration de l'aéroport de Bellegarde en 1972 et du nouveau centre hospitalier régional en 1975, ou encore la construction du Palais des sports de Beaublanc en 1981. La commune atteint d'ailleurs son maximum démographique en 1975, avec 143 725 habitants.
En 1990, Alain Rodet, premier adjoint de Louis Longequeue, remplace ce dernier à son décès ; il est ensuite réélu trois fois jusqu'à sa défaite en 2014. Ses mandats sont marqués par l'achèvement de plusieurs infrastructures décidées sous son prédécesseur (technopole Ester en 1993, Bibliothèque francophone multimédia en 1998) et de nouveaux grands chantiers, dont plusieurs (Zénith de Limoges, Aquapolis) sont portés par la nouvelle structure intercommunale qui s'affirme dans les années 2000, la Communauté d'agglomération Limoges Métropole. En 2011, l'armée quitte totalement Limoges, laissant plusieurs casernes en friche.
Les élections municipales de 2014 voient pour la première fois depuis plus d'un siècle une majorité de droite l'emporter à Limoges. Dirigée par Émile Roger Lombertie, elle est à nouveau victorieuse en 2020. Durant cette période, Limoges voit le projet de ligne à grande vitesse ferroviaire vers Poitiers, afin de rallier Paris en moins de 2 heures, échouer pendant que la démographie décline.
En 2015, la ville perd son statut de préfecture de région lors de la fusion des anciennes régions Limousin, Aquitaine et Poitou-Charentes.

## Politique et administration

### Tendances politiques et résultats

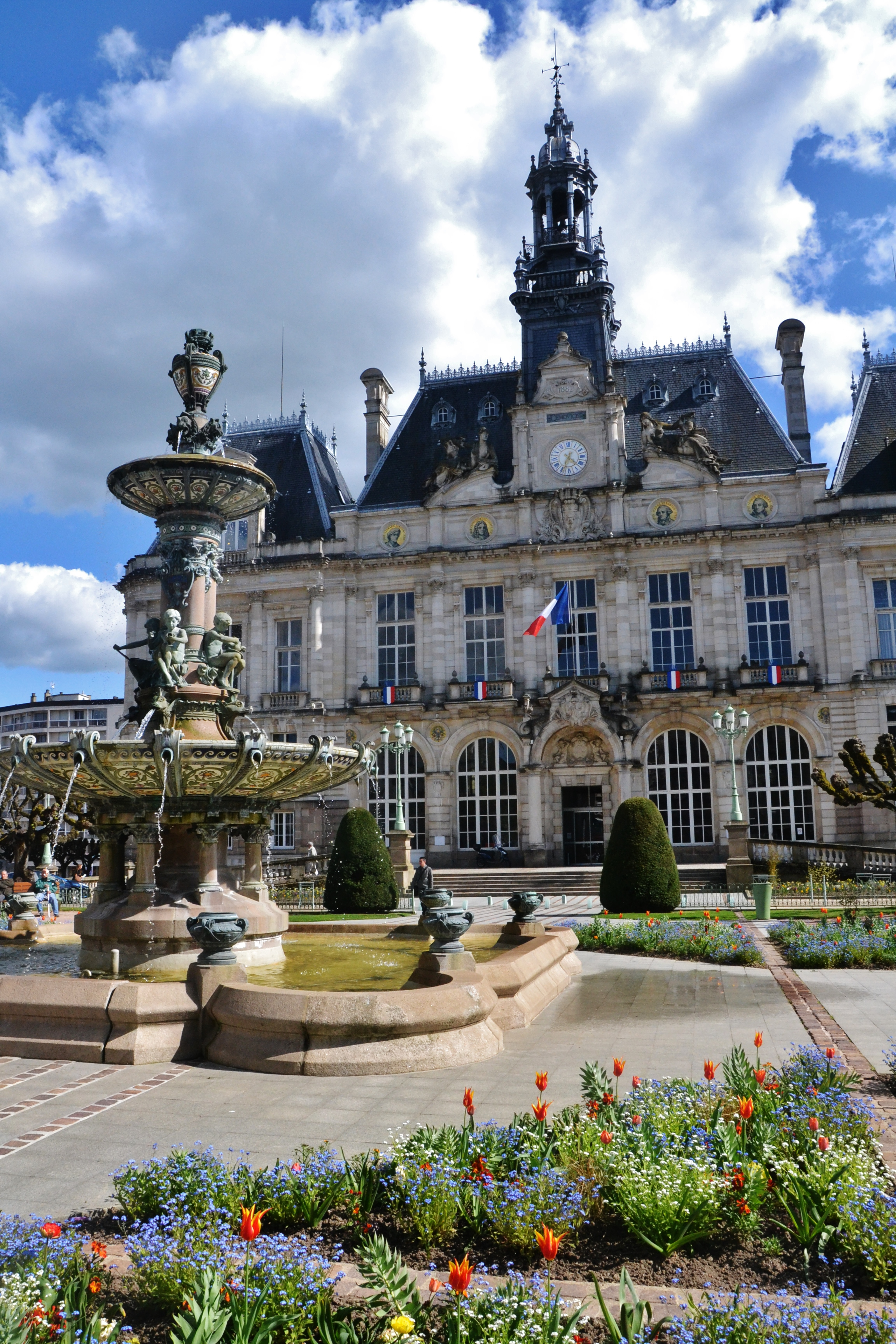
L’hôtel de ville.

L'électorat de la commune est marqué, à l'image de celui de la Haute-Vienne, par une domination socialiste, et la gauche communiste. La droite laïque n’a, traditionnellement, qu’une audience relativement limitée.
Ainsi, si on fait abstraction de la période du régime de Vichy, Limoges n'a connu que des maires de gauche entre 1912 et 2014. Depuis la Libération, la ville a été dirigée par le PCF entre 1944 et 1947, par des socialistes entre 1947 et 2014 et par la droite depuis 2014. En 1989, la ville faillit connaitre une première alternance à droite lorsque le maire sortant Louis Longequeue l'emporta de justesse au 2e tour face à Michel Bernard. Les maires de Limoges font preuve d'une grande longévité, avec trente-quatre ans de mandat pour Louis Longequeue, et vingt-quatre ans pour Alain Rodet. La gauche socialiste, communiste et révolutionnaire est majoritaire dans treize cantons sur seize circonscriptions électorales qui laissent apparaître des scores trotskystes, LO-NPA assez propres à Limoges.
Les résultats électoraux des différents scrutins illustrent bien l'ancrage à gauche de Limoges.
Ainsi, lors du premier tour de l’élection présidentielle de 2007, la candidate socialiste Ségolène Royal arrivait en tête avec 33,32 % des suffrages exprimés, soit 22 629 voix, suivie par le candidat de l'UMP Nicolas Sarkozy avec 25,84 % ( 17 551 voix), le candidat de l'UDF François Bayrou avec 18,06 % (12 268 voix), le candidat du Front national Jean-Marie Le Pen avec 8,00 % (5 431 voix), le candidat de la LCR Olivier Besancenot avec 5,35 % (3 634 voix), la candidate communiste Marie-George Buffet avec 2,39 % (1 625 voix), Philippe de Villiers avec 2,07 % (1 404 voix), la candidate des Verts Dominique Voynet avec 1,49 % (1 011 voix), la candidate de Lutte ouvrière Arlette Laguiller avec 1,36 % (923 voix), José Bové avec 1,14 % (775 voix), le candidat CPNT Frédéric Nihous avec 0,64 % (434 voix) et le candidat du Parti ouvrier indépendant Gérard Schivardi avec 0,34 % (234 voix).

Conseil municipal de Limoges (2020-2026)
Limoges au Cœur (44)
Gauche citoyenne sociale écologiste (11)

Au second tour, Ségolène Royal obtient 56,55 % des suffrages avec 37 349 voix, et Nicolas Sarkozy 43,45 % avec 28 693 voix, alors que c'est ce dernier qui remporte l'élection, au niveau national avec plus de 53 %.
Les élections municipales de 2008 à Limoges ont donné des résultats conformes à la tradition socialiste limougeaude, sinon limousine. Le taux de participation pour le premier et unique tour est plutôt élevé pour une grande ville (62,06 % de votants). Sur les 80 383 électeurs inscrits sur les listes électorales, 49 888 ont pris part au vote. Le maire socialiste Alain Rodet, en poste depuis 1990, déjà reconduit en 1995 et 2001, a été une nouvelle fois réélu en 2008 dès le premier tour, avec 27 057 voix, soit 56,45 % des suffrages exprimés. Derrière, la liste conduite par l'UMP a recueilli 20,84 % des suffrages, la liste du MoDem 8,86 %, la liste de la LCR 6,99 %, la liste des Verts 5,31 % et la liste de Lutte ouvrière 1,96 %.
Les élections municipales de 2014 à Limoges sont une surprise dans le paysage politique limougeaud puisque le maire sortant, Alain Rodet n'est pas réélu comme à son habitude dès le premier tour. Le 30 mars 2014, à l'issue du second tour des élections, c'est la liste d'Union de la droite « Aimons Limoges, choisissons l'alternance » conduite par Émile Roger Lombertie qui arrive en tête avec 45,07 % des suffrages exprimés suivie de la liste d'Union de la gauche « L'essentiel c'est notre ville - Limoges Terre de Gauche » avec 43,81 %, puis de la liste du Front national « Limoges Bleu Marine » avec 11,10 %. Il s'agit d'une première après des décennies de domination du PS.
Les élections municipales de 2020 à Limoges marquent une nouvelle fois la victoire de la liste d'Union de la droite « Limoges au Cœur » menée par Émile Roger Lombertie, maire sortant arrivant en tête avec 58,96 % des voix face à Thierry Miguel, candidat de la liste « Gauche citoyenne sociale écologiste », remportant 41,03 % des voix. Ces élections, marqués par la crise du Covid-19, n'ont mobilisé qu'un électeur sur trois (taux d'abstention de 65,92 %).

### Administration municipale
Le conseil municipal de Limoges est composé de cinquante-cinq élus, conformément aux dispositions relatives aux communes peuplées de 100 000 à 150 000 habitants. Parmi ces conseillers municipaux, on dénombre douze maires-adjoints et onze conseillers municipaux délégués.
À l'issue des élections municipales de 2020, le groupe majoritaire « Limoges au Cœur » est constitué de deux partis : l'Union des démocrates et indépendants et des Républicains réunissant à eux deux quarante-quatre sièges, face au groupe d'opposition « Gauche citoyenne sociale écologiste » réunissant onze sièges.

### Liste des maires
Huit maires se sont succédé depuis 1912 :
| Période | Période  | Identité              | Étiquette    | Qualité                                              |
| ------- | -------- | --------------------- | ------------ | ---------------------------------------------------- |
| 1912    | 1941     | Léon Betoulle         | SFIO         | Employé de bureau Destitué                           |
| 1941    | 1944     | André Faure           |              | Ingénieur métallurgiste Nommé par le régime de Vichy |
| 1944    | 1945     | Henri Chadourne       | PCF          | Médecin                                              |
| 1945    | 1947     | Georges Guingouin     | PCF          | Instituteur                                          |
| 1947    | 1956     | Léon Betoulle         | PSD          | Employé de bureau                                    |
| 1956    | 1990     | Louis Longequeue      | SFIO puis PS | Pharmacien                                           |
| 1990    | 2014     | Alain Rodet           | PS           | Économiste                                           |
| 2014    | en cours | Émile Roger Lombertie | UMP puis LR  | Médecin                                              |

### Instances judiciaires et administratives
Limoges, siège de la cour d'appel de Limoges, dispose d'un tribunal judiciaire (qui peut siéger, au pénal, en formation de tribunal correctionnel ou de tribunal de police, d'un tribunal pour enfants, d'un conseil de prud'hommes et d'un tribunal de commerce.
Des sessions de cour d'assises sont organisées, en principe, tous les trois mois pour une durée de quinze jours et se tiennent dans des locaux du Palais de justice, place d'Aine.
L'ordre administratif est représenté par un tribunal administratif, installé officiellement à Limoges depuis le 1er janvier 1954, et dont le ressort territorial est la Corrèze, la Creuse, l'Indre et la Haute-Vienne. L'appel des décisions du tribunal administratif de Limoges se fait devant la cour administrative d'appel de Bordeaux.
Le centre pénitentiaire de Limoges est une maison d'arrêt dont les deux autorités de rattachement sont la cour d'appel et le tribunal judiciaire de Limoges. Cette prison reçoit des prévenus ainsi que des condamnés dont la peine n'excède pas un an. Sa capacité d'accueil théorique est de quatre-vingt-cinq places réparties en quatre quartiers : le quartier hommes majeurs (cinquante-sept places), le quartier femmes (onze places), le quartier mineurs (dix places) et le quartier semi-liberté (cinq places). La maison d'arrêt de Limoges propose aux détenus des travaux de façonnage et de conditionnement. Elle dispose d'un atelier professionnel permanent d'accompagnement à la validation (APPAV) d'un Certificat d'aptitude professionnel Cuisine et forme des aides-magasiniers. L'établissement a été construit en 1853 sur le champ de foire (actuelle place Winston-Churchill). En 2009, le Gouvernement annonce que, d'ici 2014, l'établissement doit être déclassé et faire place, dans le cadre des compensations apportées aux villes concernées par les restructurations du ministère de la Défense, à une nouvelle prison, d'une capacité d'accueil de sept-cents détenus.
Malgré cette annonce, en 2020, la prison est toujours là et se caractérise par une forte surpopulation,,.
Le Service pénitentiaire d'insertion et de probation (SPIP) de rattachement est le SPIP de la Haute-Vienne, situé avenue Labussière. L'accueil des familles est assuré, les jours de parloir, par l'association « Halte Vincent », dans un local situé rue de la Mauvendière.
Limoges accueille, également depuis 2011, le Centre de production multimédia de la gendarmerie nationale, instance nationale chargée de concevoir, réaliser et diffuser les films à vocation pédagogique utilisés par les formateurs des écoles de gendarmerie.

### Intercommunalités et divisions administratives
La commune de Limoges est membre de la communauté urbaine Limoges Métropole. Succédant à d'autres structures intercommunales, cette communauté urbaine regroupe vingt communes de l'unité urbaine et de la première couronne de l'aire urbaine sur une superficie de 472 km2.
Elle fait partie du pays de Limoges, composé de la communauté urbaine Limoges Métropole et de l'ancienne communauté de communes l'Aurence et Glane Développement. Le pays de Limoges regroupe 212 035 habitants répartis sur vingt-cinq communes.
Limoges est le chef-lieu de l'arrondissement de Limoges.
Le territoire communal de Limoges englobe, dans leur intégralité, sept cantons de Haute-Vienne. Il est également inclus pour partie, dans deux autres cantons.

### Politique de développement durable

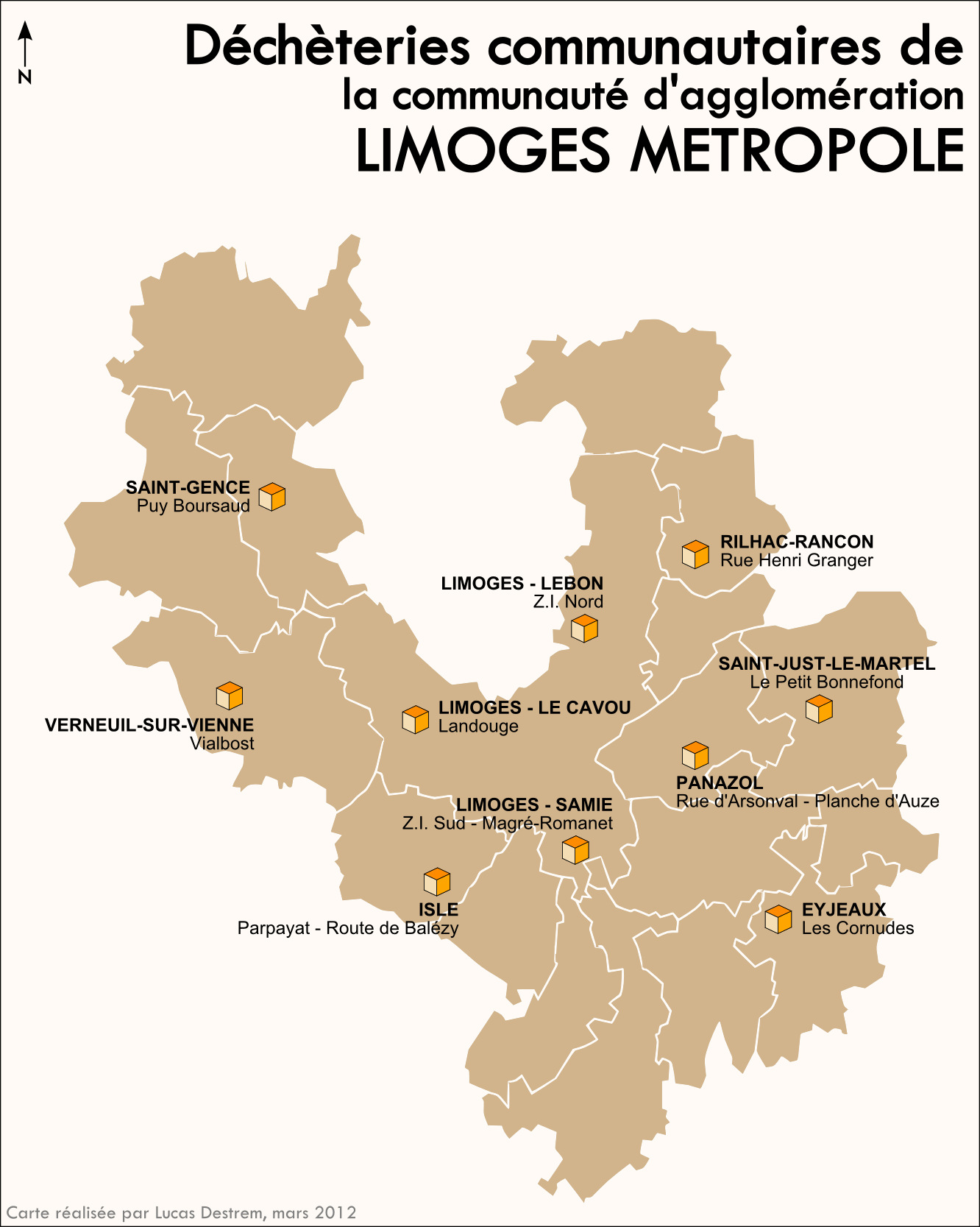
Localisation des déchèteries de Limoges Métropole

La politique de développement durable de Limoges est portée par la communauté urbaine, Limoges Métropole, qui agit sur la commune en matière de gestion des déchets, d’assainissement, de qualité de l’air, et de protection du milieu naturel. Compte tenu de ses compétences (développement économique, assainissement), Limoges Métropole s’est engagée en 2008 dans une démarche d'Agenda 21, laquelle identifie des actions concrètes, s'articulant autour des trois grands axes du plan d’actions : maîtriser l'énergie et lutter contre l'effet de serre, connaître, préserver et valoriser les patrimoines, et être écoresponsable et solidaire au quotidien.
La gestion des déchets produits par les habitants de la ville de Limoges est également une compétence déléguée à la communauté urbaine. Par ailleurs, pour les encombrants, chaque habitant de Limoges peut accéder à la déchèterie de son choix parmi les dix déchèteries communautaires de Limoges Métropole, dont trois (Lebon, Samie et Cavou) sont situées sur le territoire communal.
La ville a atteint, dès 2010, le niveau d’objectif de qualité fixé par l’Union européenne pour 2010, en matière de particules fines inférieures à 10 µm.
Pour la surveillance de l’air, Limoges Métropole adhère à LIMAIR, organisme agréé de surveillance de la qualité de l’air en Limousin.
Quatre risques naturels majeurs sont recensés sur le territoire communal : les risques de canicule, d'inondation, de tempête, et de mouvements de terrains liés aux cavités souterraines. Les risques technologiques majeurs recensés à Limoges sont, pour leur part, au nombre de trois : rupture de barrage, transport de matière dangereuses et risque miniers. Ces risques majeurs, naturels ou technologiques, et les moyens de prévention, sont décrits dans le Document d'information communal sur les risques majeurs (DICRIM), mis en ligne sur le site internet de la mairie.

### Politique budgétaire en 2010
L’excédent brut de fonctionnement, de 24 766 000 €, est de 175 € par habitant, pour une moyenne nationale de 216 € constatée dans les villes de même strate. L’endettement de la ville est de 791 € par habitant, pour une moyenne de 1 090 € pour la strate. Le potentiel fiscal reste inférieur à la moyenne, puisque sur une population de 143 677 habitants, il est de 121 469 000 €, soit de 845 € par habitant, à comparer à une moyenne nationale de la strate de 856 € par habitant. Quant à l’encours de la dette, d'un montant de 111 759 000 €, il donne lieu à une annuité de 28 538 000 €, soit 202 € par habitant, pour une moyenne de la strate à 147 €.

### Jumelages
| Ville | Ville     | Pays | Pays         | Période                    |
| ----- | --------- | ---- | ------------ | -------------------------- |
|       | Charlotte |      | États-Unis   | depuis le 6 novembre 1992  |
|       | Fürth     |      | Allemagne    | depuis le 22 mai 1992      |
|       | Hrodna    |      | Biélorussie  | depuis le 20 avril 1982    |
|       | Icheon    |      | Corée du Sud | depuis le 6 mai 2015       |
|       | Pilsen    |      | Tchéquie     | depuis le 11 juin 1987     |
|       | Seto      |      | Japon        | depuis le 18 novembre 2003 |

La ville de Limoges conduit deux accords de coopération décentralisée avec la commune rurale de Pabré au Burkina Faso. Le premier, actif depuis 2004, porte sur la réhabilitation et l'exploitation de la retenue d'eau de Zibako. Le second, qui date de 2009, vise à renforcer les capacités de maîtrise d'ouvrage de Pabré.

## Équipements et services publics

### Enseignement

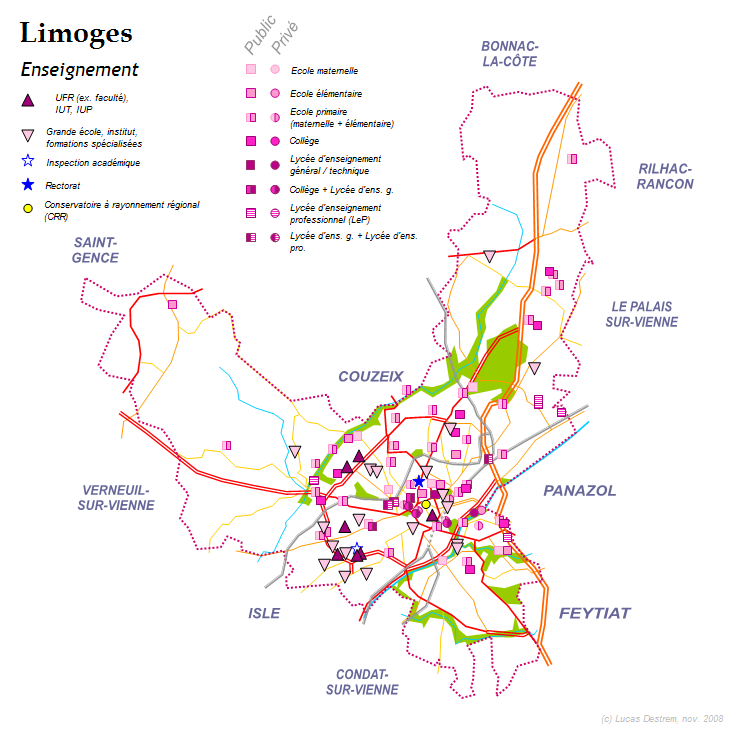

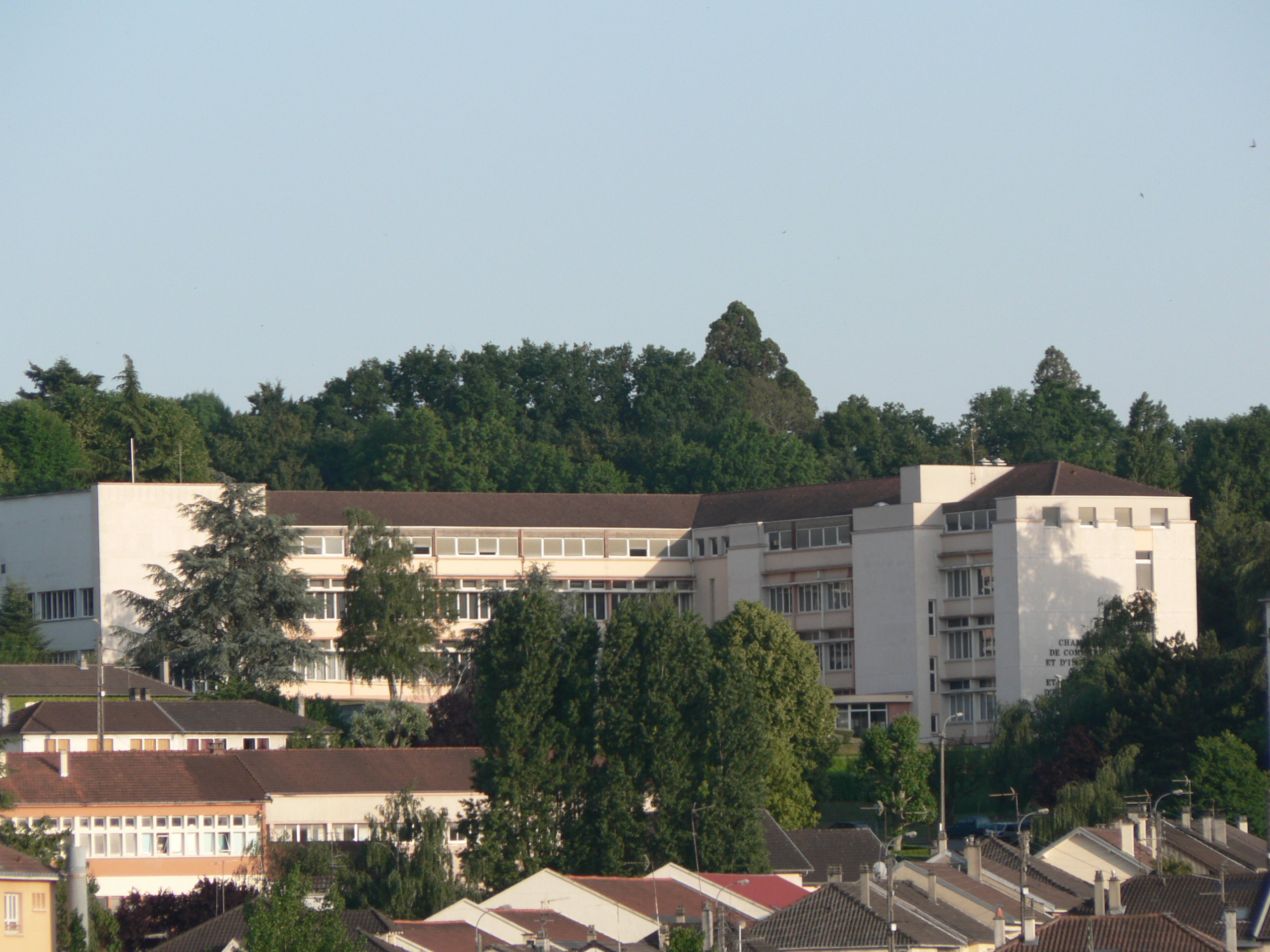
L'institut d'ingénierie informatique.

La ville administre soixante-quatre écoles élémentaires et/ou maternelles représentant un effectif de l'ordre de 9 600 élèves à la rentrée 2019. La ville y consacre, pour ce qui la concerne (hors salaire des instituteurs, par exemple), dix-neuf millions d'euros, soit un peu plus de 2 000 € par élève.
Issue d'un projet apparu en 1992, une calandreta, école bilingue occitane, ouvre une section de maternelle en 1994 puis, avec le soutien du conseil régional, un cours préparatoire en 1998. La calandreta de Limoges assure l’ensemble des classes de la maternelle et du primaire.
À Limoges, le département Haute-Vienne gère quatorze collèges et la région Nouvelle-Aquitaine treize lycées, dont le lycée Gay-Lussac (lycée historique de la ville), le lycée Léonard Limosin, le lycée Raoul Dautry, le lycée Suzanne Valadon, le lycée Turgot et Cité scolaire Auguste-Renoir ouvert en 1962. Plusieurs d’entre eux disposent de classes préparatoires à l’accès aux grandes écoles.
L'université de Limoges, créée en 1968, compte plus de  18 000 étudiants à la rentrée 2023. À Limoges, l'université est installée sur quatre sites : la Borie, Vanteaux, centre-ville et Ester Technopole.
Le campus de la Borie regroupe une cité et un restaurant universitaires, un service universitaire des activités physiques et sportives (SUAPS), l’IUT du Limousin, la faculté des sciences et techniques, et des écoles doctorales. Il accueille également, depuis sa création en 1978, le Centre de droit et d'économie du sport.
Le campus de Vanteaux, situé au sud-ouest de la ville, près de la commune d'Isle, à proximité immédiate du Centre hospitalier universitaire Dupuytren, regroupe l'Institut national supérieur du professorat et de l'éducation (INSPE de l'académie de Limoges), la faculté des lettres et des sciences humaines, le CRDP, l’ONISEP, le service universitaire de médecine préventive et de promotion de la santé, le CROUS, le site principal du service commun de la documentation (bibliothèque universitaire), une cité et un restaurant universitaires, la faculté de médecine et de pharmacie, un service universitaire de formation permanente, un centre de formation d'apprentis, et le CNAM. Le campus de Vanteaux accueille également l'une des cinq écoles nationales supérieures d'art de France : l’École nationale supérieure d'art de Limoges (ENSA de Limoges). La FLSH de Limoges est également une des universités phares du centre de la France puisque de nombreux étudiants de Poitiers ou de Châteauroux viennent étudier à Limoges. Spécialisée dans les arts du feu (céramique, émaux) et la tapisserie, sous la tutelle du ministère de la Culture, cette école, également connue sous le nom d’École des Beaux-Arts ou École d’art décoratif, offre des cursus d’art et de design d'une durée de cinq ans. Il héberge également l’Institut d'ingénierie informatique de Limoges (3IL).
Le site d'Ester Technopole est le lieu d’installation de l'école d'ingénieurs ENSIL-ENSCI, issue de la fusion, en 2017, de deux anciennes écoles d'ingénieurs : l'École nationale supérieure d'ingénieurs de Limoges (ENSIL) et l’École nationale supérieure de céramique industrielle (ENSCI).
Le centre-ville regroupe la faculté de droit et des sciences économiques, l’IPAG, le carrefour des étudiants et la présidence de l'université.
Limoges abrite également un centre national de formation aux métiers de l'eau et une école de commerce, l’École supérieure de commerce, de communication et de gestion de Limoges (Es2C Limoges). Cette école offre un premier cycle de formation qui prépare à des diplômes d'État de niveau Bac +2, et un second cycle qui permet d'accéder, à l'issue d'une année de spécialisation, à un niveau Bac +3.
Une école nationale vétérinaire est en projet.

### Santé

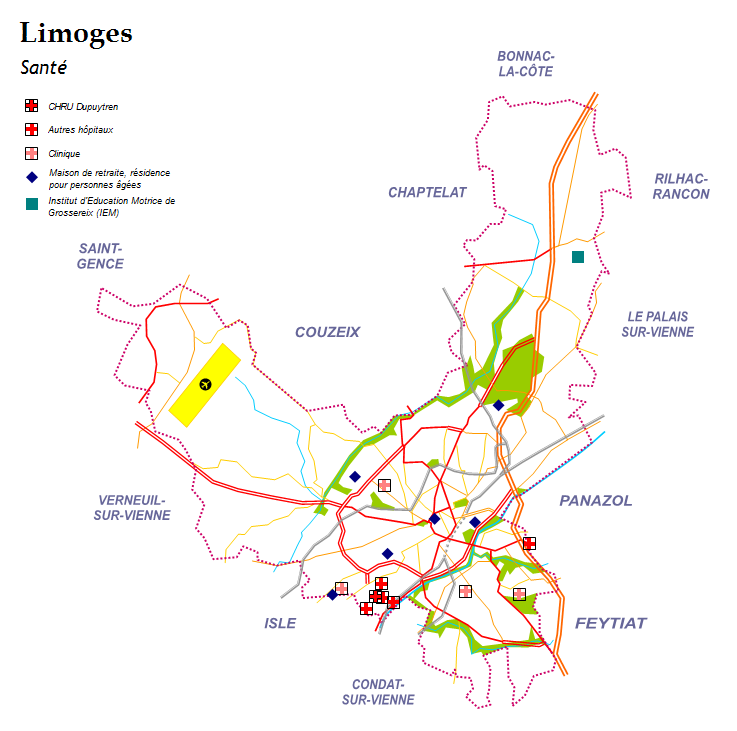
Localisation des structures de santé.

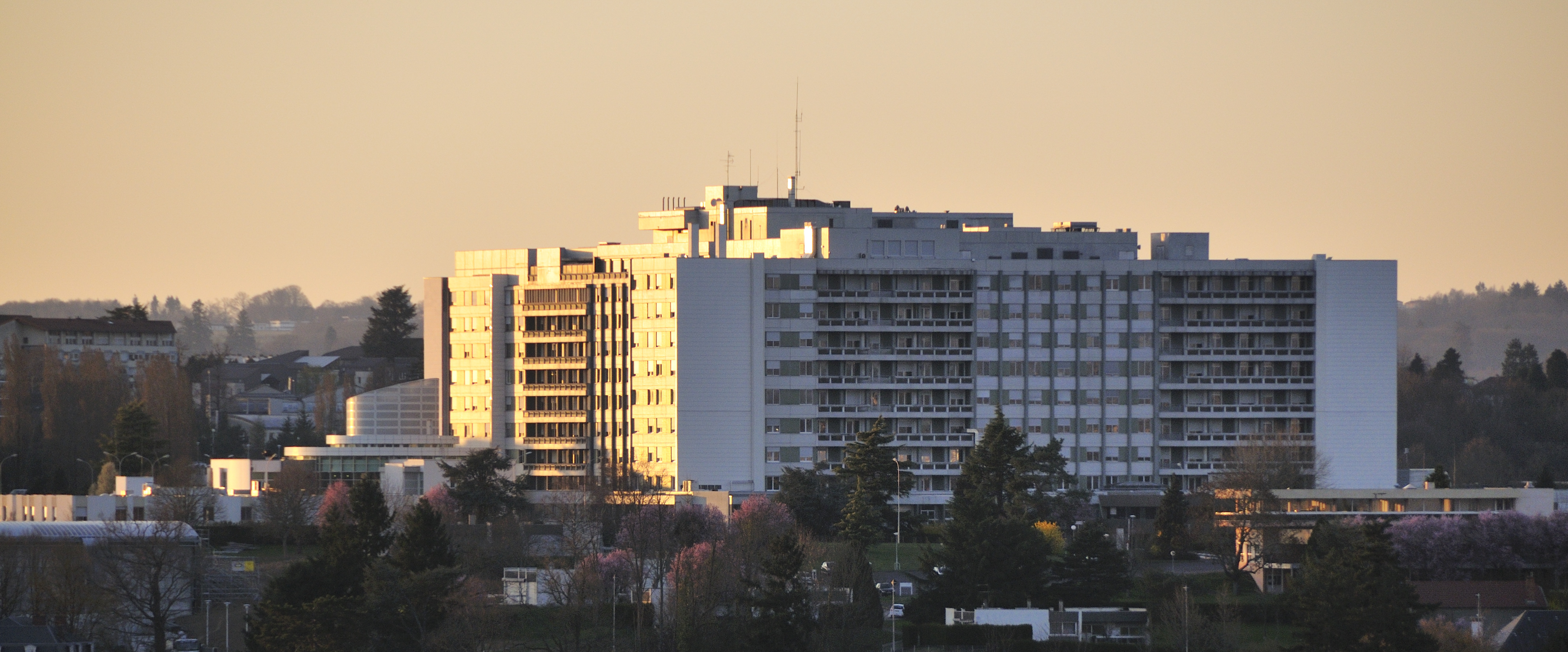
Le CHU Dupuytren.

Le centre hospitalier régional universitaire de Limoges est un établissement hospitalier universitaire crée en 1974. Le premier hôpital universitaire de la ville a été inauguré en 1976 par Jacques Chirac, alors premier ministre, et Simone Veil, ministre de la Santé. Avec un effectif de 6 965 employés en 2010, il assure trois missions de service public : les soins, la recherche et l'innovation, et l'enseignement.
Il est composé de quatre hôpitaux : l'hôpital Dupuytren (1 et 2), l'hôpital de la Mère et de l'enfant, l'hôpital Jean-Rebeyrol et l'hôpital du Cluzeau, regroupés sur un même site, et de l'établissement d'hébergement pour personnes âgées dépendantes (EHPAD) Docteur-Chastaingt.
Si toutes les fonctions administratives (direction générale, recherche et innovation, coopérations et communication) sont situées à l'hôpital Dupuytren, chaque structure hospitalière du CHU accueille des équipes médico-soignantes spécialisées en fonction des pathologies et/ou de l'âge des patients.
Plus important centre hospitalier régional universitaire du Limousin, premier employeur de la région, le CHU de Limoges est l'hôpital d'application de la faculté de médecine de Limoges. Par ailleurs, il dispose de sept écoles ou institutions pour former le personnel soignant et les sages-femmes.
Le Centre hospitalier spécialisé Esquirol, qui emploie plus de 1 400 agents sur de multiples sites, dont l’hôpital Esquirol qui concentre les services administratifs, prend en charge les patients atteints de troubles psychiques, à tout âge de la vie. Il reçoit également des patients traumatisés crâniens, des patients présentant des conduites addictives (alcoolisme, toxicomanie) ainsi que des personnes âgées présentant des troubles du comportement.
La clinique des Émailleurs, fondée en 1922 par les docteurs Bleynie et Bruneau-Biles, et les professeurs Marcland et de Léobardy, située depuis 1999 dans le quartier du Roussillon à Limoges, est issue du regroupement, en 2004, des deux maternités privées de Limoges. Dotée de cinq salles de naissance, la clinique des Émailleurs bénéfice depuis 2007 d’un agrandissement du service de chirurgie, de la création d'une unité de surveillance de soins continue, et de l’intégration de deux nouvelles activités chirurgicales : urologie, chirurgie esthétique et reconstructrice. L'équipe médicale, composée d'environ quarante médecins, dispose de vingt-quatre lits d’hospitalisation et de places de soins ambulatoires répartis dans cinq pôles : médical (cardiologie, pneumologie, gastro-entérologie), obstétrical, anesthésique, chirurgical (chirurgie digestive, endocrine, thoraxcovasculaire, proctologie, gynécologie, chirurgie de l'obésité, stomatologie, chirurgie maxillo-faciale, urologie et chirurgie esthétique et reconstructrice) et radiologique.
La clinique François-Chénieux, du nom de l’ancien maire de Limoges qui l'a fondée, est un établissement d’hospitalisation de court séjour en médecine et chirurgie, où dix-sept spécialités sont exercées. Située sur le site de Saint-Lazare, et d’une capacité totale de 283 lits et places, elle est la seule clinique privée de la région à disposer d’un service d’urgences et d’un service d’oncologie.
La clinique du Colombier, créée en 1905 cours Bugeaud, emploie 228 personnes. Fusionnée avec la clinique Vanteaux en 1998, elle dispose de 171 lits et places, dont trente-neuf en médecine, quatre-vingt-seize en chirurgie, huit en unité de surveillance continue et vingt-huit en ambulatoire.
En 2012, quatre cent cinquante-cinq médecins, dont deux cent soixante-dix généralistes, une centaine d’infirmières libérales et plus de quatre-vingt pharmacies d’officine complètent le dispositif hospitalier de Limoges. Une maison médicale de garde, localisée boulevard Gambetta et créée en 2003 par une trentaine de médecins libéraux réunis au sein de l'association Domus Medica, assure, les nuits et les week-ends, la continuité de consultations médicales à Limoges.

## Population et société

### Démographie

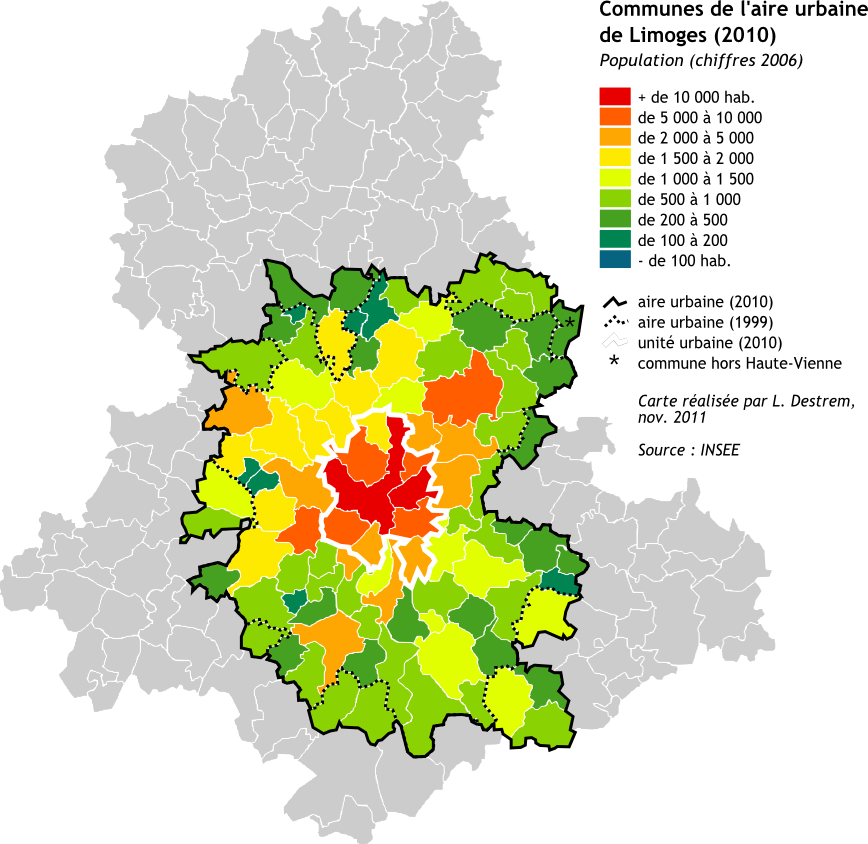
Les communes de l'aire urbaine, avec, en blanc gras, les limites de l'unité urbaine.

Les habitants de la ville sont appelés les Limougeauds.
Touchée par les deux guerres mondiales, mais en augmentation régulière depuis la fin du XVIIIe siècle, grâce à la révolution industrielle et à l’essor des manufactures (porcelaine, chaussure…), la population de la commune de Limoges connaît, à partir des années 1970 et jusqu'aux années 1990 une baisse relative qui accompagne le déclin des ateliers et des usines.
À partir des années 1990, l’amélioration d’infrastructures routières (autoroute A20) et ferroviaires (ligne Paris-Toulouse), et l’installation d’entreprises de techniques de pointe, de services modernes, et d'établissements d'importance nationale, tels que le Centre national pour l'aménagement des structures des exploitations agricoles (CNASEA), devenu depuis Agence de services et de paiement, ou la technopole Ester en 1992, permettent un nouvel essor de la population.
Avec sa population municipale légale de 132 660 habitants au 1er janvier 2016, Limoges est la 28e ville de France.
En 2016, son unité urbaine, composée de neuf communes est peuplée de 183 347 habitants, ce qui la place au 38e rang national.
En 2015, avec 283 823 habitants, le poids démographique de l'aire urbaine de Limoges, composée de 96 communes dont sept sont des pôles urbains, confirme l'importance de la capitale régionale dans la démographie globale de la région Limousin ; l'aire urbaine de Limoges concentre en effet plus du tiers de l'ensemble de la population de la région Limousin qui était de 741 072 habitants en 2011.

#### Évolution démographique
L'évolution du nombre d'habitants est connue à travers les recensements de la population effectués dans la commune depuis 1793. Pour les communes de plus de 10 000 habitants les recensements ont lieu chaque année à la suite d'une enquête par sondage auprès d'un échantillon d'adresses représentant 8 % de leurs logements, contrairement aux autres communes qui ont un recensement réel tous les cinq ans,.

En 2022, la commune comptait 129 754 habitants, en évolution de −2,19 % par rapport à 2016 (Haute-Vienne : −0,68 %, France hors Mayotte : +2,11 %).
| 1793   | 1800   | 1806   | 1821   | 1831   | 1836   | 1841   | 1846   | 1851   |
| ------ | ------ | ------ | ------ | ------ | ------ | ------ | ------ | ------ |
| 20 864 | 20 255 | 21 757 | 24 992 | 27 070 | 29 706 | 29 870 | 38 119 | 41 630 |

| 1856   | 1861   | 1866   | 1872   | 1876   | 1881   | 1886   | 1891   | 1896   |
| ------ | ------ | ------ | ------ | ------ | ------ | ------ | ------ | ------ |
| 46 564 | 51 053 | 53 022 | 55 134 | 59 011 | 63 765 | 68 477 | 72 697 | 77 703 |

| 1901   | 1906   | 1911   | 1921   | 1926   | 1931   | 1936   | 1946    | 1954    |
| ------ | ------ | ------ | ------ | ------ | ------ | ------ | ------- | ------- |
| 84 121 | 88 597 | 92 181 | 90 187 | 98 209 | 92 577 | 95 217 | 107 857 | 105 990 |

| 1962    | 1968    | 1975    | 1982    | 1990    | 1999    | 2006    | 2011    | 2016    |
| ------- | ------- | ------- | ------- | ------- | ------- | ------- | ------- | ------- |
| 118 576 | 132 935 | 143 725 | 140 400 | 133 464 | 133 968 | 136 539 | 137 758 | 132 660 |

| 2021    | 2022    | - | - | - | - | - | - | - |
| ------- | ------- | - | - | - | - | - | - | - |
| 129 760 | 129 754 | - | - | - | - | - | - | - |

#### Pyramide des âges
La population de la commune est relativement jeune.
En 2020, le taux de personnes d'un âge inférieur à 30 ans s'élève à 39,6 %, soit au-dessus de la moyenne départementale (31,9 %). À l'inverse, le taux de personnes d'âge supérieur à 60 ans est de 27,3 % la même année, alors qu'il est de 31,7 % au niveau départemental.
En 2020, la commune comptait 60 501 hommes pour 70 091 femmes, soit un taux de 53,67 % de femmes, supérieur au taux départemental (52,3 %).
Les pyramides des âges de la commune et du département s'établissent comme suit.
| Hommes | Classe d’âge | Femmes |
| ------ | ------------ | ------ |
| 1,0    | 90 ou +      | 2,5    |
| 7,3    | 75-89 ans    | 10,5   |
| 14,9   | 60-74 ans    | 17,6   |
| 17,3   | 45-59 ans    | 16,5   |
| 17,7   | 30-44 ans    | 15     |
| 26,1   | 15-29 ans    | 24,7   |
| 15,7   | 0-14 ans     | 13,1   |

| Hommes | Classe d’âge | Femmes |
| ------ | ------------ | ------ |
| 1,1    | 90 ou +      | 2,7    |
| 8,9    | 75-89 ans    | 11,8   |
| 19,6   | 60-74 ans    | 20,2   |
| 20,2   | 45-59 ans    | 19,3   |
| 16,9   | 30-44 ans    | 15,8   |
| 17,2   | 15-29 ans    | 16,2   |
| 16,1   | 0-14 ans     | 14,1   |

### Manifestations culturelles et festivités
Cette section ne s'appuie pas, ou pas assez, sur des sources secondaires ou tertiaires indépendantes du sujet. Le texte peut contenir des analyses inexactes ou inédites de sources primaires.
Pour l'améliorer, ajoutez-en, ou placez des modèles {{Source secondaire souhaitée}} ou {{Source secondaire nécessaire}} sur les passages mal sourcés. (juillet 2024)
La ville est animée de nombreuses foires. La plus ancienne, la foire de la Saint-Loup a été créée en 1525. Elle se tient le dernier week-end de mai. La foire des Saints Innocents, fondée en 1566 sur édit de Charles IX, rassemble, autour du 28 décembre, des camelots dans les principales rues de la ville pour le grand marché populaire de la saison hivernale.
Plusieurs marchés de plein air ont lieu chaque semaine sur la commune. Trois ont lieu en centre-ville et sont journaliers (marchés de la place des bancs, de la place Haute-Vienne et de la place des Carmes), et dix autres, hebdomadaires, se tiennent en quartiers.
La Foire-exposition de Limoges est organisée annuellement durant la semaine de l’Ascension, en mai.
Un marché aux livres anciens se tient le 1er mercredi de chaque mois de place de la République, et une foire à la brocante, « Les Puces de la Cité », est organisée dans les rues du quartier de la cité le deuxième dimanche de chaque mois au pied de la cathédrale. À l’occasion de la Saint-Jean, les bords de Vienne, du pont Saint-Martial au pont Saint-Étienne, sont le lieu, pendant près d’une semaine, d’une fête populaire avec manèges, bal, et feux d’artifice, la fête des ponts. Elle accueille, chaque année, plus de 10 000 personnes. Landouge, ancienne commune indépendante, a conservé sa fête communale, qui se tient le 1er week-end de juillet. Le 14 juillet donne lieu, en principe la veille, le 13 au soir, au tir d’un grand feu d’artifice, suivi du traditionnel bal populaire avec orchestre, au Champ de Juillet. Enfin, mi-décembre-début janvier, ce même Champ de Juillet reçoit, pendant près de trois semaines, une fête populaire avec plus de soixante-dix stands, manèges et attractions.

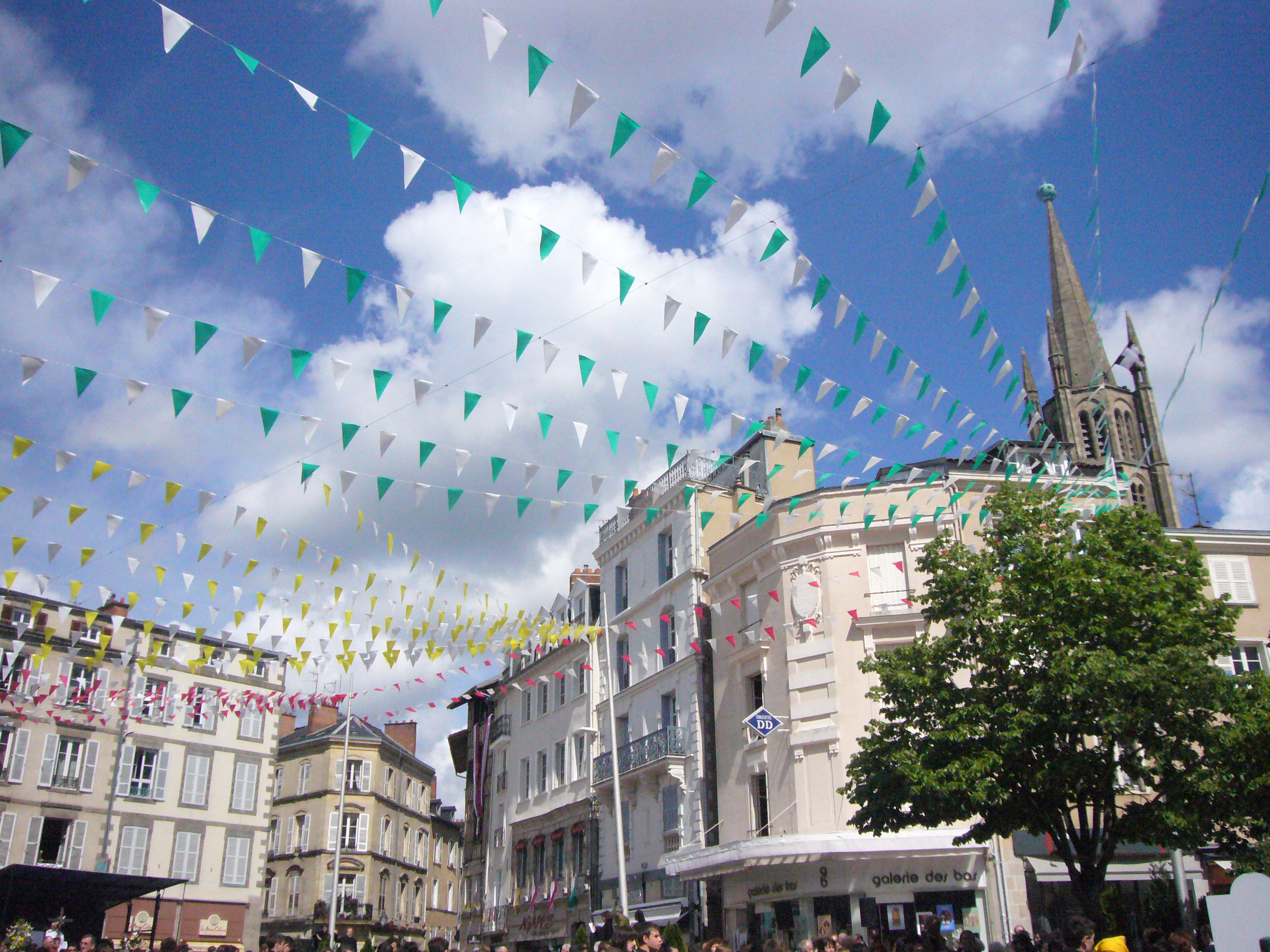
La ville décorée à l'occasion des Ostensions de 2009.

En dépit d'une pratique religieuse assez faible, tous les sept ans, les ostensions limousines, dont la tenue dépasse largement le cadre originel de la foi chrétienne et relève aujourd'hui de la manifestation festive et populaire d'une culture spécifiquement limousine, rassemblent une foule importante. Elles constituent aussi un atout touristique pour la ville et le département.

Durant ces ostensions, les limousins célèbrent leurs saints, au premier rang desquels saint Martial. Elles donnent aujourd'hui lieu à d'importantes festivités et manifestations populaires. Si la pratique remonte à l’an 994, les ostensions sont organisées tous les sept ans depuis le XVIe siècle. Les dernières ont eu lieu les 18 et 19 avril 2009.

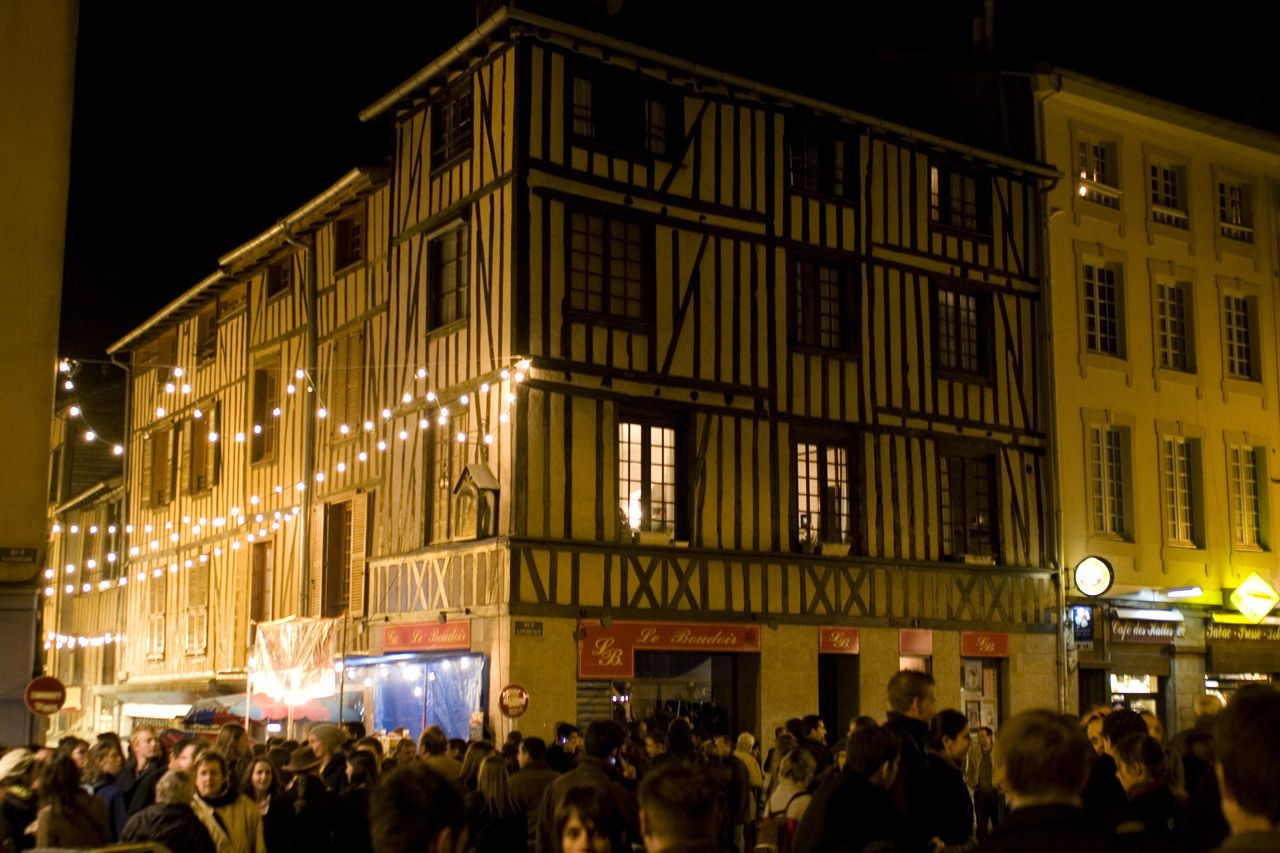
La frairie des petits ventres.

La Frairie des Petits Ventres rassemble, depuis 1973, chaque 3e vendredi d’octobre des milliers de Limougeauds dans la rue médiévale de la Boucherie et autour de diverses spécialités culinaires : triperies, rognons blancs, boudins aux châtaignes, cidre, vin rosé de Verneuil-sur-Vienne.

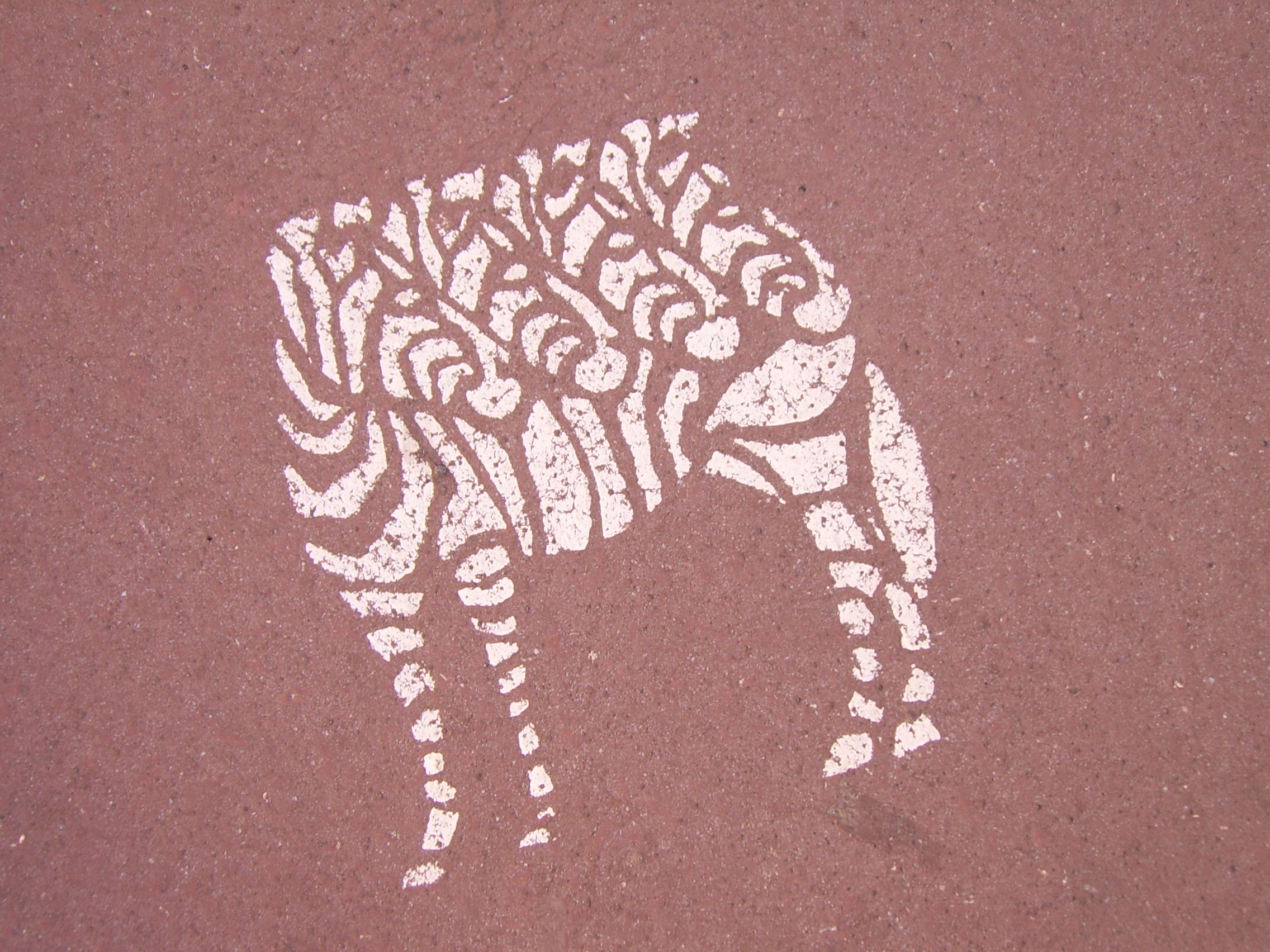
Le zèbre, symbole des Francophonies, peint sur un trottoir de Limoges.

Limoges est le lieu de festivals, ayant pour thème de différents aspects des arts et de la culture, et dont le festival des francophonies en Limousin, festival international des théâtres francophones. Organisé depuis 1984, il se déroule tous les ans de fin septembre à début octobre. Il met à l’honneur la diversité des échanges culturels de l’espace francophone entre le Nord et le Sud à travers des concerts, des tables rondes, de la danse, de la musique, du théâtre, du cinéma et arts visuels, des lectures-rencontres et des films-débats.
La biennale de la danse contemporaine, Danse émoi, est programmée les années paires à Limoges, ville par ailleurs labellisée scène conventionnée pour la danse. Les années impaires, Danse émoi laisse place à des Itinéraires chorégraphiques proposés tout au long de la saison. Depuis 2001, en année Danse émoi, suivant les éditions, 10 à 11 000 spectateurs assistent aux différentes propositions chorégraphiques.
Le Webdesign International Festival (Wif), salon international du design interactif, réunit tous les deux ans des web designers à Limoges pour sa finale, à l’issue de présélections internationales qui se font en ligne, par pays, durant les mois de janvier et de février. Les concurrents sélectionnés (quarante équipes composées de designers d’interface du monde entier) s’affrontent à Limoges, en juin, dans une compétition marathon de 24 heures, durant laquelle ils doivent créer un site Web sur un thème imposé. L’objectif du Wif est de favoriser les rencontres et échanges entre les participants et les professionnels, à savoir les agences Web, les donneurs d’ordre, les éditeurs de logiciels et de grandes marques de l’informatique, dont Apple et Adobe, partenaires officiels du Wif. En parallèle, des conférences organisées sur les thèmes de l’innovation dans le Webdesign, du design interactif, du Web 2.0, de la sécurité du Web, du design sonore et du design sensoriel sont proposées[source secondaire souhaitée].
Lire à Limoges est un salon du livre qui se tient tous les ans en avril, à Limoges. Lire à Limoges accueille, chaque année, plus de deux cent cinquante auteurs et un peu plus de 60 000 visiteurs.
Le Festival 1001 Notes, festival de créations et découvertes en musique classique pendant la période estivale invite de jeunes musiciens à se produire aux côtés d'artistes de grandes notoriétés comme Jordi Savall, Alexandre Tharaud et à enregistrer leur premier disque. Le festival s'attache également à moderniser la musique classique en réunissant des musiciens de musique classique à se produire avec des artistes d'autres disciplines comme le rock, le jazz, la danse...
Les Itinéraires photographiques en Limousin (IPL) ont été créés sous leur forme actuelle en 1996. Ils sont constitués d'un ensemble d'expositions photographiques dont les premières ont lieu chaque année à Limoges au pavillon du Verdurier à partir de la seconde quinzaine du mois de mai (ou juillet). Les expositions suivantes se déroulent à La Souterraine (juin), Uzerche (juillet), Saint-Junien (août), Mortemart (août).
Le Marché des Artistes a été créé en 1999. Ce Marché se déroule chaque année, le 2e samedi du mois de septembre, place de la Motte. Il est ouvert à tous les artistes créateurs, peintres, sculpteurs, graveurs, photographes.
Le festival du court-métrage de Limoges lancé par l'association Festiv'Art en avril 1999, a pour objectif de permettre aux professionnels et aux amateurs de confronter leurs films au public et de présenter une filmographie privilégiant la créativité, l'amour, l'humour et la poésie. Cet événement cinématographique se tient dans différents lieux de Limoges, dont le cinéma Lido, à dates variables selon les années.
Le festival Cuivres en Fête, créé en 1994 de la volonté de l'Ensemble Épsilon et en marge de l’académie internationale de cuivres et de percussions Épsival, a été transféré à Saint-Junien.
Le festival Pop sur la Ville, qui a fêté ses dix ans en 2007, est organisé par l’association Melting Pop, avec, pour objectif, la promotion d’artistes de musique Pop. Il se déroule durant une semaine, chaque année courant octobre et/ou novembre, et donne lieu à des concerts dans les centres culturels John Lennon et Jean Gagnant, à « La Fourmi », au « Woodstock » et dans les différents bars de la ville. Pop sur la Ville propose un large panel de styles musicaux : rock, jazz, électro, pop et folk.
Le festival de jazz, Éclats d'émail, lancé en 2006, se déroule tous les ans au mois de novembre. Cette manifestation programme, durant dix jours, des concerts en Jazz Clubs et Bistrots Jazz, des expositions et des projections cinématographiques en lien avec le jazz.
Limoges a également accueilli en décembre 2012, l'élection Miss France 2013 au Zénith.

### Sports et loisirs

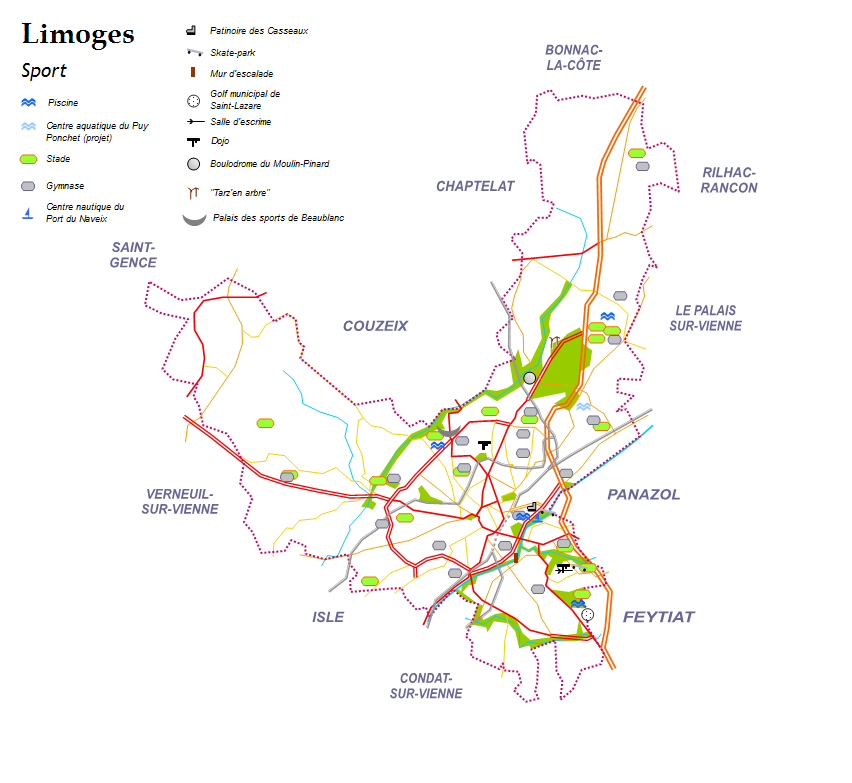
Localisation des principaux sites sportifs.

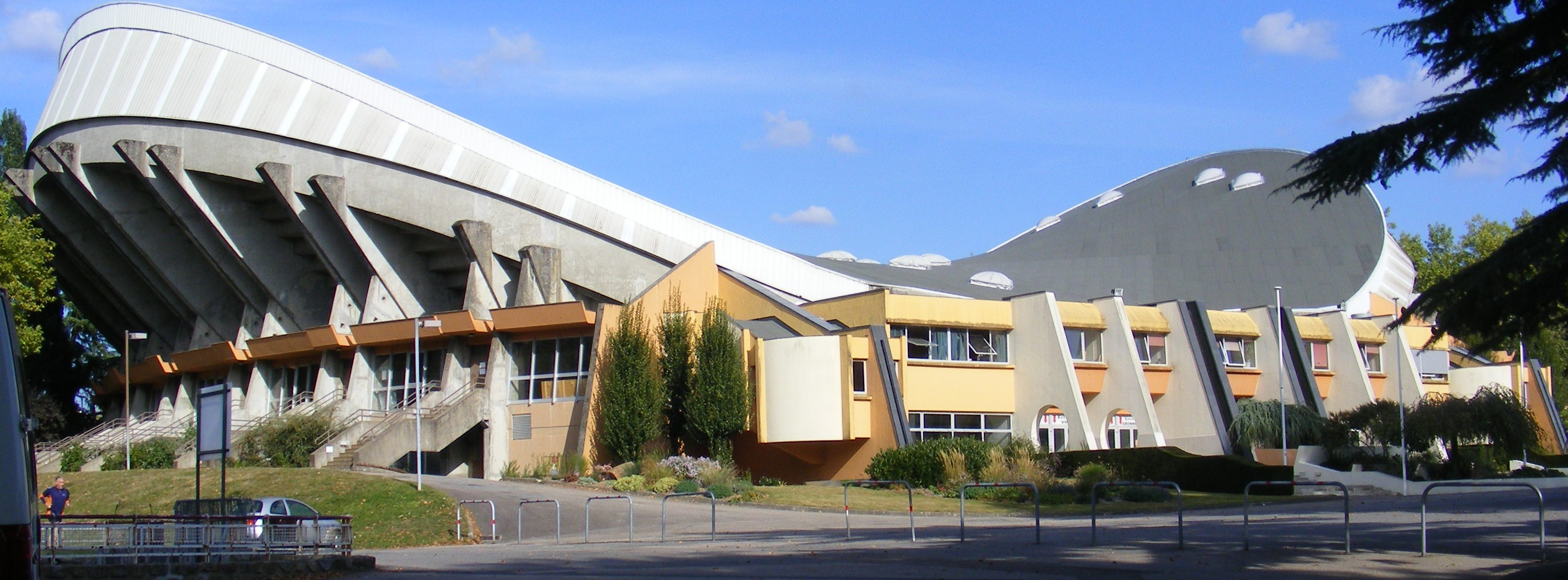
Le palais des sports de Beaublanc.

Les équipements sportifs de la ville sont concentrés au parc des sports de Beaublanc, où évolue l’équipe de basket, et au parc des sports de Saint-Lazare, qui est également le stade du club de football.
Le nom de Limoges est associé à son club de basket-ball, le Limoges CSP, plusieurs fois champion de France, champion d'Europe en 1993. Ce club évolue en Pro A, ainsi que son club d’athlétisme, Limoges Athlé actuellement en N1A — la seconde division nationale qui le classe en 2018 dans les trente-deux meilleurs clubs français —.

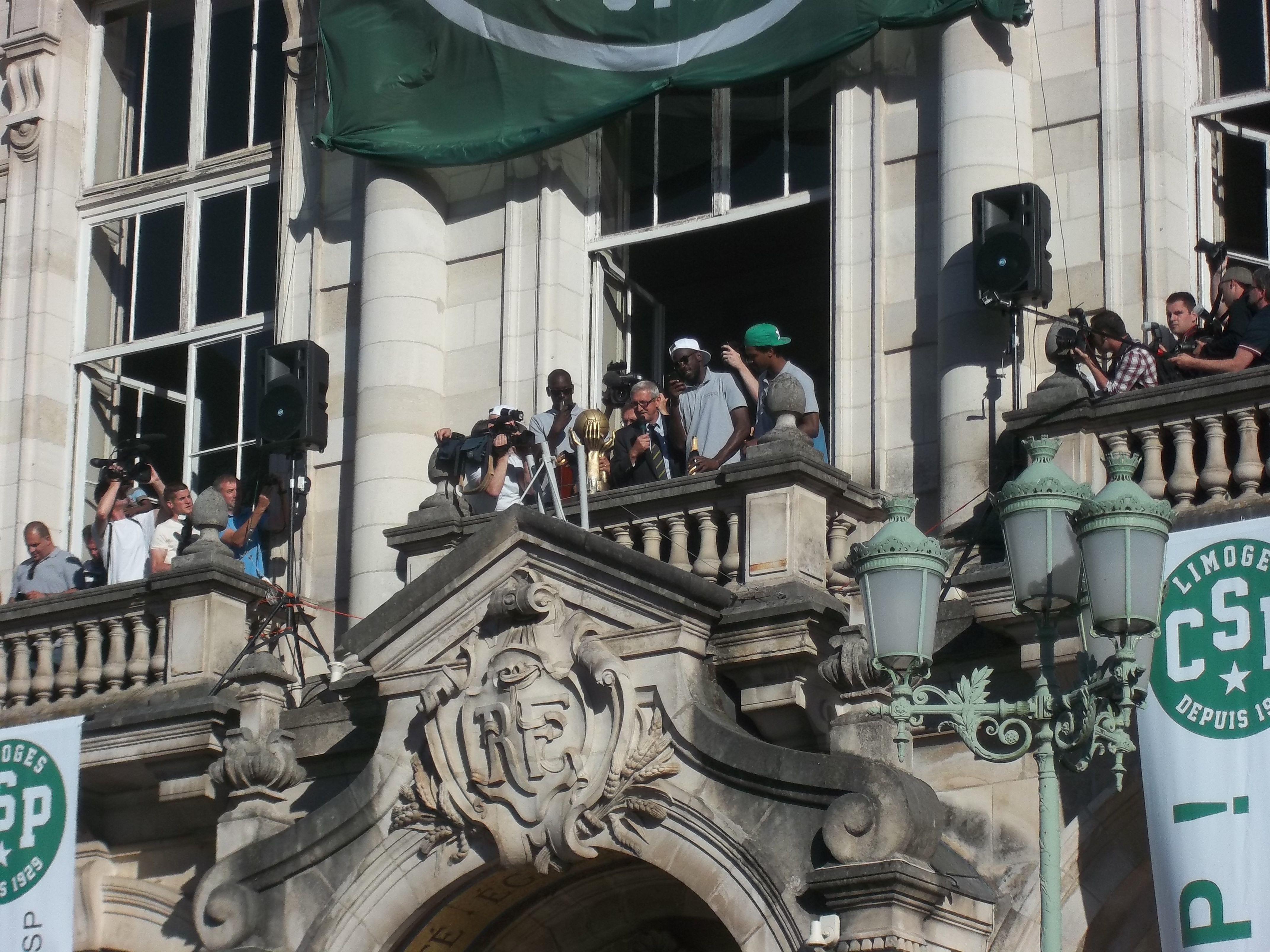
Le Limoges CSP, l'un des clubs de basket les plus prestigieux d'Europe.

La commune est équipée d’un golf municipal, situé à l’emplacement de l’ancien aérodrome de Feytiat, de cinq piscines municipales, dont deux à Beaublanc, d'une patinoire, d’un salle de judo avec le dojo Robert Lecomte et d’une salle d'armes.
Le club de Rugby à XV, le Limoges rugby (USAL), évolue en Fédérale 2 pendant la saison 2019-2020.
Tandis que le Limoges Handball évolue en Championnat de France masculin de handball depuis 2020.
Le Palais des sports de Beaublanc (Bòsc Blanc en occitan) se situe dans le parc des sports de la ville de Limoges. Il a été réalisé et inauguré en présence du ministre de la Défense, Charles Hernu au cours de l'année 1981. Le projet d'un Palais des Sports fait son apparition en 1955 : à l'initiative du doyen de la Médaille de la jeunesse, des sports et de l'engagement associatif de la Haute-Vienne Albert Chaminade (conseiller municipal et ancien joueur de basket), une proposition vise à recouvrir le stade de basket-ball de Beaublanc, avec 4 000 places. Ce terrain étant abandonné depuis le début des années 1960, le conseil municipal de Louis Longequeue décide en 1978 d'y implanter une nouvelle salle. Les premiers travaux débutent en mars 1980.
Outre le Palais des Sports, le Parc des sports de Beaublanc est équipé d'un grand stade de 14 000 places pour le football et le rugby, d'un stade d'athlétisme équipé d’une tribune de 1 000 places, d'une piscine olympique, de courts de tennis et de divers terrains de football.
Limoges est le lieu d’un cyclo-cross, support de deux championnats de France de cyclo-cross en 1952 et 2005, ainsi que d’une manche du challenge la France cycliste de cyclo-cross, en 2001.
Traditionnellement, Limoges est la ville de départ et d'arrivée du tour du Limousin cycliste, qui se déroule durant la deuxième quinzaine d’août.
La ville accueille épisodiquement diverses manifestations sportives de dimension nationale, telles des matchs de la coupe de France masculine de basket-ball, de la Fed Cup, les championnats de France Handisport, des matchs internationaux de basket-ball et de handball ou encore des étapes du tour de France.
Limoges s'est dotée d'un nouveau centre aquatique « Aquapolis » (avec une autre piscine olympique de cinquante mètres) où s'est déroulé le championnat de France élite du 31 mars au 5 avril 2015 avec les meilleurs nageurs français du moment.
Enfin, Limoges détient une compétence particulière en matière de droit du sport, puisque le Centre de droit et d'économie du sport (CDES) y est établi depuis sa création en 1978.

### Cultes
Les Limougeauds disposent de lieux de culte bouddhique, catholique, israélite, musulman et protestant.

#### Culte bouddhique
Le « centre zen » de Limoges dépend du monastère « zen Kanshoji ».

#### Culte catholique

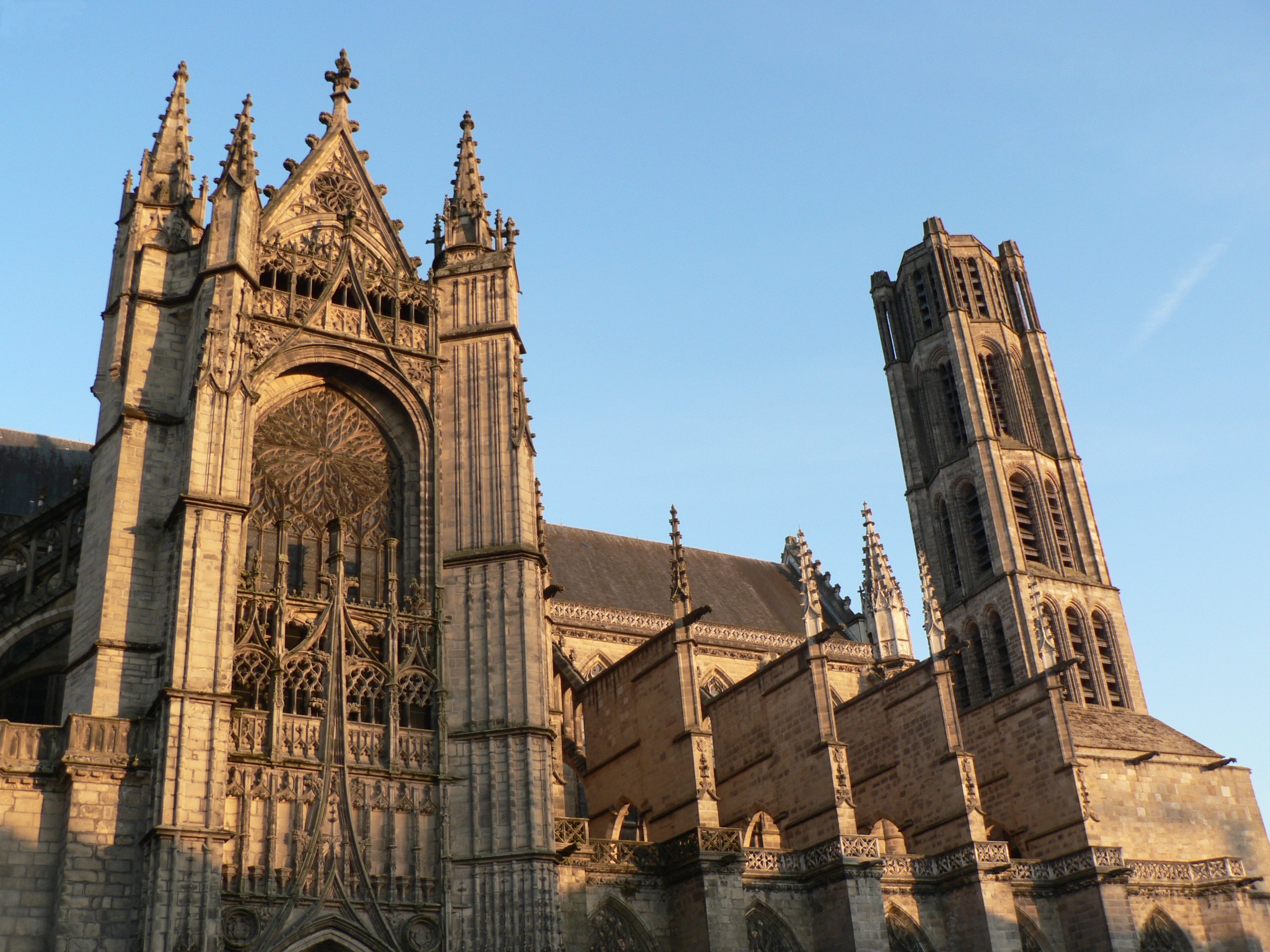
La cathédrale Saint-Étienne

Le diocèse de Limoges qui fait partie de la province ecclésiastique de Poitiers, est l'un des évêchés les plus anciens de France. Il recouvre deux départements, la Haute-Vienne et la Creuse, et a son siège épiscopal sur le territoire de la commune, lieu habituel de la résidence de l'évêque. La commune compte neuf paroisses : Cathédrale - Sainte Marie, La Trinité, Sacré Cœur - Sainte Jeanne d'Arc, Saint Augustin, Saint Éloi des Hauts de l'Aurence, Saint Luc, Saint Martial, Saint Vincent de Paul, et Sainte Blandine.
Quelques communautés religieuses sont implantées dans la ville, dont un couvent de carmélites à Crochat. La petite communauté jésuite de la rue Jules-Noriac s'est dispersée il y a quelques années, suivie récemment par la communauté franciscaine de la rue Charles-Gide. Une petite communauté catholique traditionaliste se réunit dans une chapelle de l'avenue des Bénédictins et célèbre des offices dans la chapelle Saint-Antoine des Papillons. Une maison, dite du Bon-Pasteur, établie rue des Pénitents-Blancs et tenue par des religieuses, accueille des personnes âgées. La communauté des Petites-Sœurs-des-Pauvres, qui hébergeait des personnes âgées indigentes, est dissoute à partir de 2009. L'ancien séminaire du Sablard héberge divers services diocésains et un foyer de prêtres âgés.

#### Culte israélite
La communauté juive attestée à Limoges depuis le XIe siècle, et alors dirigée par Joseph Tov Elem dispose d'une synagogue.

#### Culte musulman
Limoges compte sept associations culturelles musulmanes et deux mosquées dont la « Grande mosquée de Limoges ».

#### Culte protestant
De nombreux courants disposent de lieux de culte : temple protestant de Limoges (Église protestante unie de France), évangélisme (l'Église Évangélique de Limoges, l'Église protestante Évangélique de Limoges, l'Église Évangélique Centre Chrétien Bérée), adventisme (l'Église adventiste du 7e jour), pentecôtisme (Église Source de Vie de Limoges), baptisme (Église Biblique Baptiste).

#### Autres cultes
D'autres lieux de culte existent pour l’Église de Jésus-Christ des saints des derniers jours, les témoins de Jéhovah ou encore l'Église néo-apostolique.
Par ailleurs, la plupart des obédiences maçonniques françaises sont présentes à Limoges. Initialement composée, voire dirigée par des membres des confréries de pénitents la franc-maçonnerie limougeaude se compose principalement de loges relevant du Grand Orient et de la Grande Loge de France. Cette dernière dispose d’un local à Couzeix qu'elle met à la disposition de différents loges. La Grande loge indépendante souveraine des rites unis est représentée localement par la loge de « la Rose du parfait silence ».

### Médias
Le quotidien régional diffusé à Limoges est Le Populaire du Centre, du groupe Centre France. L'hebdomadaire gratuit Info Magazine donne également des informations locales.
Le 6 novembre 2019, l'ancien quotidien L'Écho du Centre sort son dernier numéro après 75 ans d'existence.
La direction de la communication de la mairie dispose d'une chaîne d’information télévisée locale continue, 7 à Limoges, créée en 1996.
France Bleu Limousin (103.5 FM), qui émet sur les départements de Corrèze et de Haute-Vienne, est la radio régionale du réseau France Bleu qui est basée à Limoges. Quelques radios associatives émettent également autour de Limoges.

## Économie

### Revenus de la population et fiscalité
Si, en 2008, 55 % des foyers fiscaux de Limoges sont imposables, contre 54,2 % seulement au niveau national, le revenu net déclaré moyen par foyer fiscal limougeaud est de 21 782 €, montant à comparer au revenu net moyen national, qui s'établit, pour la même période, à 23 450 €.
En 2009, le revenu fiscal médian par ménage est de 17 414 €, ce qui place Limoges au 16 297 e rang parmi les 30 714 communes de plus de cinquante ménages en métropole.

### Emploi
Dominant le Limousin par son poids démographique, Limoges concentre, en 2007, dix-sept des trente-cinq plus grands employeurs du Limousin, dont les principaux sont le Centre hospitalier universitaire de Limoges (6 965 employés en 2010), le fabricant de matériel d'installation électrique Legrand (4 825 employés en 2010), la mairie de Limoges (2 046 employés en 2007), la SNCF (1 700 employés en 2007) et l'université de Limoges (1 463 employés en 2007).
Les catégories socioprofessionnelles de la population active de Limoges, telles qu'étudiées par l'Institut national de la statistique et des études économiques (Insee) en 2008, laissent apparaître, dans leur répartition, un poids spécifique des catégories professions intermédiaires, et employés. En effet, chacune de ces catégories pèse, à Limoges, de deux points de plus qu’à l’échelle nationale. Ainsi, les employés représentent 32,6 % de la population active de Limoges, et 29,9 % seulement de la population active nationale. De même, les professions intermédiaires représentent 24 % de la population active locale, alors qu’elles ne pèsent que 22,1 % de la population active nationale. Pour leur part, les ouvriers ne représentent que 25,7 % de la population active limougeaude, alors que la moyenne nationale s’établit à 27,1 %, ce qui confirme la mutation d’une ville autrefois ouvrière en capitale administrative régionale, fournisseuse de services intermédiaires.
Les cadres et professions intellectuelles sont dans la moyenne nationale (12,9 % de la population de la commune, pour 12,1 au niveau national). Enfin, les agriculteurs représentent 0,2 % de la population active de Limoges, chiffre à mettre en perspective avec les 2,4 % d’agriculteurs composant la population active en France.
En décembre 2012, le taux de chômage avoisine les 9.5 %. La ville présente un taux de chômage en dessus de la moyenne régionale, qui reste une des plus faibles de France avec celle de l'Alsace, mais atteint toutefois le niveau du taux national. Or, la baisse du chômage entre 1999 et 2005 est plus importante à Limoges qu'à l'échelle nationale. Alors que le taux passe de 13,5 % à 8 % dans la capitale régionale, il passe de 12,9 % à 9,6 % sur le plan national. En 1999, la population active est de 60 527 personnes à Limoges, ce qui correspond à un taux d'activité de 75 %, calculé sur les 20-59 ans. Les actifs représentent 45 % de la population totale, les retraités 19,9 %, les scolarisés 26,3 %, et les non-actifs 8,6 %. Les jeunes diplômés sont les plus nombreux à quitter la région faute d'offre d'emplois qualifiés.

### Entreprises et commerces
Limoges est communément réputée pour ses productions d’émaux, de porcelaine, et de vitraux, productions traditionnelles qui font que la ville se proclame la capitale des arts du feu,.
Une autre activité traditionnelle, l’industrie textile, connue à Limoges dès le XIIe siècle avec les limogiatures, prospère jusqu’au XVIIe siècle avec la chapellerie, décline durant la première moitié du XIXe siècle, et disparaît avec l’arrivée du chemin de fer.

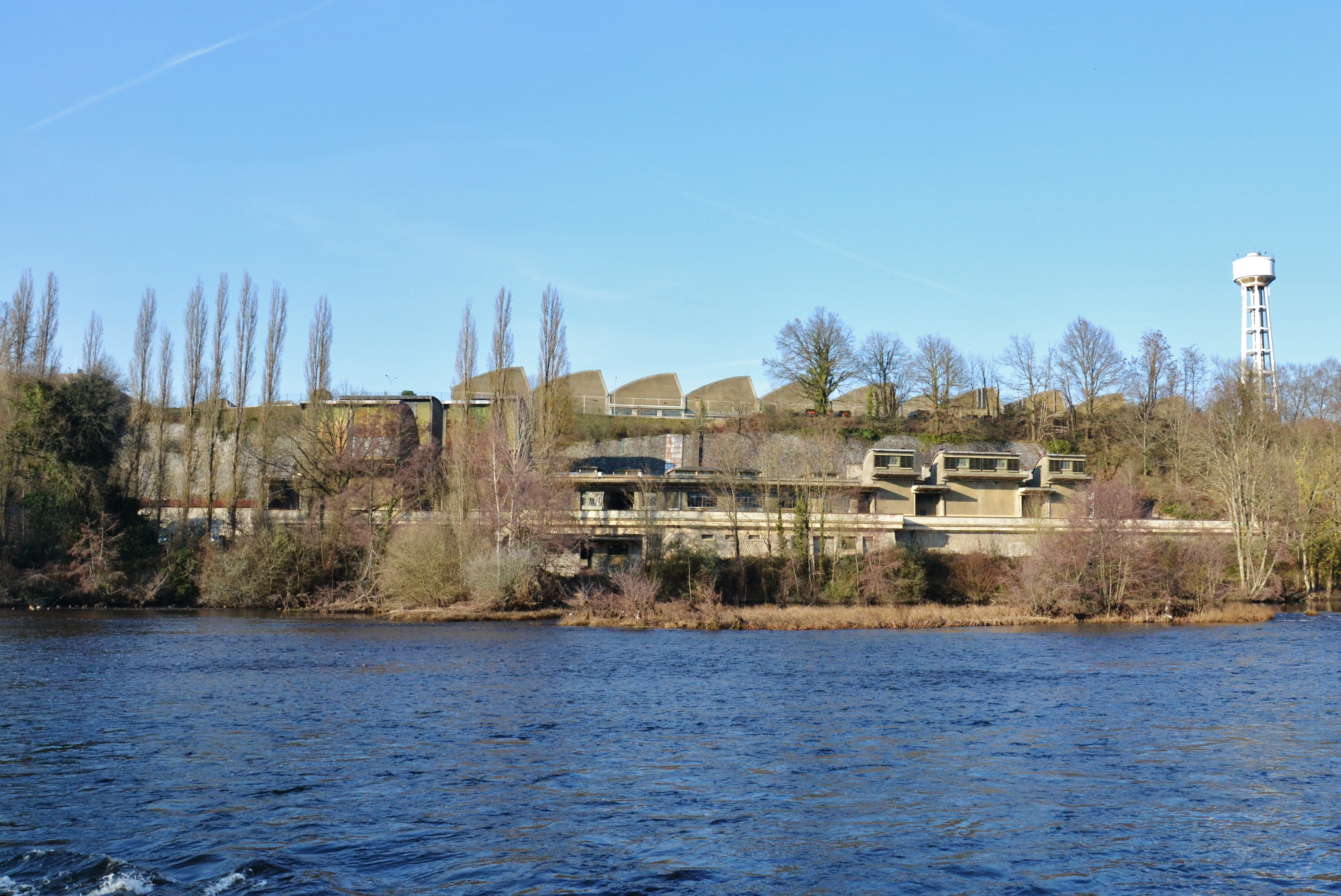
L'usine Arquus en bord de Vienne.

Si les vitraux et les émaux restent des métiers de l'artisanat d’art, la porcelaine a conservé sa dimension industrielle, perpétuée par des entreprises qui subsistent grâce aux commandes de prestige, aux commandes des ménages et des hôtels, et à l'économie touristique.
Le secteur secondaire demeure important. Les petites et moyennes entreprises, largement majoritaires, côtoient des grandes entreprises comme Legrand, Arquus (longtemps appelée Renault Trucks), Valeo, Schneider Electric, Haviland, Bernardaud ou J.M. Weston. L'électronique, l'agro-alimentaire, la mécanique et la chaîne graphique font donc partie la palette des activités industrielles de l'agglomération.
Le secteur de la construction, à prédominance artisanale, génère, pour sa part, 4 573 emplois en 2008.
Deux pôles de compétitivité sont basés à Limoges. Le premier est le pôle européen de la céramique, positionné sur les prothèses médicales, l'optoélectronique et les arts de la table.

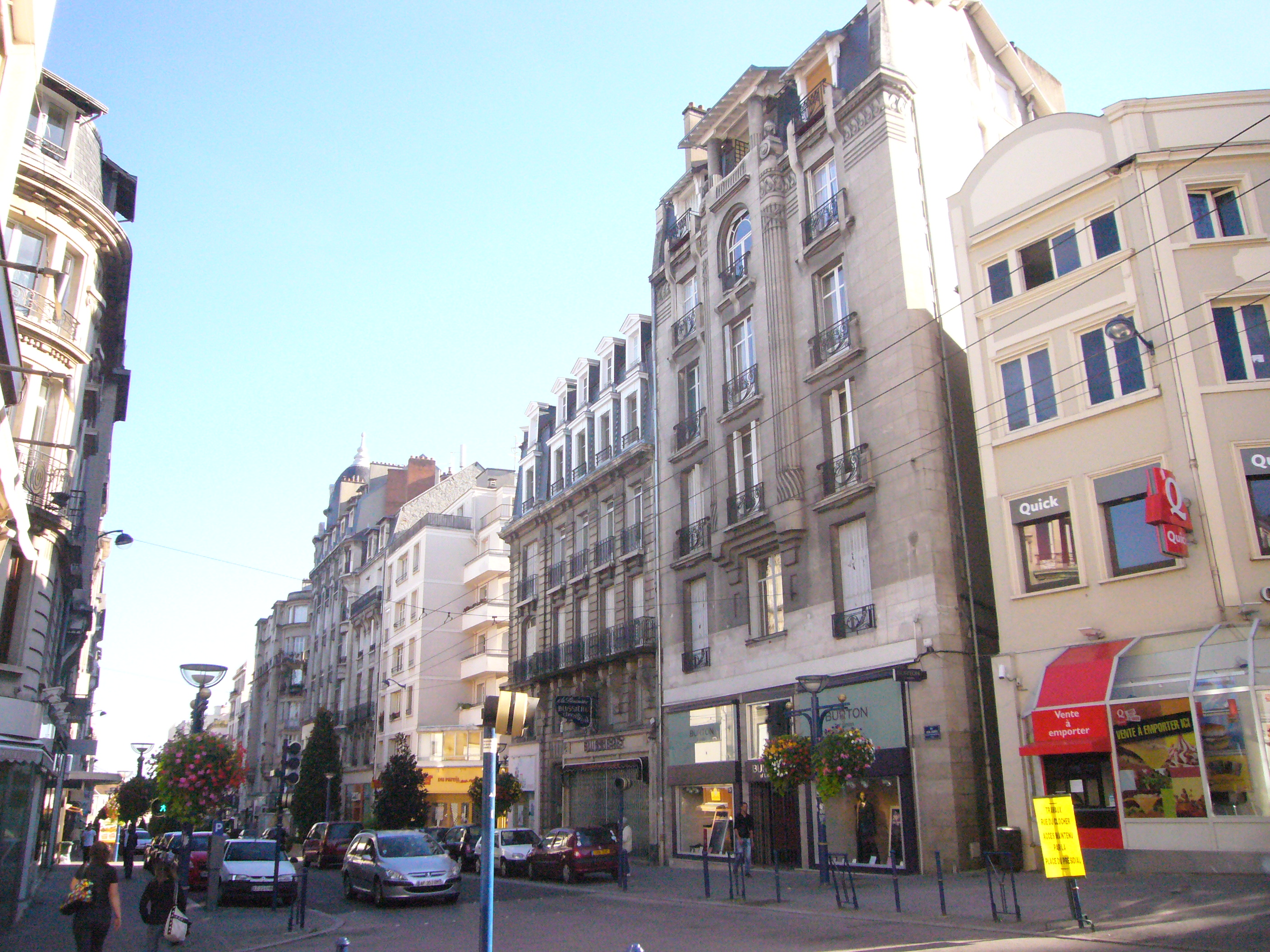
La rue Jean-Jaurès

Le second est Elopsys, pole de compétence spécialisé dans les micro-ondes, les réseaux et les transmissions des technologies sans fil, la fibre optique et les instruments d’imagerie.
En association avec la communauté d'agglomération, la ville de Limoges accueille sur son territoire plusieurs zones réservées à l’activité économique, dont la zone d’activité Nord, englobant recherche, activités industrielles et commerciales, le parc d'activité Romanet et la zone d'Ester Technopole.
Le site d'Ester Technopole, créé en 1992, offre un point de rencontre des industries et techniques de pointe et accueille l'une des quatre pépinières d'entreprises de la Haute-Vienne.
Limoges est également le siège d'une administration nationale d'importance : l'Agence de services et de paiement, issue de la fusion, en 2009, du CNASEA et de l'Agence unique de paiement.
Dans le cadre de son jumelage avec Fürth, la ville, en partenariat avec le Conseil régional, a ouvert une Maison de Limoges et du Limousin en Allemagne. Cette structure s'attache à promouvoir les échanges économiques et la coopération culturelle entre les deux villes ainsi qu'entre le Limousin et la Bavière. Elle organise pour cela des conférences, des expositions et diverses manifestations.

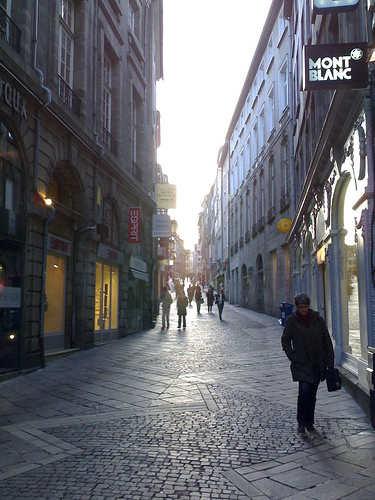
La rue du Consulat, une des rues commerçantes du centre-ville

La ville de Limoges a pris la tête du réseau Urban Network for Innovation in Ceramics (UNIC), programme européen qui regroupe plusieurs villes de production de céramiques dont Séville, Stoke-on-Trent et Aveiro, et qui a pour objectif de permettre aux villes européennes d’engager un travail de coopération et de partage d’expériences grâce à la création de réseaux thématiques, en encourageant la protection de ce patrimoine et ce savoir-faire commun, la défense des emplois des entreprises du secteur de la céramique, l’investissement en faveur des nouveaux métiers (notamment dans les techniques de pointe), et un essor harmonieux du développement urbain.
Grâce à la qualité de son eau, et à une présence importante de chênes dans la campagne environnante, Limoges héberge, de 1780 à 1930, plusieurs dizaines de distilleries. La distillerie du Centre, créée en 1789, est la dernière héritière de cette longue tradition. Toujours du fait de la qualité de son eau, la ville connaît, du XVIIIe à la fin du XXe siècle, une importante activité brassicole. La brasserie Mapataud devenue Noxen en 1950 est, de 1765 à 1970, l'un des établissements brassicoles limougeauds les plus importants. Cette activité de brasserie reste présente à Limoges, avec les établissements Michard, dirigés par la fille de leur créateur, et qui produisent depuis 1989 des bières sans conservateurs, et avec la brasserie Plormel+Plormel, installée au cœur de la cité et dont la bière La Barbotine bénéficie depuis dix ans du label Agriculture biologique.
À l'exception des magasins de quartier, le commerce de détail est principalement implanté en centre ville : rue Jean-Jaurès, du Clocher, du Consulat et Ferrerie. La place Sadi-Carnot constitue également un pôle pour le petit commerce, entre les boutiques et les halles Dupuytren. Comme dans toutes les villes, banques et agences immobilières prennent souvent la place d'anciennes boutiques de vente au détail.
Les centres commerciaux les plus fréquentés sont ceux de la zone industrielle Nord (ZIN) située à Beaubreuil, le centre commercial de Corgnac ainsi que ceux de la zone commerciale des Quatre-Vents à Boisseuil. Limoges possède, depuis mars 1989, une importante galerie commerciale en centre-ville, le centre Saint-Martial, situé avenue Garibaldi, sur l'ancien site des fabriques de chaussures Heyraud.
Depuis 2002, l'opération Cœur de Limoges a pour objet de dynamiser l'activité commerciale du centre-ville, concurrencée par les espaces commerciaux de la périphérie et le centre Saint-Martial. Cœur de Limoges se fixe pour objectif d'étendre la zone de chalandise de la ville, en encourageant l'installation de grandes enseignes nationales (ouverture de la Fnac en 2005 ou de Zara en 2013), et en organisant diverses manifestations.
Développé en 2009/2010 à la périphérie nord de Limoges, le Family Village Limoges est un parc d'activité commerciale, situé au nord de la commune de Limoges, au bord de l'autoroute A20. Ce centre commercial est situé au sein d’un ensemble commercial plus vaste dans lequel sont également implantées les enseignes Leroy Merlin et Alinéa.

## Culture locale et patrimoine

### Lieux et monuments

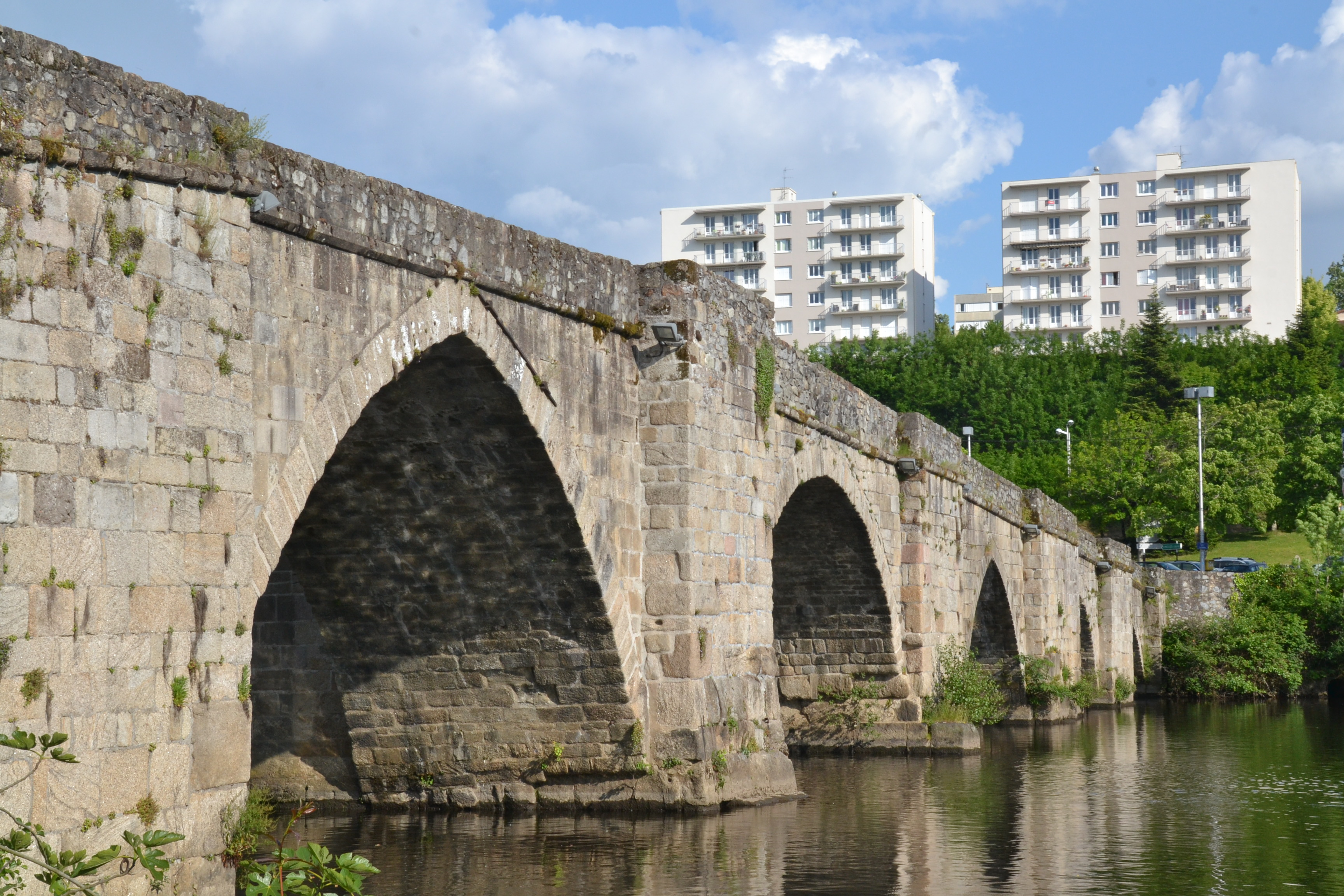
Le pont Saint-Martial.

Ville d'art et d'histoire, Limoges, ne dispose d'aucun secteur sauvegardé. La politique municipale des années 1970 a conduit à des aménagements urbanistiques tels que la place de la République, l'insertion de bâtiments d'habitation modernes en plein centre historique et la disparition de sites archéologiques comme les thermes des jacobins détruits pour construire un parking souterrain). Laurent Touchart écrit que ces années "ont vu l’essentiel du quartier [de l'Abbessaille] être rasé dans une opération de rénovation-bulldozer caractéristique de l’époque et J.-P. Cavailhé d'ajouter que "sous la municipalité Longequeue, fidèle héritier de Betoulle, à une époque où pourtant le port du Naveix aurait pu être classé et où, selon certains témoins, il était en voie de l’être, il fut impitoyablement détruit".
Certains éléments de son patrimoine architectural, tels la « maison Laforest », ultime vestige de résidence de patrons de l'industrie textile et datant pour partie du XVIIIe siècle, ou le lavoir municipal de Saint-Lazare, bien que situés dans un site patrimonial remarquable issu d'une zone de protection du patrimoine architectural, urbain et paysager (ZPPAUP) ont subi, et subissent encore, les effets de démolitions,.
Pourtant, durant le mois d'août 2012, le succès rencontré par une pétition demandant la préservation et la mise en valeur d'un mausolée de la fin de l'Antiquité, réaménagé tout au long du haut Moyen Âge, situé dans l'hyper-centre illustre l'attachement profond d'une grande partie des habitants à la sauvegarde du patrimoine de la ville.
La base de données Mérimée des œuvres du patrimoine de France recense soixante-quatre monuments historiques à Limoges, dont dix-huit seulement sont classés, et la base de données Palissy des œuvres du patrimoine de France recense deux cent quatre-vingt-sept œuvres classées ou inscrites.

#### Monuments historiques et édifices remarquables

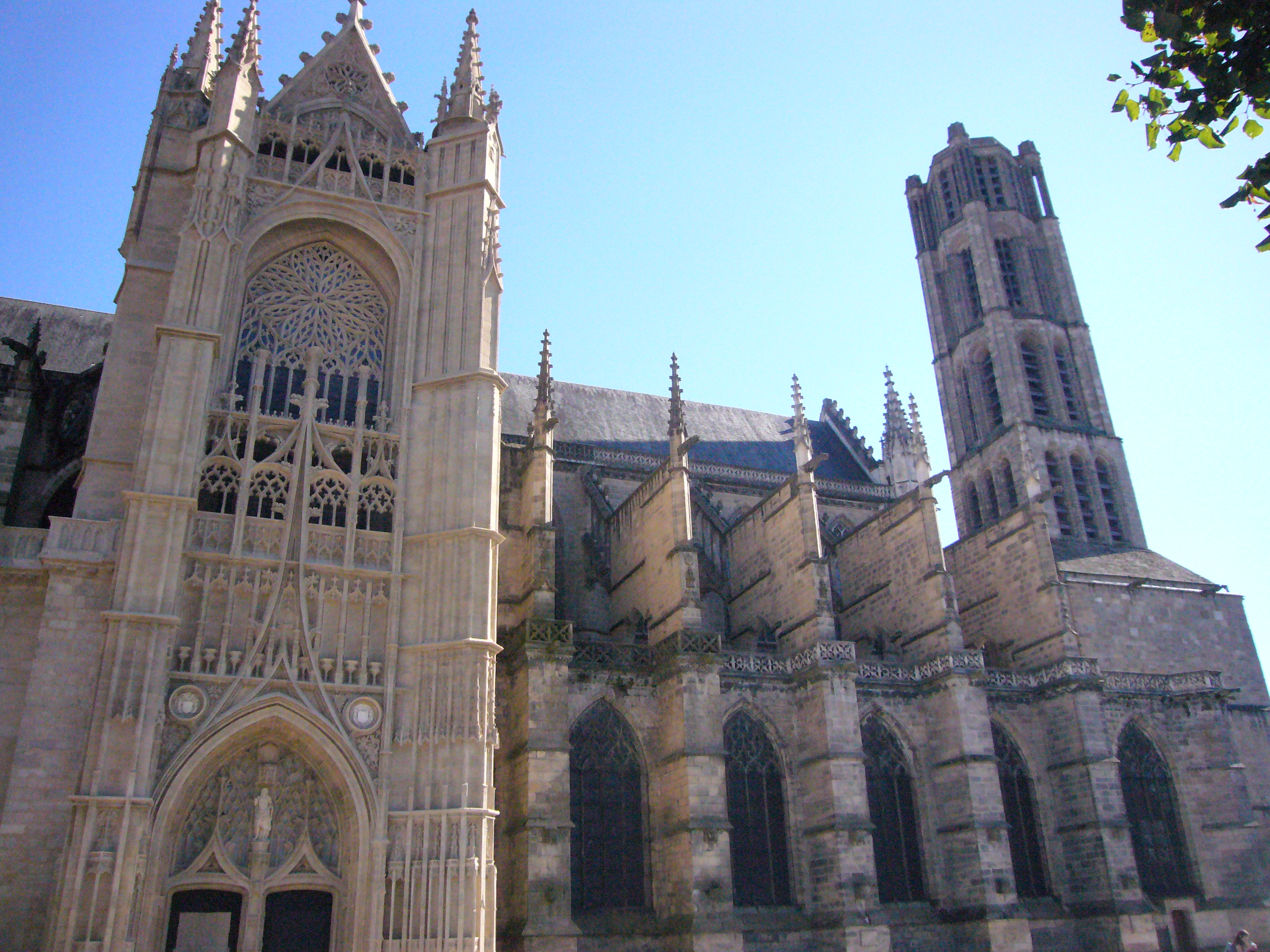
La cathédrale Saint-Étienne.

##### Patrimoine religieux
Limoges dispose de nombreux édifices religieux, aux premiers rangs desquels la cathédrale Saint-Étienne, la basilique Saint-Michel-des-Lions, à l’architecture caractéristique des églises-halles du domaine Plantagenêt, qui conserve, depuis la Révolution française, les reliques de saint Martial, et de Saint Loup, et l’église Saint-Pierre-du-Queyroix, reconstruite du XIIIe au XIVe siècle.
La chapelle Saint-Aurélien, construite entre le XIVe et le XVIIe siècle, est un petit édifice situé au cœur du quartier de la boucherie, renfermant les reliques du second évêque de Limoges, Aurélien, saint patron de la corporation, — et de la confrérie —, des bouchers.
La crypte Saint-Martial du Ve siècle est située place de la République et se visite du 1er juillet au 30 septembre. Elle conserve les tombeaux de saint Martial, premier évêque et patron de la ville, de ses deux compagnons Alpinien et Austriclinien, et de la légendaire sainte Valérie. Découverte durant les années 1960 lors de la création du parking de la place de la République, il n’en reste au début du XXIe siècle qu’une petite partie. La situation du tombeau donne naissance à un pèlerinage, puis occasionne la construction de l'abbaye bénédictine de Saint-Martial qui prospère et étend son influence sur le Sud-Ouest. De magnifiques manuscrits, désormais conservés à la Bibliothèque nationale, y sont créés ; c'est aussi en son sein ou dans son environnement que sont fabriquées les plus belles pièces d'orfèvrerie du Moyen Âge, connues sous le nom d'émaux de Limoges. On a situé dans l'aire de son rayonnement les débuts de la poésie en langue d'oc et fait remonter l'origine de la polyphonie à son école musicale, l'école de Saint-Martial. Rasée au tout début du XIXe siècle, il ne reste du monument que la crypte.

Au cours des années 1960, sur le site de l'ancienne abbaye de Saint-Martial, fut remodelée la place de la République et édifié l'immeuble abritant actuellement les Galeries Lafayette (anciennement Nouvelles Galeries). Cet ensemble, à l'esthétique totalement désuète, est souvent décrié par les habitants de Limoges.

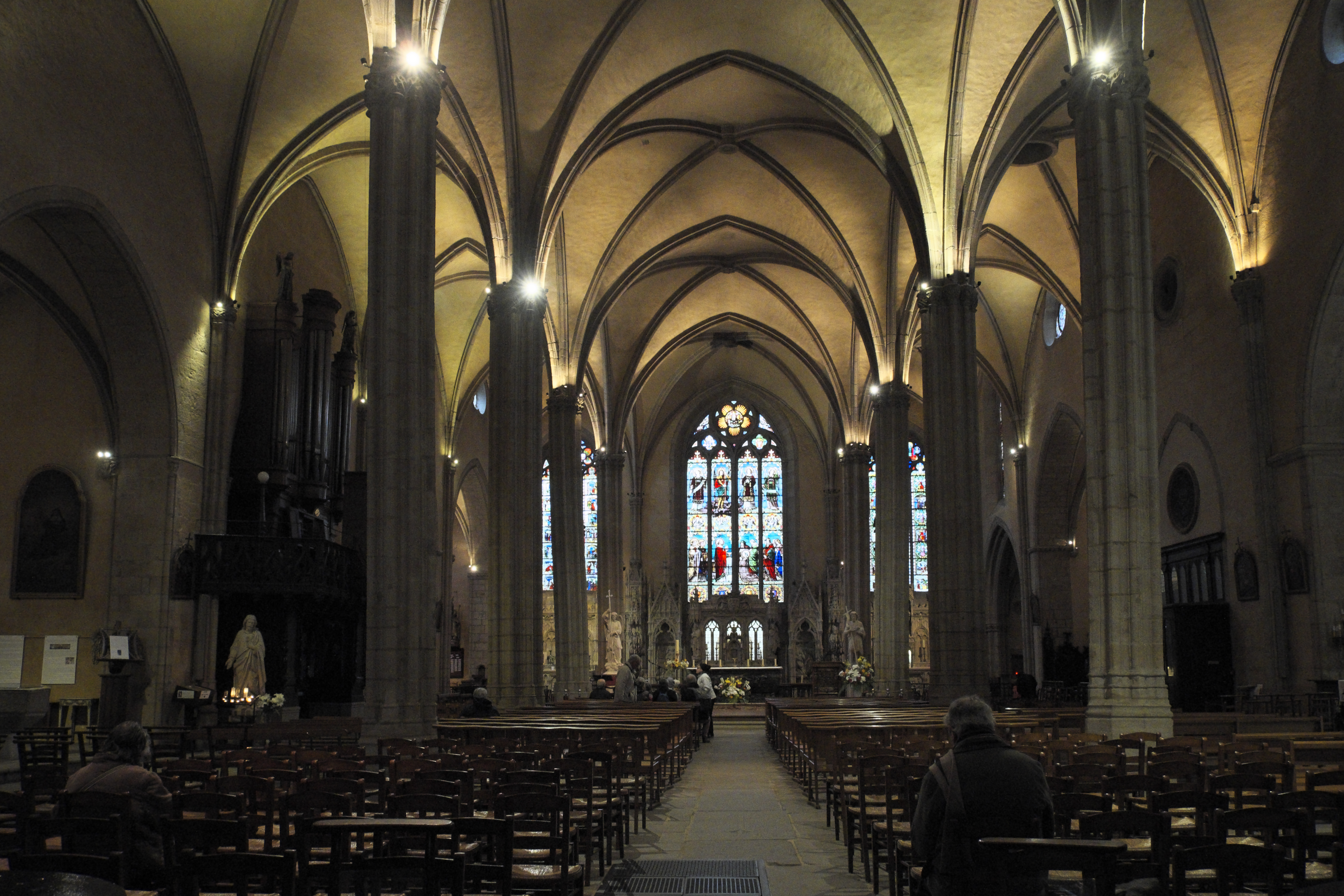
La basilique Saint-Michel-des-Lions.
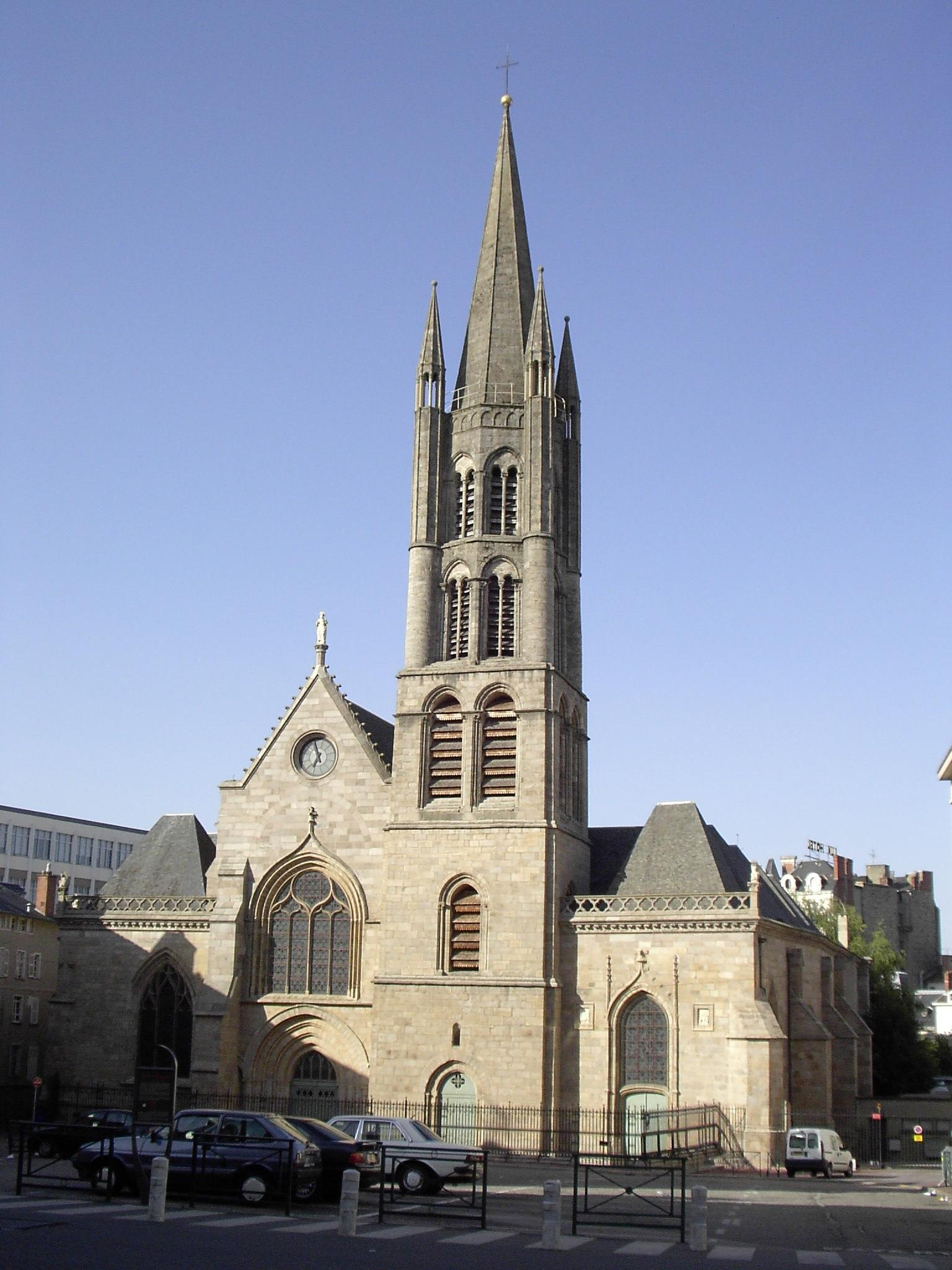
L’église Saint-Pierre-du-Queyroix.
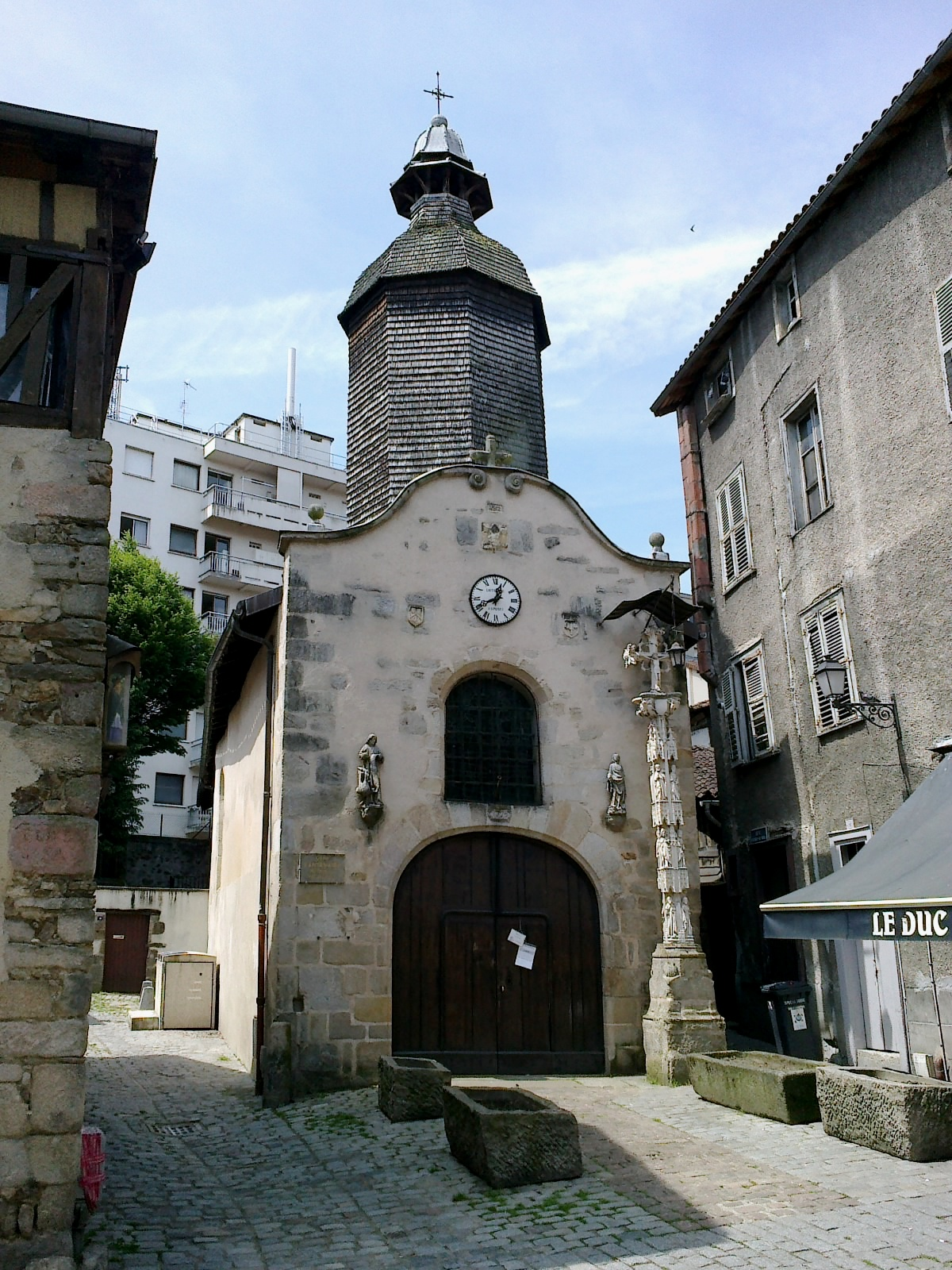
La chapelle Saint-Aurélien.

##### Patrimoine civil

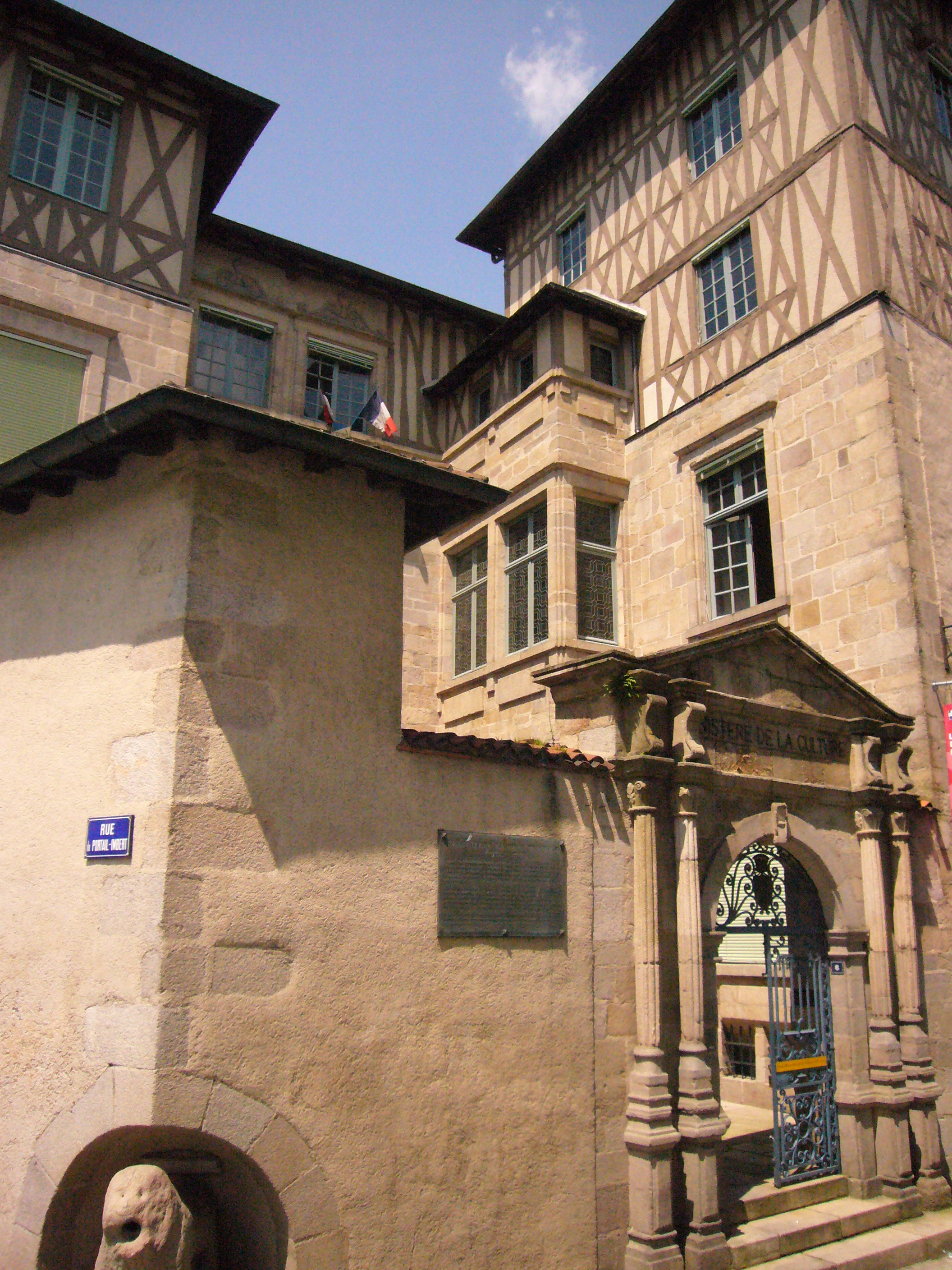
L’Hôtel Maledent de Savignac de Feytiat.

Mais la ville présente de beaux hôtels particuliers, tels l’hôtel Estienne de la Rivière, construit en 1812 ; ou l’Hôtel Maledent de Savignac de Feytiat, édifié en 1639 sur des bases du XVe siècle et également inscrit à l'inventaire des monuments historiques.

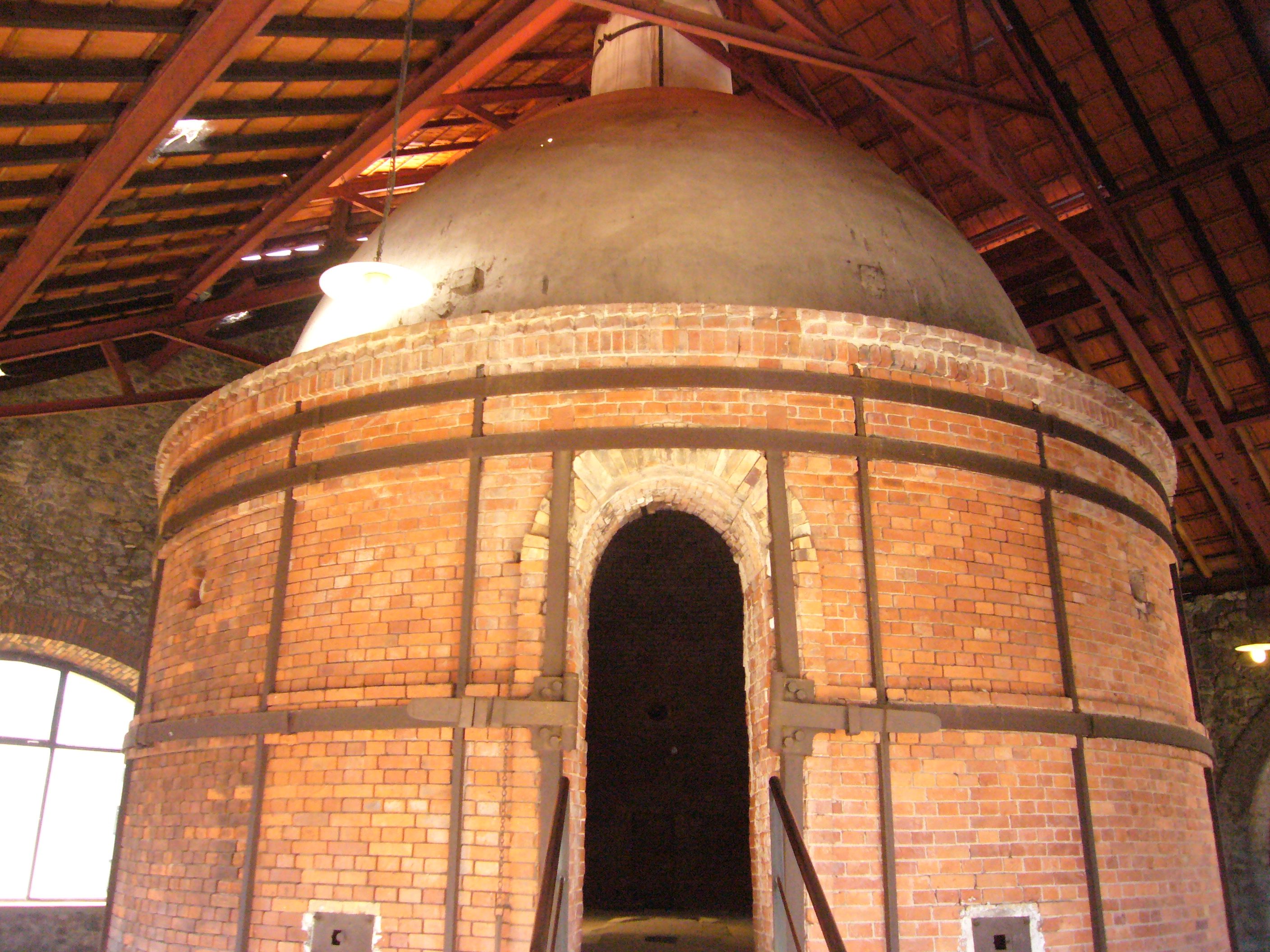
Le four à porcelaine des Casseaux.

Témoin de la tradition porcelainière de la ville, le four des Casseaux, accolé à l'usine Royal Limoges et resté en activité jusqu'en 1955, est aujourd'hui l'un des derniers représentants des fours à porcelaine du XIXe siècle, et le seul à être classé monument historique.

Parmi les autres bâtiments inscrits au titre des monuments historiques, on peut noter le lycée Gay-Lussac, ancien collège de jésuites, les halles centrales, dessinées dans les ateliers de Gustave Eiffel, l'Hôtel de ville et sa fontaine en porcelaine, le pavillon du Verdurier, qui sert désormais de lieu d’exposition, après avoir été, à l'origine, pavillon frigorifique, ou la gare des Bénédictins, magnifique bâtiment à coupole et campanile élevé sur pilotis au-dessus des voies.

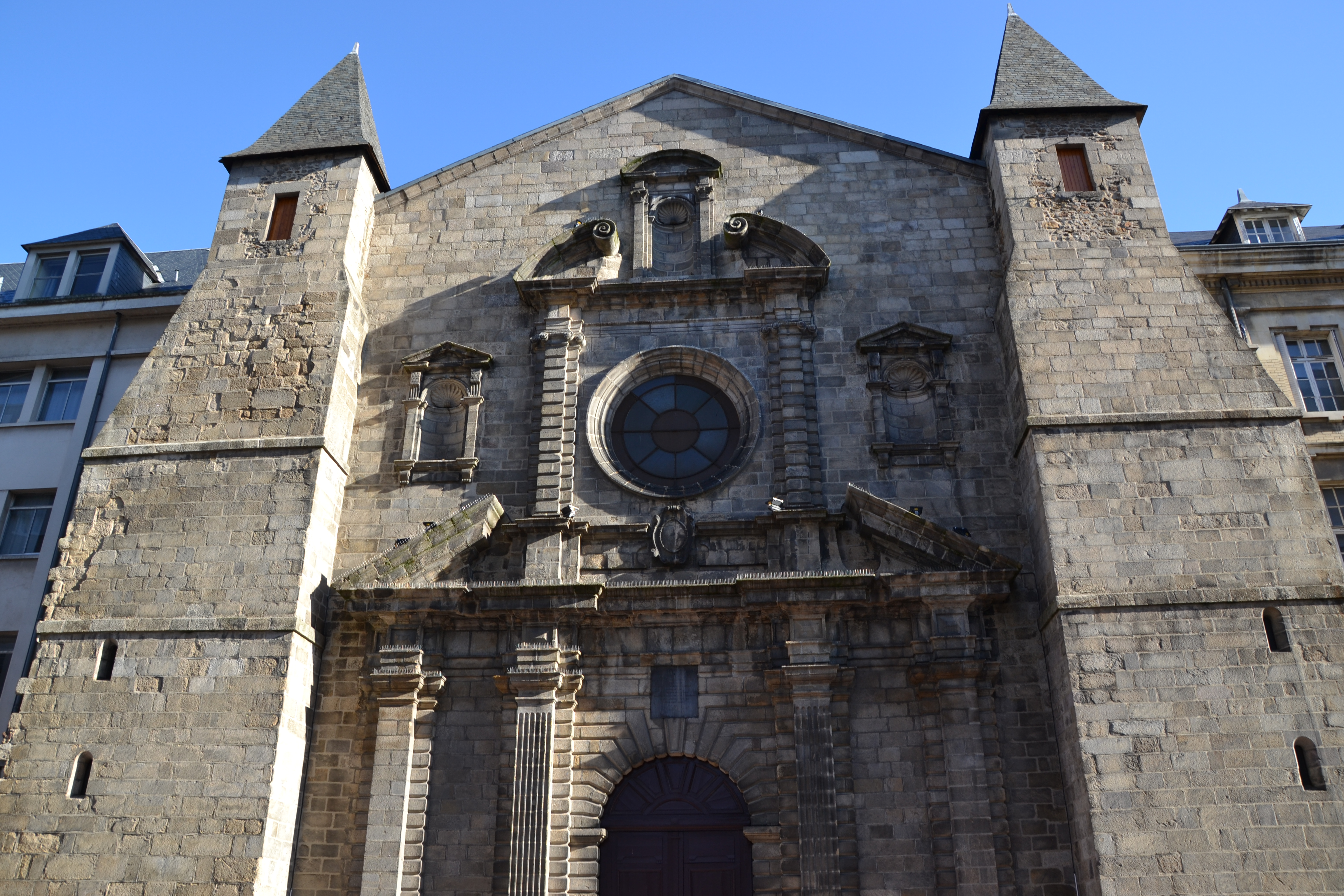
Chapelle du lycée Gay-Lussac.
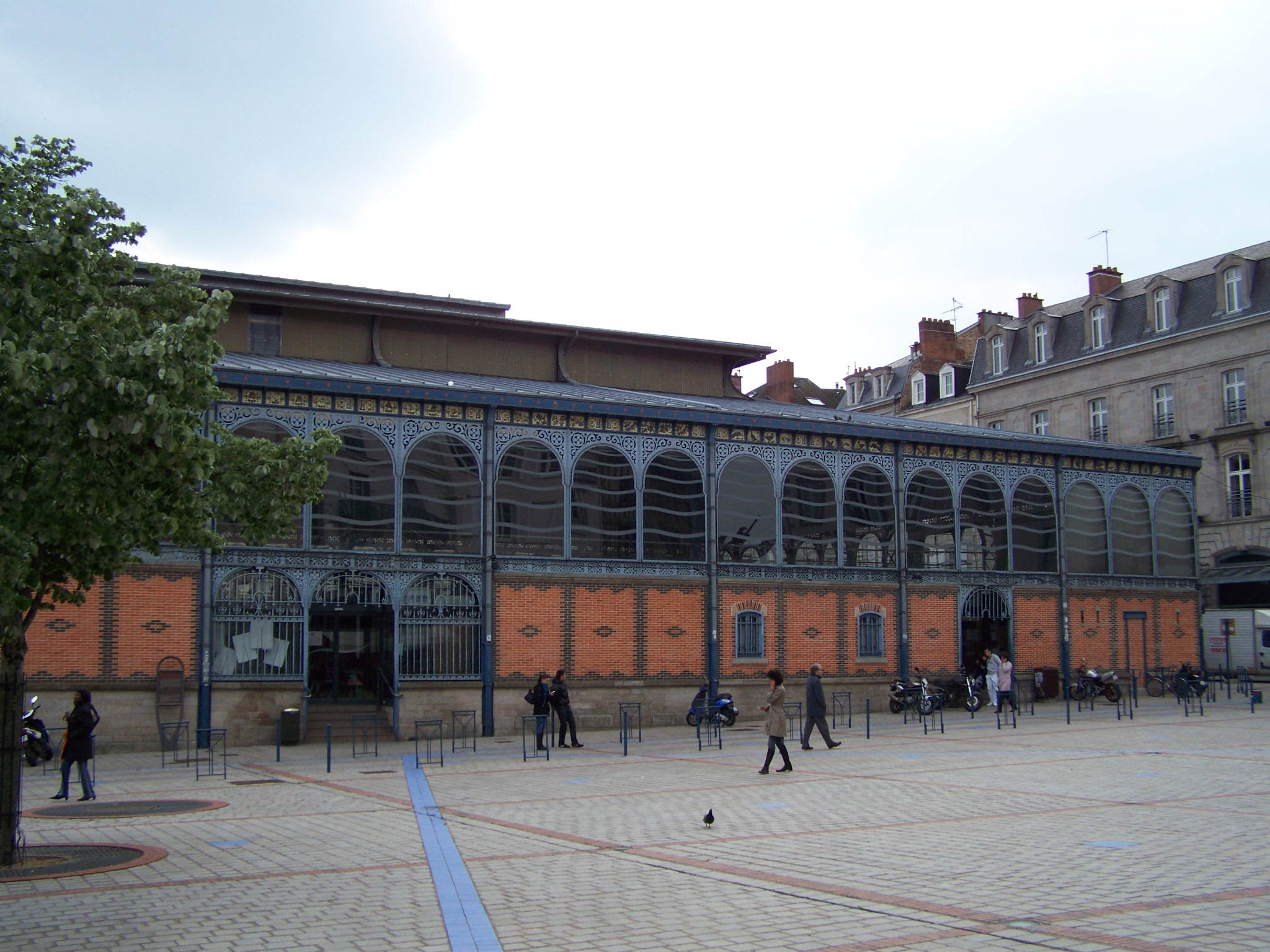
Les halles centrales.
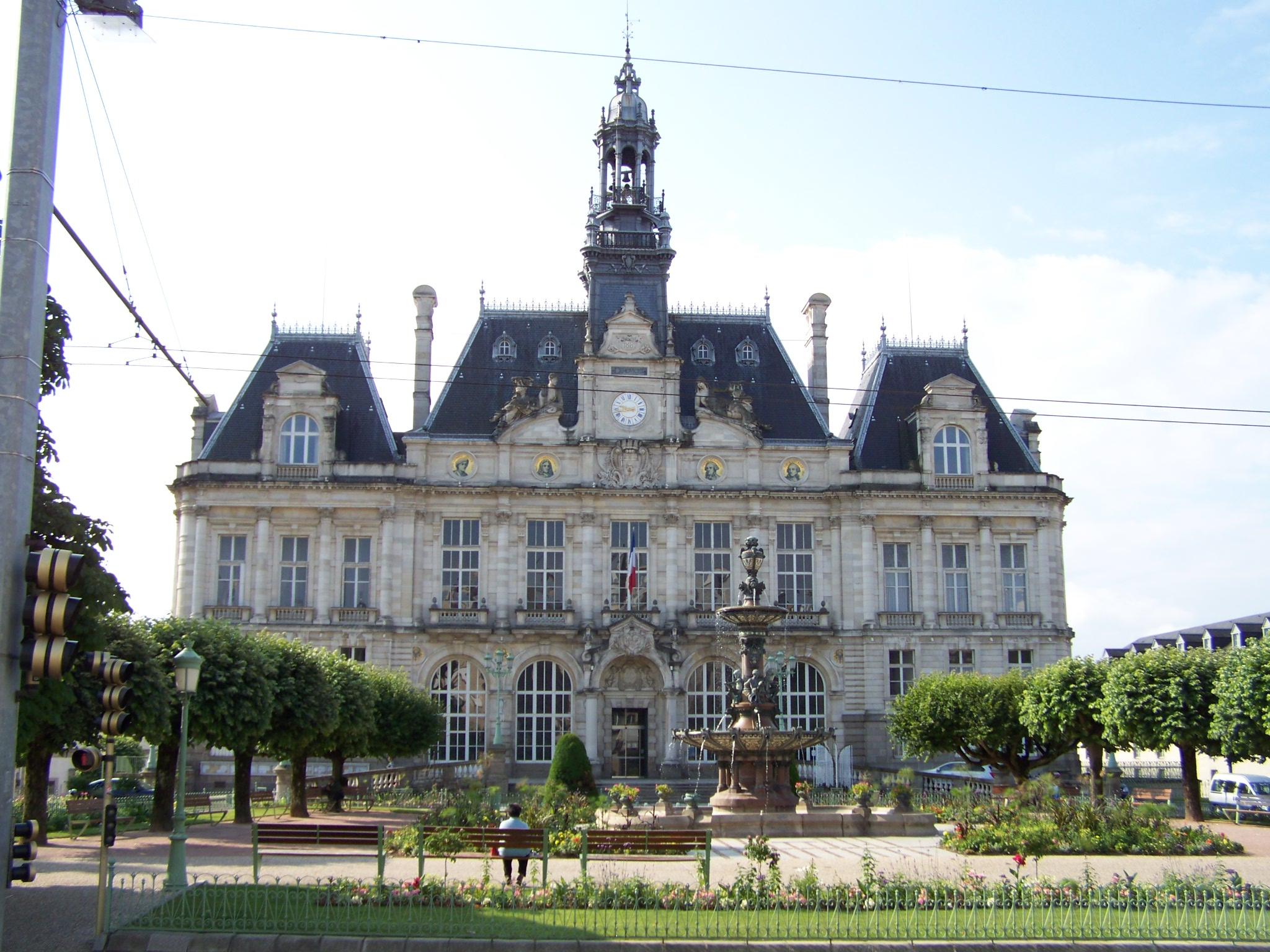
L'Hôtel de ville.
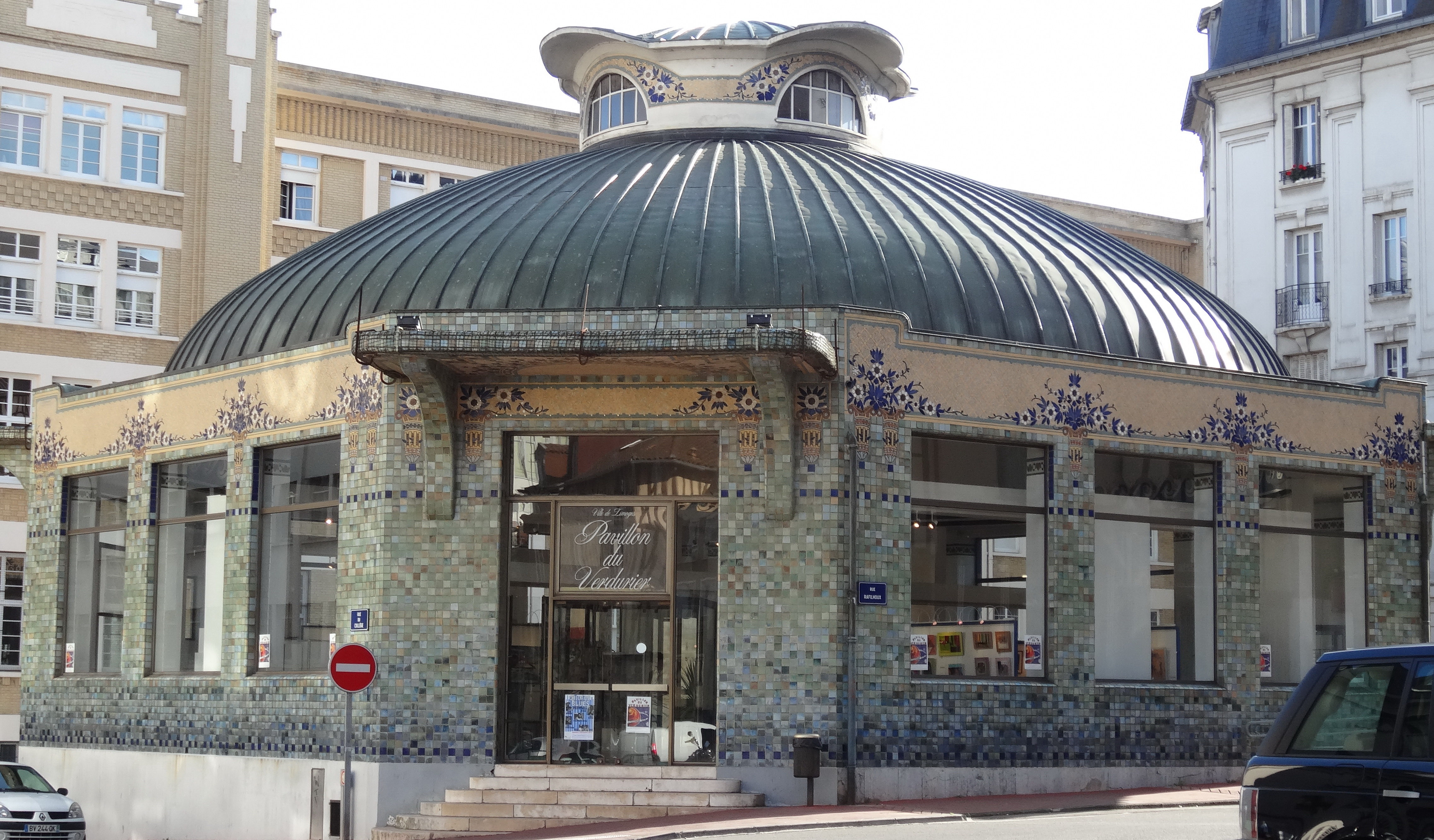
Le pavillon du Verdurier.
La gare des Bénédictins.
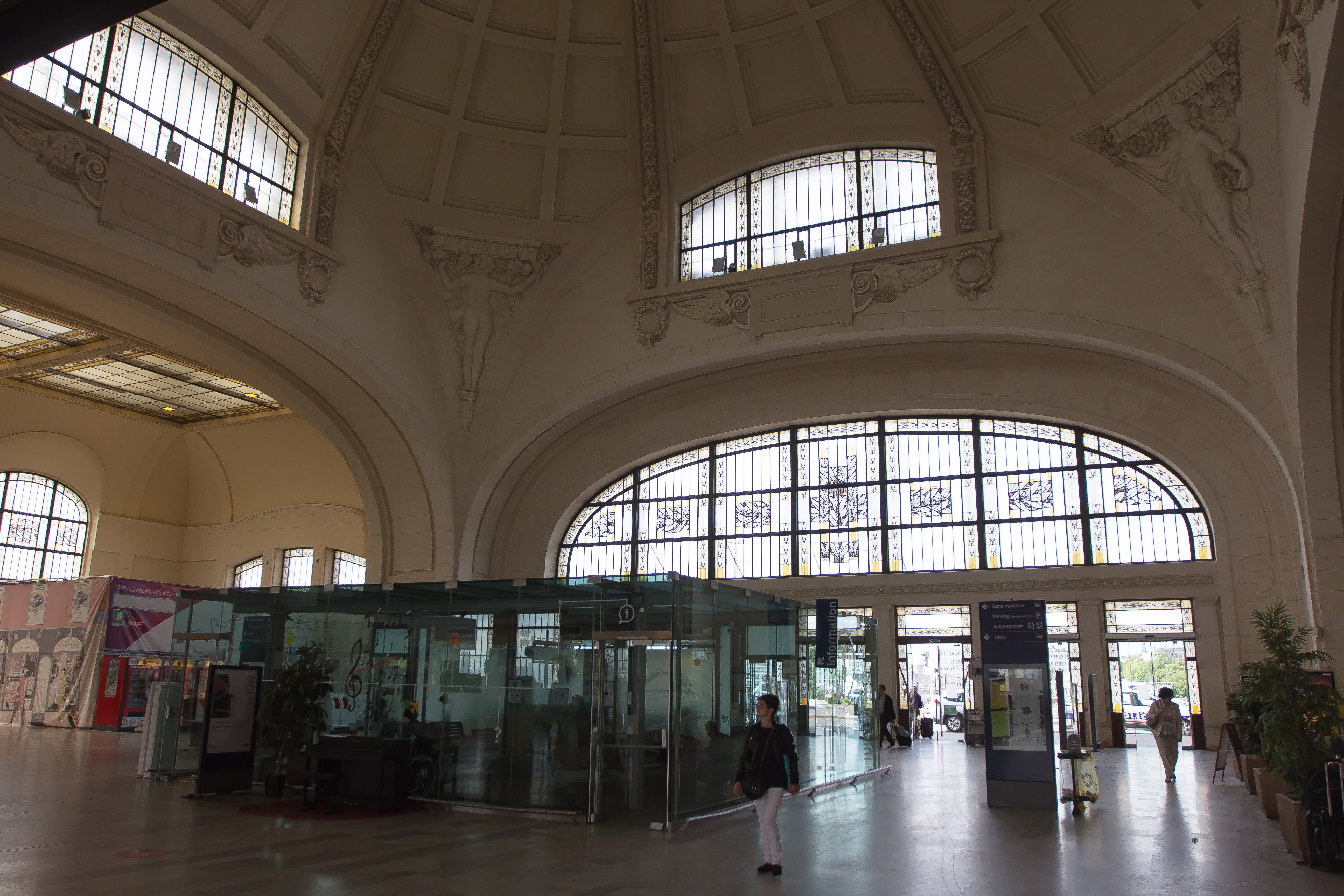
Hall et coupole de la gare.

Parmi les bâtiments plus modernes, se trouvent notamment :
- la Maison du peuple, inaugurée le 7 juin 1936, jour de la signature des « Accords de Matignon », symbole de l'engagement syndical à Limoges, et qui constitue le siège de la CGT locale[296], ou la Bibliothèque francophone multimédia, construite sur le site d'un ancien hôpital général (XVIIe et XVIIIe siècles) ainsi que d’un très important site archéologique gallo-romain.
- le lycée Turgot[297] (ancienne École nationale professionnelle, ENP)
- l'école de reconversion et rééducation professionnelle Féret-du-Longbois[298],
- le château d'eau de Beaubreuil[299],
- le garage Dessagne[300]
- l'école nationale supérieure d'art décoratif[301],
- l'ancien immeuble des P.T.T (1931)
- la Cité-jardin de Beaublanc (1921/23) fait partie des bâtiments limougeauds qui bénéficient du label « Patrimoine du XXe siècle » délivré par le ministère de la Culture, en raison de la qualité de leur construction, jugée remarquable[302].
- le château de Fontgeaudrant situé à proximité immédiate du centre-ville est aujourd’hui un gîte de France, et offre des prestations d’hébergement et de restauration[source secondaire souhaitée].
- le château de Crochat qui fut la propriété de Monsieur de Leffe, ingénieur dirigeant les travaux de construction de la voie ferrée Paris - Toulouse. Le château et son domaine sont un Carmel depuis 1954[303].
- la maison Jouxtens, également appelée château de Saint-Lazare du nom du coteau sur lequel elle est établie, est une construction du XVIIe siècle. Ses jardins en terrasse, d’une superficie de 1,2 ha, qui descendent vers la Vienne juste en face de ceux de l'évêché, sont visibles depuis la ville. Site naturel inscrit depuis 1978, ils constituent un îlot de verdure remarquable sur le coteau Saint-Lazare, occupé en grandes parties par des immeubles modernes inclus dans l'ancien domaine agricole rattaché à cette maison. Le 21 août 1944, la reddition des troupes allemandes occupant Limoges a lieu dans cette maison, qui est alors la propriété du consul de Suisse et qui est considérée comme un lieu neutre pour cette raison[304].
- la Cité des Coutures construit par Roger Gonthier entre 1925 et 1932 reconnaissable à ses immeubles de briques décorées.
- les villas Belle Vue et Bel Air, construites en 1893 : la villa Bel Air été démolie dans les années 1970 et l'autre appartenant désormais au Centre Hospitalier Esquirol, le Centre Hospitalier Psychiatrique devenue Esquirol dans le quartier Sainte Claire (ancienne commune environnante) forment un vaste site qui autrefois était constitué d'un parc.
- la Tour BTP construite à la fin des années 1960, premier immeuble limougeaud de style international, aujourd'hui détruit.
- l'ancien Couvant des Petites Sœurs des pauvres construit en 1850, et démoli au début des années 2010 afin d'y construire un petit centre commercial, un bâtiment a été conservé mais est actuellement[Quand ?] à l'abandon.
- l'usine art déco Renault-Texelis, ancien Arsenal bombardé par la Royal Air Force en 1944 et reconstruit après la guerre, dont les bâtiments administratifs en forme d'avion rappellent son passé ; il y était construit les moteurs d'avions Gnome et Rhône, puis les véhicules Saviem et Berliet et désormais des véhicules militaires Renault Trucks Défense et Texelis.
- la Base Aérienne 274 ou Entrepôt de l'Armée de l'Air no 603 Romanet (1939) dont il ne subsiste que quatre bâtiments, une chapelle, deux hangars, un immeuble de logements et une stèle.
- le lycée professionnel polyvalent Maryse Bastié (2001), bâtiments d'architecture contemporaine dont la forme rappelle un avion.
- plusieurs immeubles du quartier du Val de l'Aurence construits par l'architecte Clément Tambuté entre 1965-1973 en forme de S et d'étoiles ; les trois tours Étoiles ont été démolies en 2017.

#### Places et rues

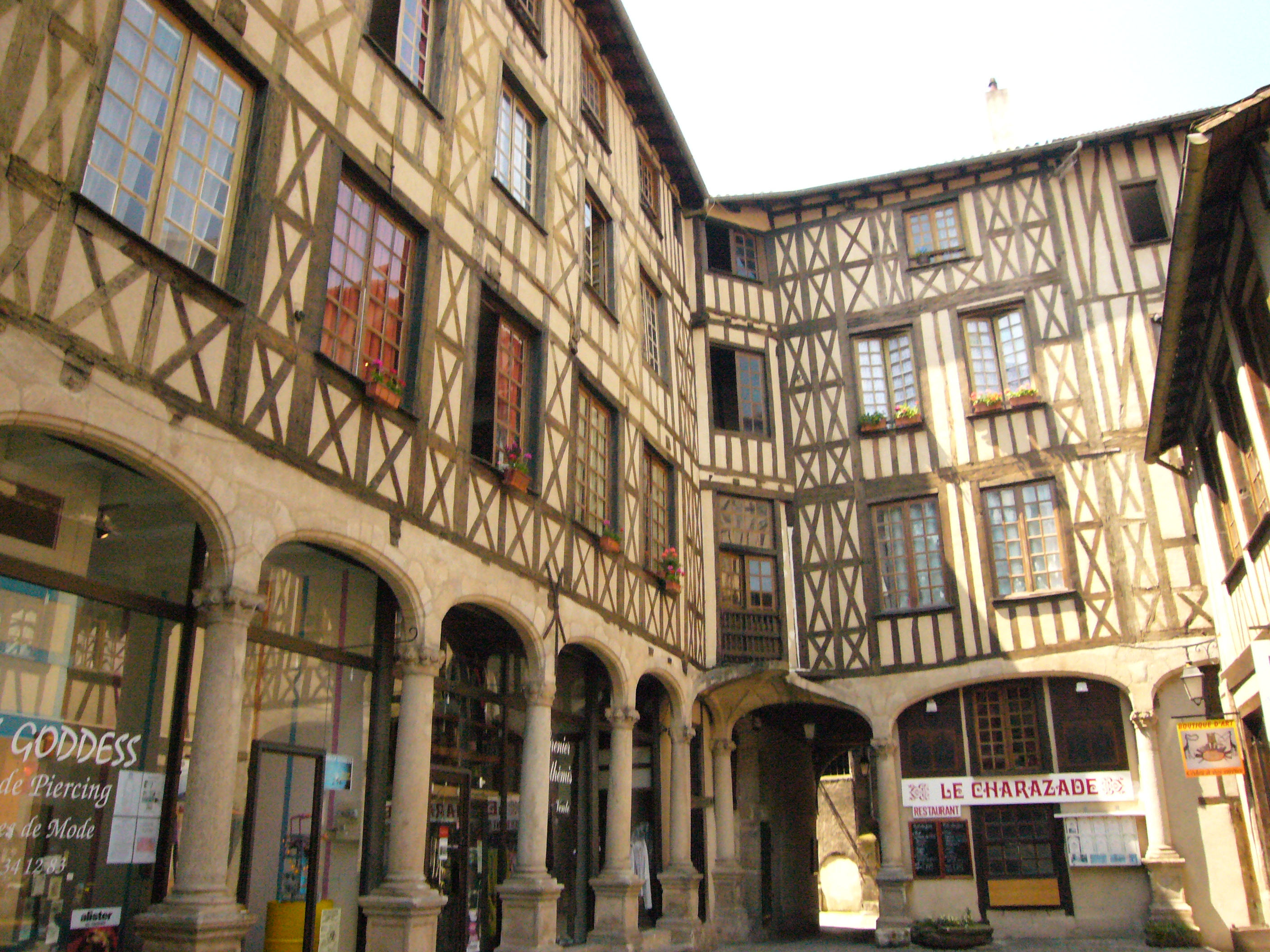
La cour du Temple.

La ville compte plusieurs places remarquables, telles que la place Denis-Dussoubs, circulaire et formée d'immeubles en brique rouge, ou la place Fontaine des Barres (XVIIe siècle), plus intime avec ses hôtels particuliers des XVIIe et XVIIIe siècles. La cour du temple (XVIIe siècle) est bordée d'hôtels particuliers, aux façades à colombages, dont un à colonnade et à pans de bois, reliés entre eux par des galeries ouvertes à l'italienne et des escaliers de style Renaissance. Le pavage de certaines cours d'immeubles du centre ville présente la particularité propre aux villes porcelainières d'être réalisé en gazettes, briques réfractaires protégeant les pièces pendant leur cuisson dans les fours à porcelaine.

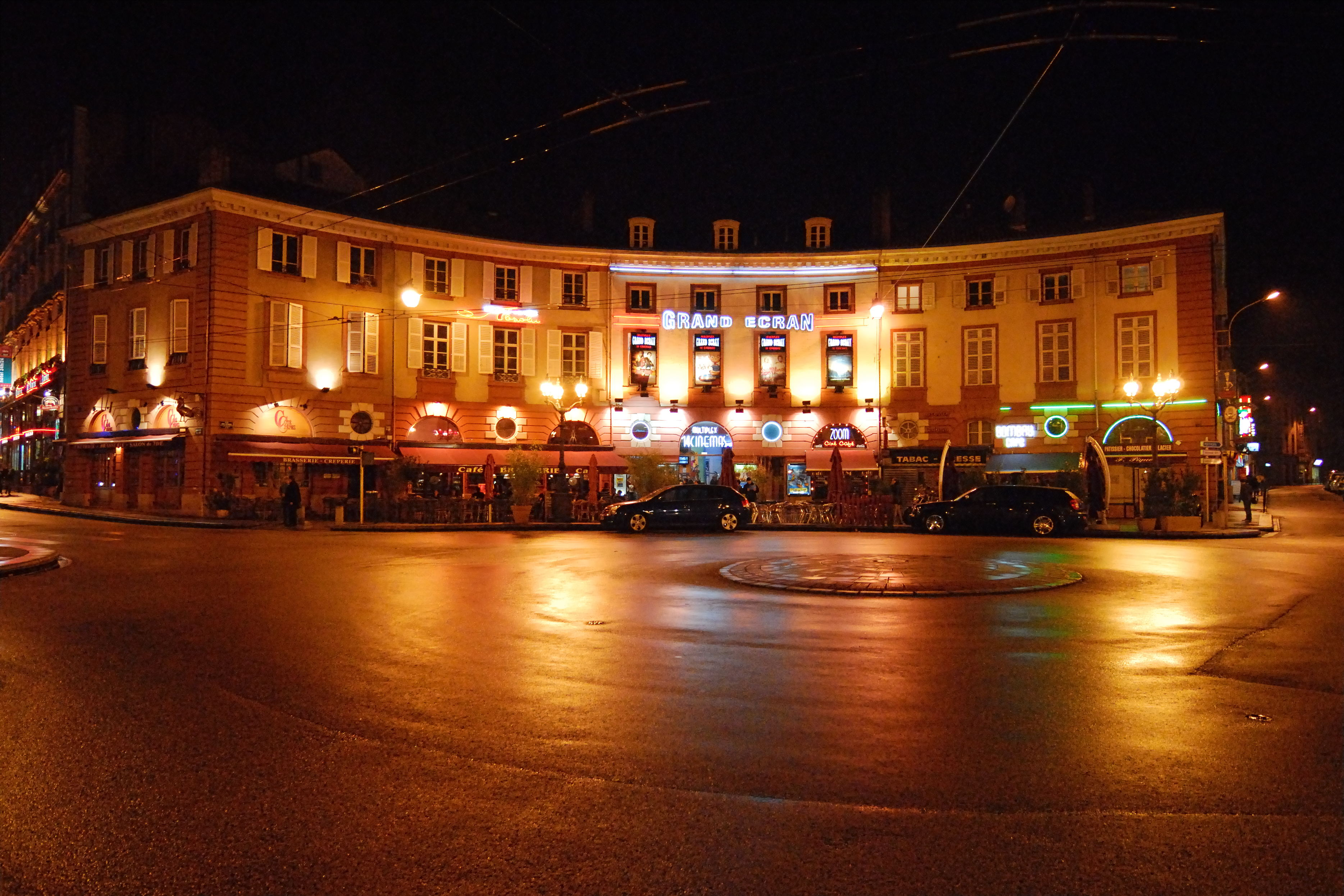
La place Denis-Dussoubs.

Parmi les quartiers historiques et pittoresques, le quartier de la Boucherie (Moyen Âge et XVIIe siècle) fut celui des bouchers de Limoges, dont la confrérie régissait toute l'activité de la rue et de la profession. En son cœur se trouve le magnifique joyaux que constitue la Chapelle Saint Aurélien appartenant à la Confrérie.
L'Abbessaille s'étend par d'étroites ruelles en pente entre la Vienne, la cathédrale, et le boulevard des Petits-Carmes qui longe la rivière. Ce quartier médiéval fut marqué par l'activité portuaire des Naveteaux (du Naveix, un lieu-dit voisin) et la présence de lavandières, mais également des radeaux de bois qui arrivaient par la rivière pour alimenter les nombreux fours à porcelaines de la ville. On peut d’ailleurs visiter un ancien en parfait état de conservation, celui des Casseaux.
L'aménagement des rues de Limoges est en évolution, avec un notable agrandissement des zones piétonnes ces dernières années. De nombreuses places, à fort potentiel de fréquentation, ne sont toutefois toujours pas mises en valeur, place Saint-Pierre, rue Courteline, et place Haute-Vienne (qui abritent un parking). Les travaux de la place des Bancs sont en cours. La plupart des rues à forte fréquentation comptent encore trop de trottoirs, progressivement remplacés dans beaucoup de villes par des plots. La ville compte un nombre insuffisant de couloirs de bus, mais il est vrai que son relief et l’étroitesse des rues ne facilitent pas les choses. Le manque de parkings, en particulier vers le milieu et le bas de la rue Jean Jaurès freinent le développement économique du centre, engorgé par les flux d'automobiles ne pouvant se garer, ne lui permettent pas de résister à la concurrence des zones commerciales périphériques (Corgnac, Boisseuil, La Coupole, Family Village, etc).

#### Souterrains et patrimoine archéologique caché
Les souterrains de Limoges, dont la construction s’étale sur plusieurs siècles, forment un réseau constitué de deux à trois niveaux de caves voûtées, de passages, d'entrepôts et d'aqueducs, creusés dans le tuf ou maçonnés. Leur nombre a cependant considérablement diminué durant ces trente dernières années sous les effets combinés d’une certaine négligence, de l’urbanisme et des travaux de voirie. De nombreuses cavités sont murées à la suite des achats et aux ventes successives des bâtiments, d'autres s'effondrent avec le temps ou sont tout simplement détruites en même temps que l'édifice construit au-dessus, lors des programmes de réhabilitation de quartier. Ainsi, en octobre 1983, lors de terrassements effectués rue du Temple pour la construction d'immeubles, si une fouille de sauvetage entreprise sous la direction de Jean-Pierre Loustaud a permis de relever une voie gallo-romaine et quelques lambeaux de sépultures du haut Moyen Âge, ces travaux ont néanmoins entraîné la disparition d'un réseau important de caves. Seuls les souterrains de l'ancienne abbaye Sainte-Marie de la Règle font l'objet de visites régulières organisées par l'office de tourisme.
Peu connu, un baptistère paléochrétien, daté du Ve siècle, situé aujourd’hui place Saint-Étienne, se situait au pied du portail nord de la cathédrale, dit portail Saint-Jean, sur l'emplacement d'une ancienne église paroissiale, supprimée à la Révolution, et placée sous le vocable de saint Jean Baptiste. Il s'agit d'un vaste édifice de plan hexagonal centré sur la cuve baptismale. Chacun des côtés ouvrait sur une pièce carrée. L'entrée se faisait par un perron à trois portes ouvrant à l'ouest. Afin d’en assurer la préservation, les vestiges de ce baptistère sont actuellement réenfouis.
L’amphithéâtre gallo-romain, qui fait partie des principaux monuments d'Augustoritum et fut l’un des plus vastes amphithéâtre de la Gaule, ne peut se visiter : ses vestiges, un temps exhumés et mis en valeur, sont de nouveau enterrés sous le jardin d'Orsay afin d'en éviter la dégradation. La présence proche de la rue de l'Amphithéâtre, reliant la place Winston Churchill à la place des Carmes, est le seul témoignage visible de l'existence de ce monument classé en 1968 à l'inventaire des monuments historiques.
De même, la villa gallo-romaine de Brachaud qui semble dater du IIIe siècle, mise au jour par l'archéologue Jean-Pierre Loustaud, reste méconnue du public.
Le 25 février 2020, ont été retrouvés, à quarante centimètres de la surface de la place Fournier à Limoges, une centaine d’ossements humains ainsi qu’un four et un mur d’enceinte. Ces ossements remonteraient au XIIIe ou XIVe siècle. À côté du cimetière un four a été retrouvé, destiné à la fabrication d’une cloche d’après les chercheurs. Le mur d’enceinte, lui, ferait partie de l’ancienne abbaye.

#### Monuments à l'extérieur de la ville
Le château de Beauvais est situé près de Landouge. C'est une ancienne demeure des abbés de l’abbaye Saint-Martial de Limoges construite au XVIIIe siècle selon les plans de l’architecte limousin Joseph Brousseau. Jouxtée par une exploitation agricole de la même époque, elle est entourée d'un parc à l'anglaise de trois hectares du XIXe siècle.
Le château des Essarts est situé, pour sa part, dans la vallée de la Mazelle, près de Beaune-les-Mines. Datant du XVIIe siècle, inscrit à l'inventaire des Monuments historiques, ses façades et toitures datent du XVIIe siècle. Le château de la Bastide est situé au bout d’une allée de hêtres qui est elle-même un site inscrit. Propriété jusque dans les années 1970 des Martin de la Bastide, barons d'Empire, il est à l’origine du nom d’un quartier du nord de Limoges, La Bastide.
Le château de Faugeras et ses dépendances datent du XVIIIe siècle. Ils ont appartenu aux Pouyat, une des grandes dynasties de porcelainiers limougeauds. Posé dans un parc paysager de sept hectares qui surplombe Limoges, le domaine de Faugeras abrite depuis peu un hôtel-restaurant de prestige, classé quatre étoiles.

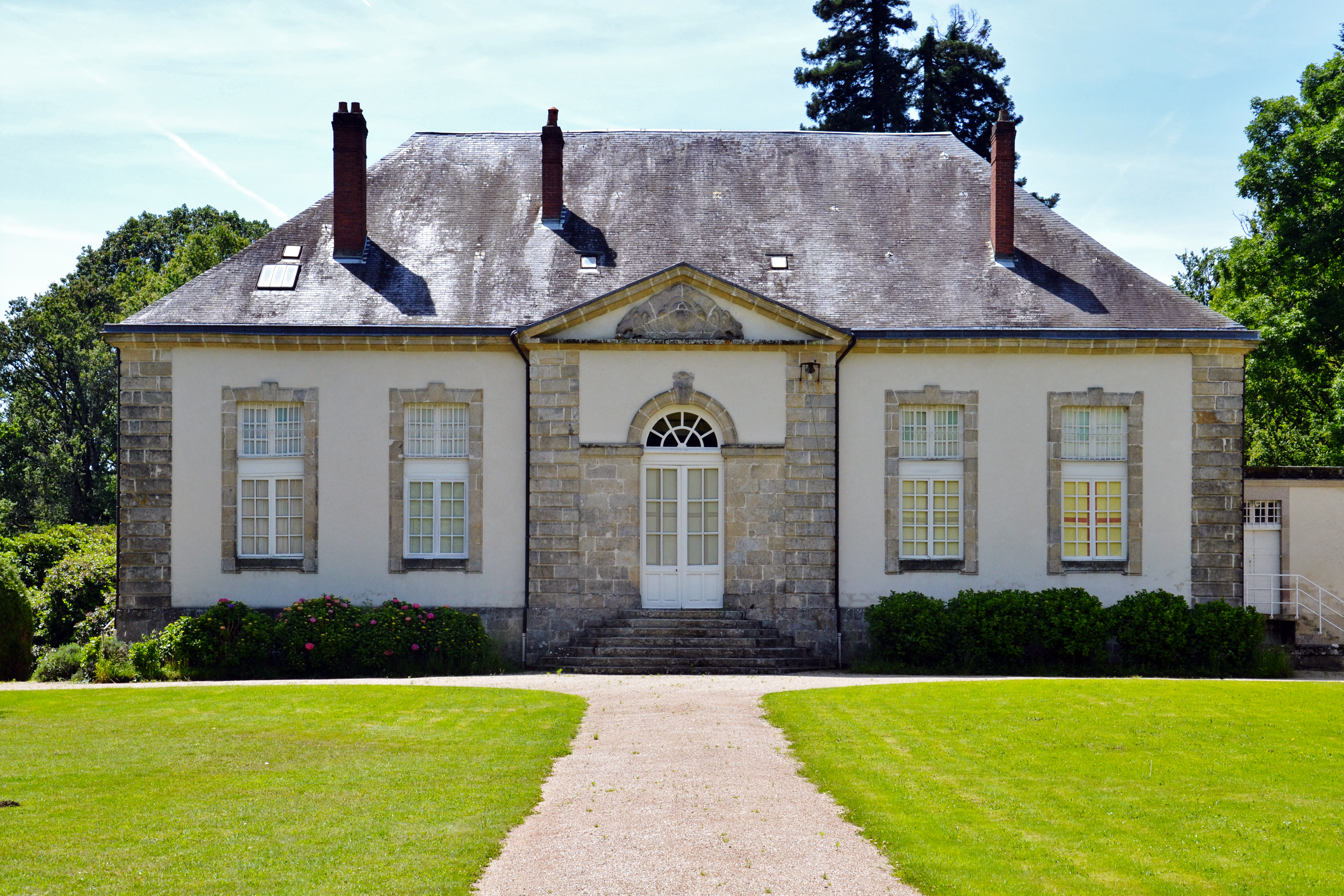
Le château de Beauvais.
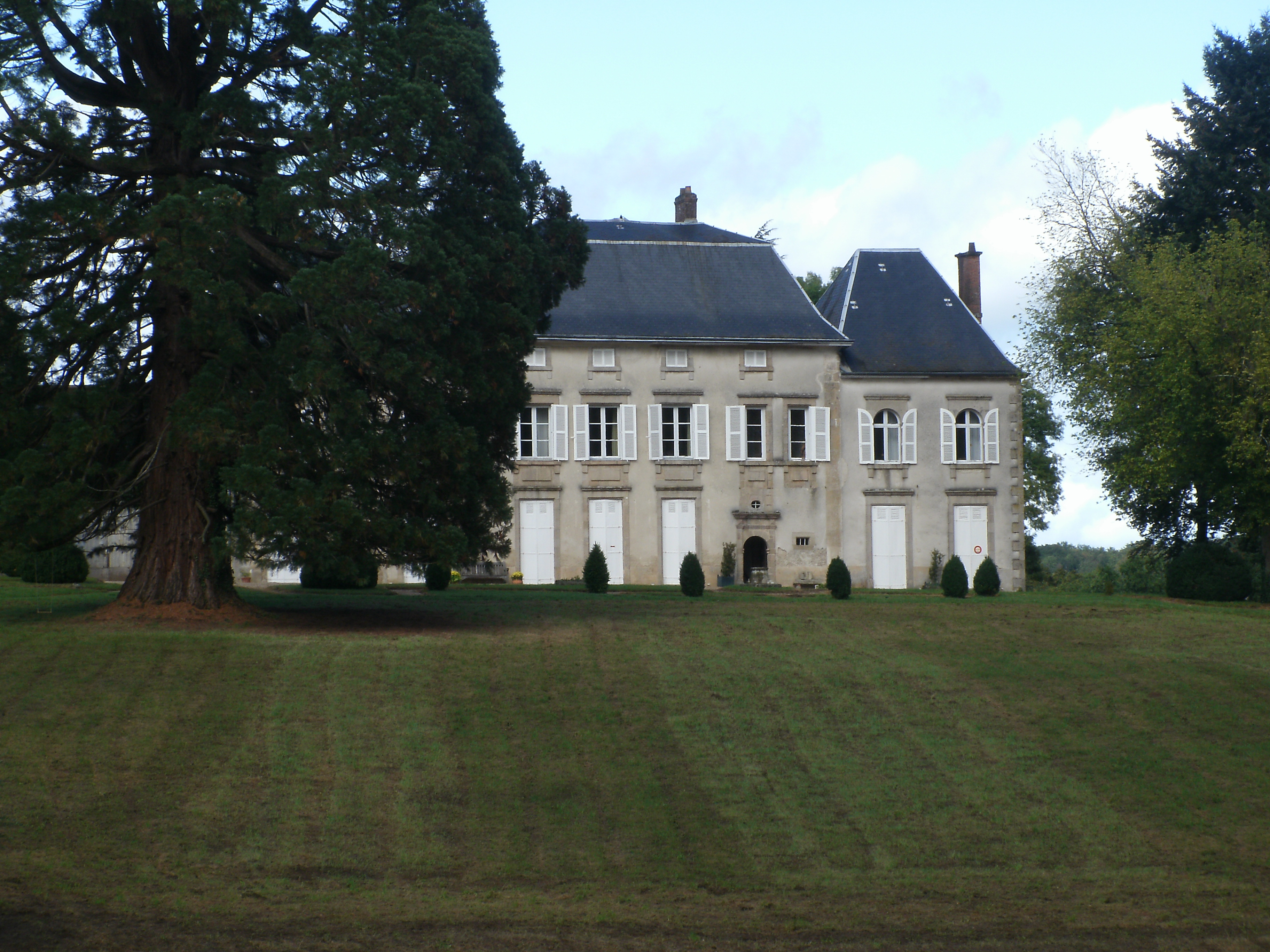
Le château des Essarts.

#### Parcs et jardins

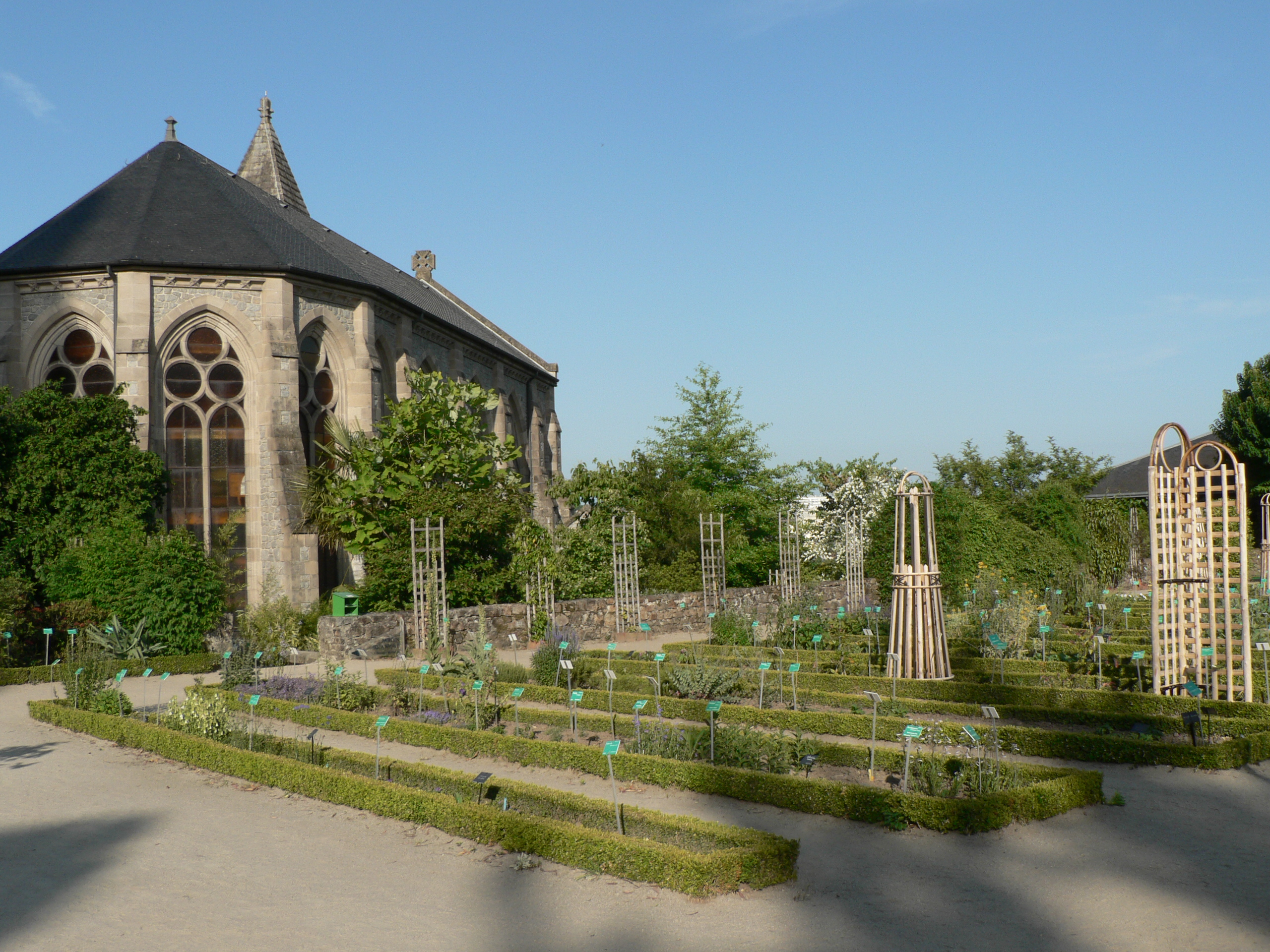
La partie ancienne du jardin botanique de l'Évêché et la chapelle de la Règle.

Limoges, propose 44 m2 d'espaces verts par habitant, ce qui la place au premier rang des grandes villes vertes. Cette place doit être fortement nuancée, du fait de la superficie hors norme du territoire communal, qui s'étend sur un vaste espace de campagne périurbaine. La ville qui entre en campagne est dotée de nombreux parcs et jardins publics, qui occupent 2,4 % de sa superficie».

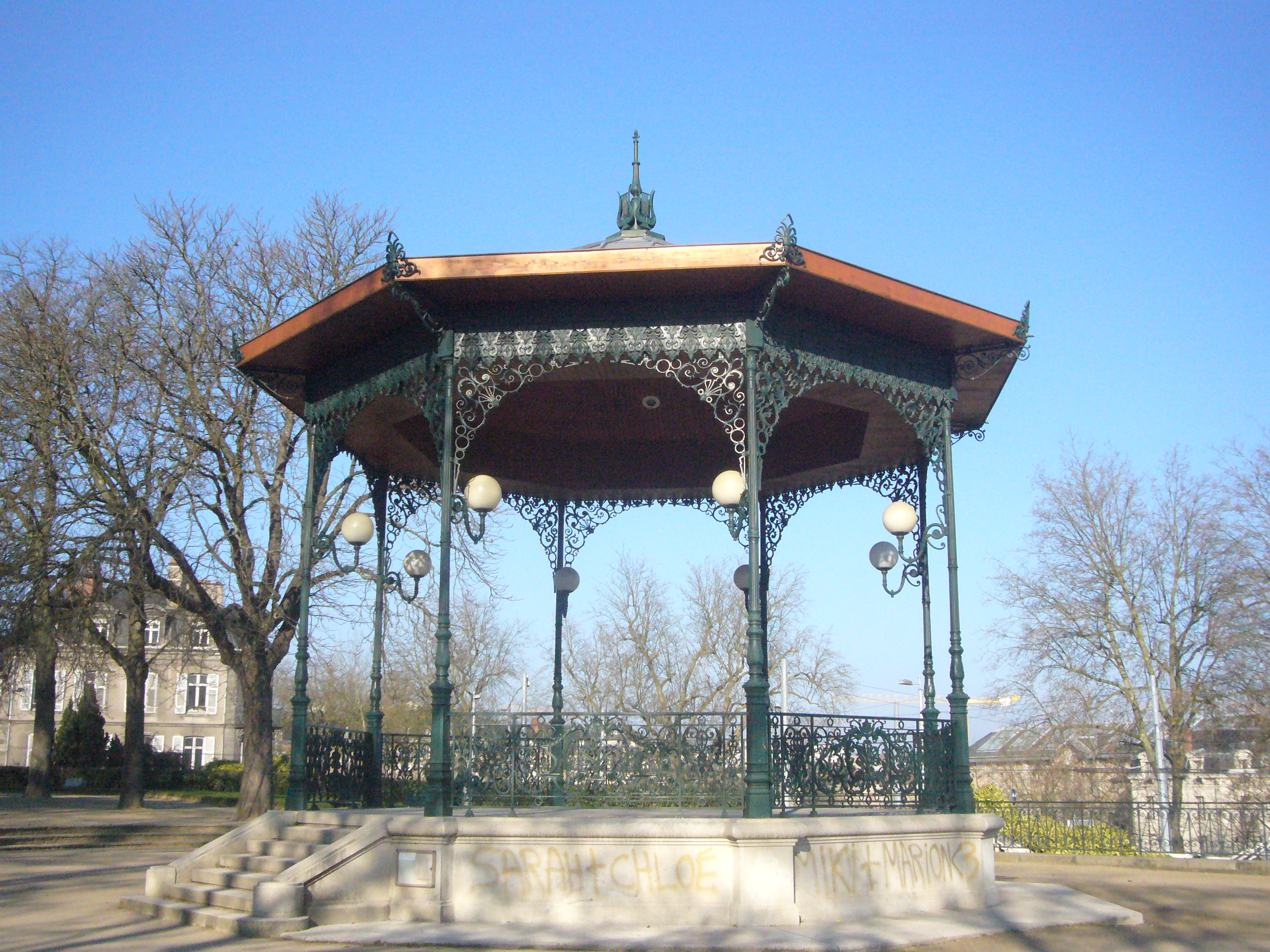
Le kiosque à musique du Jardin d'Orsay.

Le plus ancien est le jardin d'Orsay. Créé par l'intendant Boucher d'Orsay au XVIIIe siècle, à l’ouest du centre-ville, sur les vestiges archéologiques de l’amphithéâtre romain d’Augustoritum, il couvre une superficie de 1,8 ha. Le jardin de l'Évêché, construit à partir de 1777, est l'ancien parc d'agrément du palais épiscopal. Il regroupe, près du musée de l'Évêché, sur environ quatre hectares, un jardin botanique, un jardin à la française et un parc de jeux.
Le Champ de Juillet, situé au pied de la gare des Bénédictins, d'une superficie de 4 ha, est créé au XIXe siècle pour servir de terrain de manœuvre militaire. Doté d'un nom né d'une confusion entre Champ de Mars et la monarchie de Juillet, il est orné de nombreuses statues. Cet espace, qui accueillait autrefois la Foire-Exposition, est le lieu de la grande fête foraine d’hiver, laquelle se tenait précédemment dans le jardin d’Orsay.

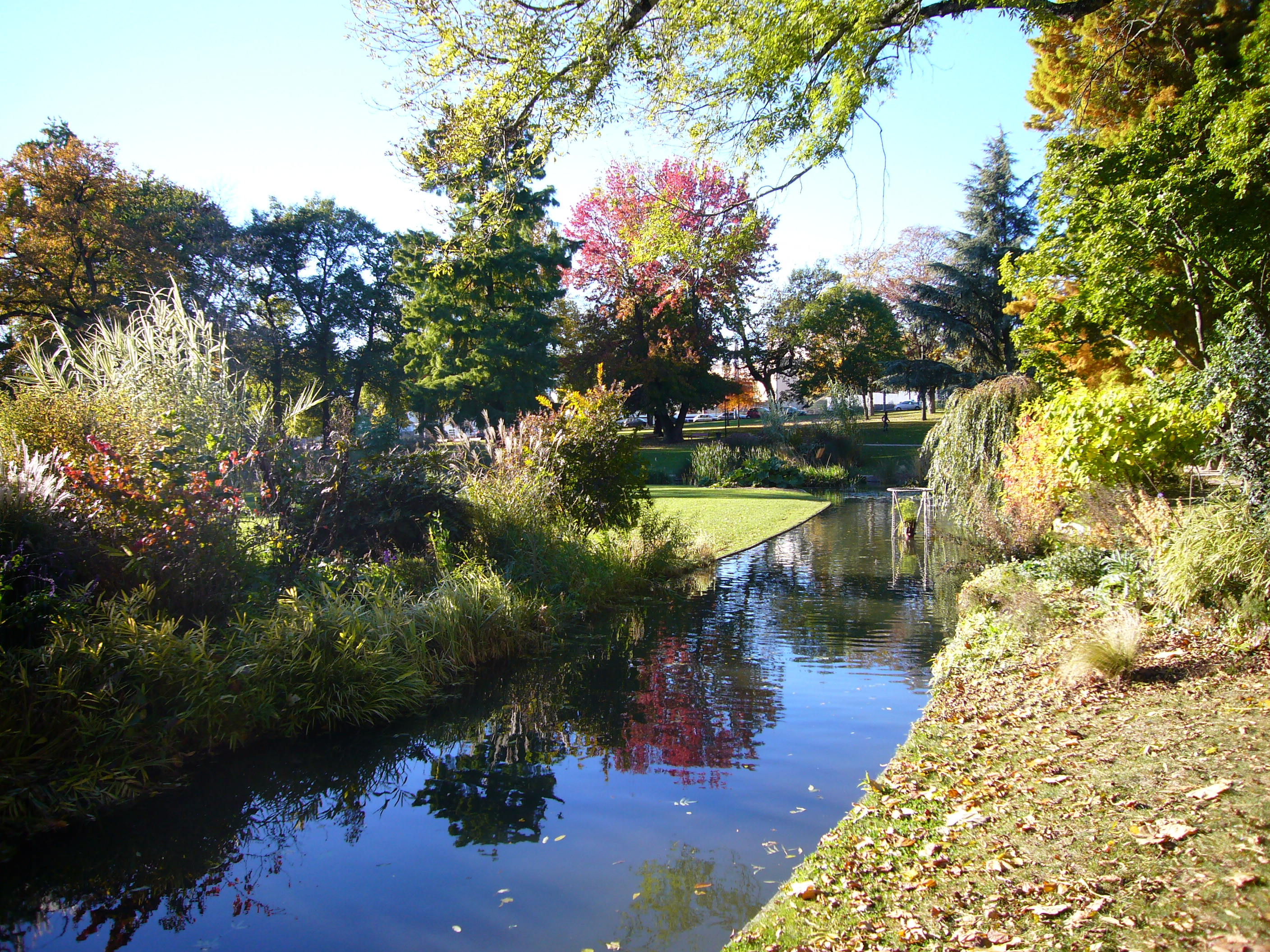
Le parc Victor-Thuillat.

Le parc Victor-Thuillat, du nom d'un conseiller municipal, est l'ancien jardin d'agrément du manoir de la Grange-Garat, devenu public dans les années 1960. D'une superficie de 3,7 ha, situé dans un quartier ouvrier au nord-ouest du centre ville, il offre une rivière anglaise, une collection de plantes vivaces, des parterres fleuris ainsi que des arbres remarquables classés.
Le square des Émailleurs, récemment rénové, la place François Roosevelt, espace vert sur dalles, et le jardin du musée national Adrien Dubouché font également partie des espaces verts de la ville.
D'autres espaces verts, plus récents, sont issus de l'expansion de la ville dans la seconde moitié du XXe siècle. C'est le cas du parc de l’Aurence, qui s'étale sur près de 40 ha entre Couzeix et Limoges. Établi dans la vallée de l’Aurence, il borde le Val de l'Aurence et les quartiers de Corgnac, Beaublanc et du Vigenal.

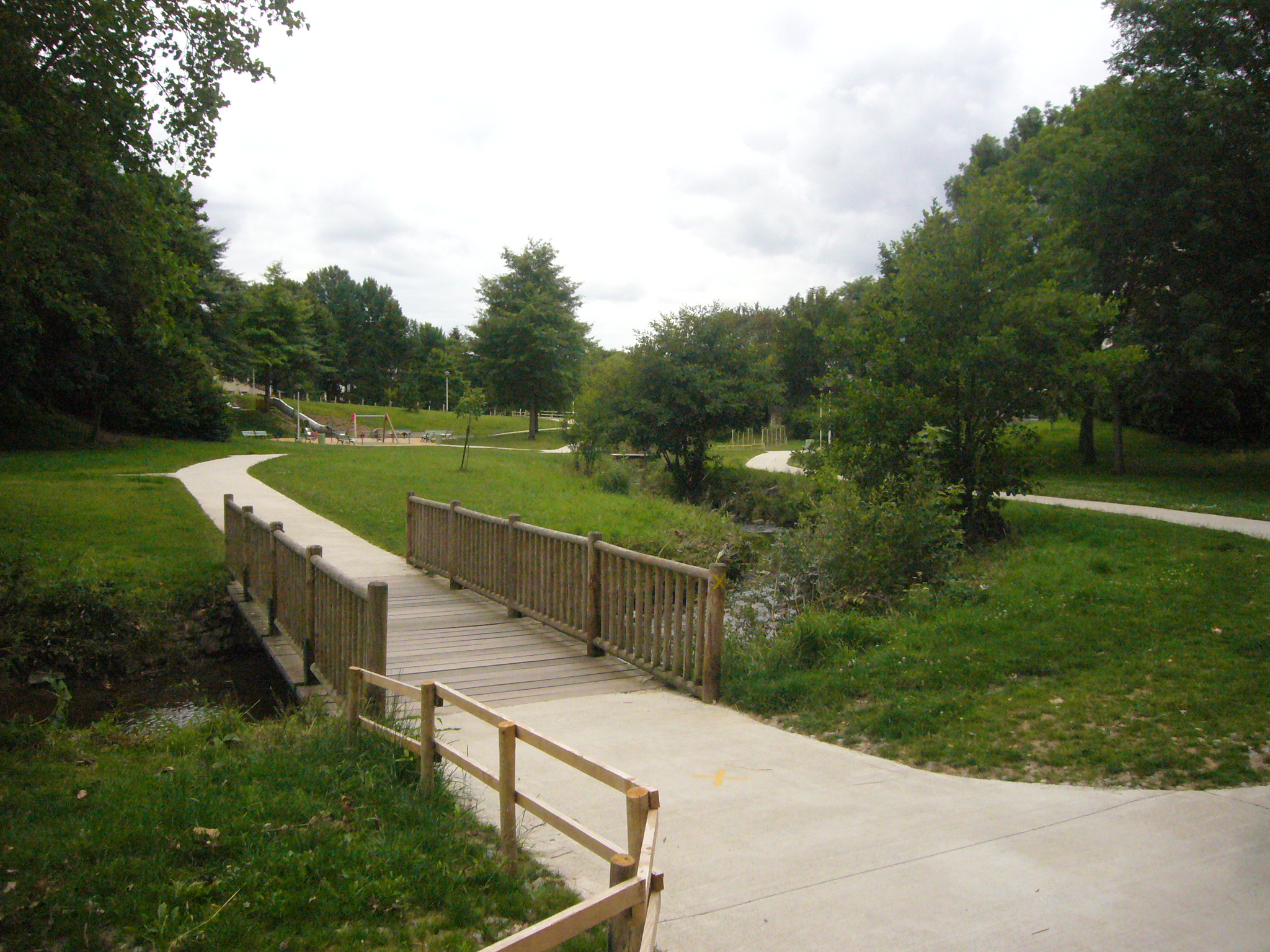
Le parc de l'Auzette.

Le parc de l'Auzette (seize hectares sur le territoire de Limoges), partant des communes de Panazol et Feytiat, constitue une coulée verte naturelle, trait d’union entre la campagne limousine et le quartier historique des Ponts. Les bords de Vienne constituent deux bandes de verdure, agrémentées de jeux et de structures sportives de Panazol à Condat-sur-Vienne, sur la rive gauche, et de l'autoroute à la nouvelle voie de liaison sud sur la rive droite. La roseraie du Mas-Jambost, route de Saint-Junien, abrite plus de 200 variétés de roses. Le bois de la Bastide (plus de 90 ha), situé entre la zone industrielle Nord et Beaubreuil, issu de la forêt qui entourait le château de la Bastide, est traversé d'un parcours de santé.

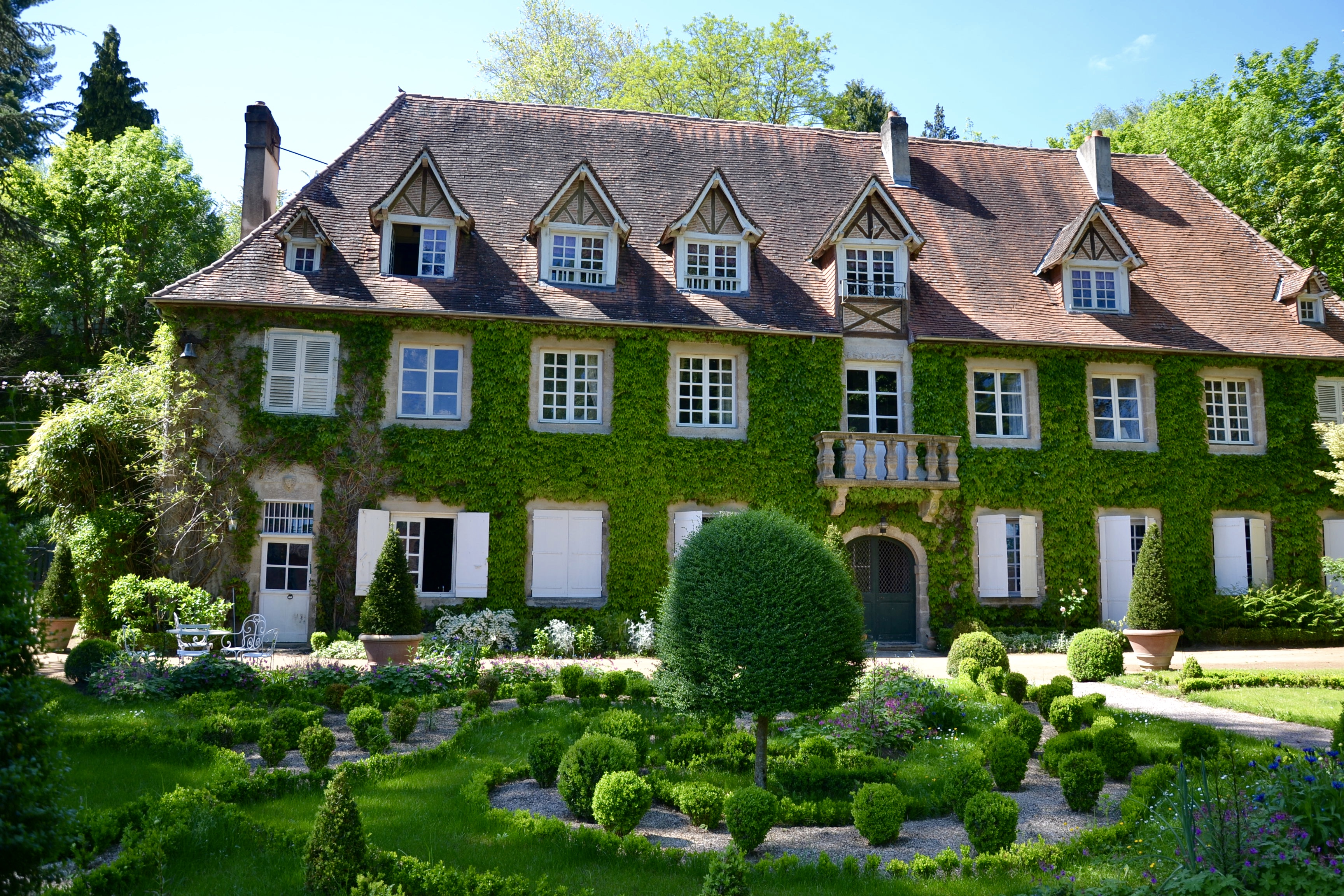
Le jardin du moulin du Poudrier.

Les jardins de l’Évêché, depuis 1943, l'allée de hêtres du château de la Bastide et ses abords, depuis 1945, les jardins de l’évêché et leur extension, les jardins de l’Abbessaille, depuis 1976, sont des sites inscrits. Par ailleurs, 360 arbres de la commune ont été classés, depuis le plan d'occupation des sols de 1995, comme arbres remarquables.
Limoges compte également de nombreux jardins privés, dont certains sont régulièrement ou occasionnellement ouverts au public, tels le jardin du Poudrier, sur le site d'une demeure du XVIIIe siècle, et le parc des Essarts, dans le site inscrit de la vallée de la Mazelle, près de Beaune-les-Mines.

### Vie culturelle

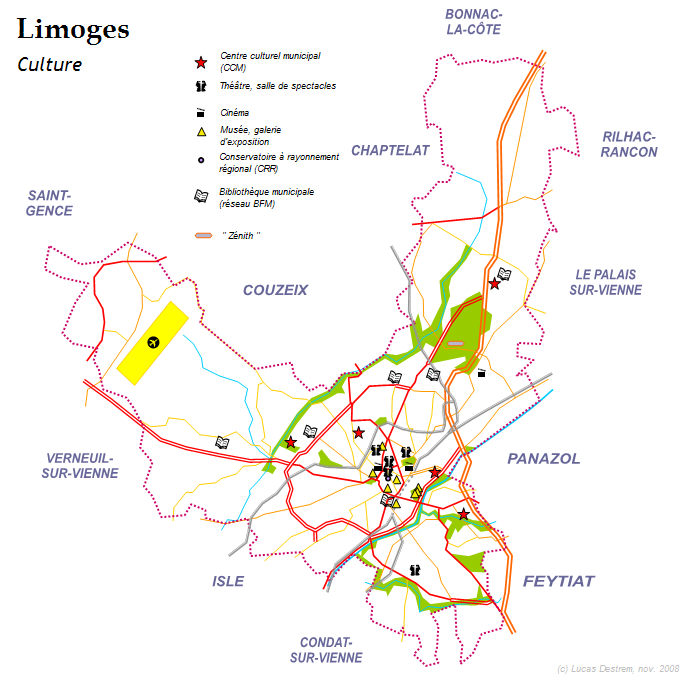
Lieux de culture.

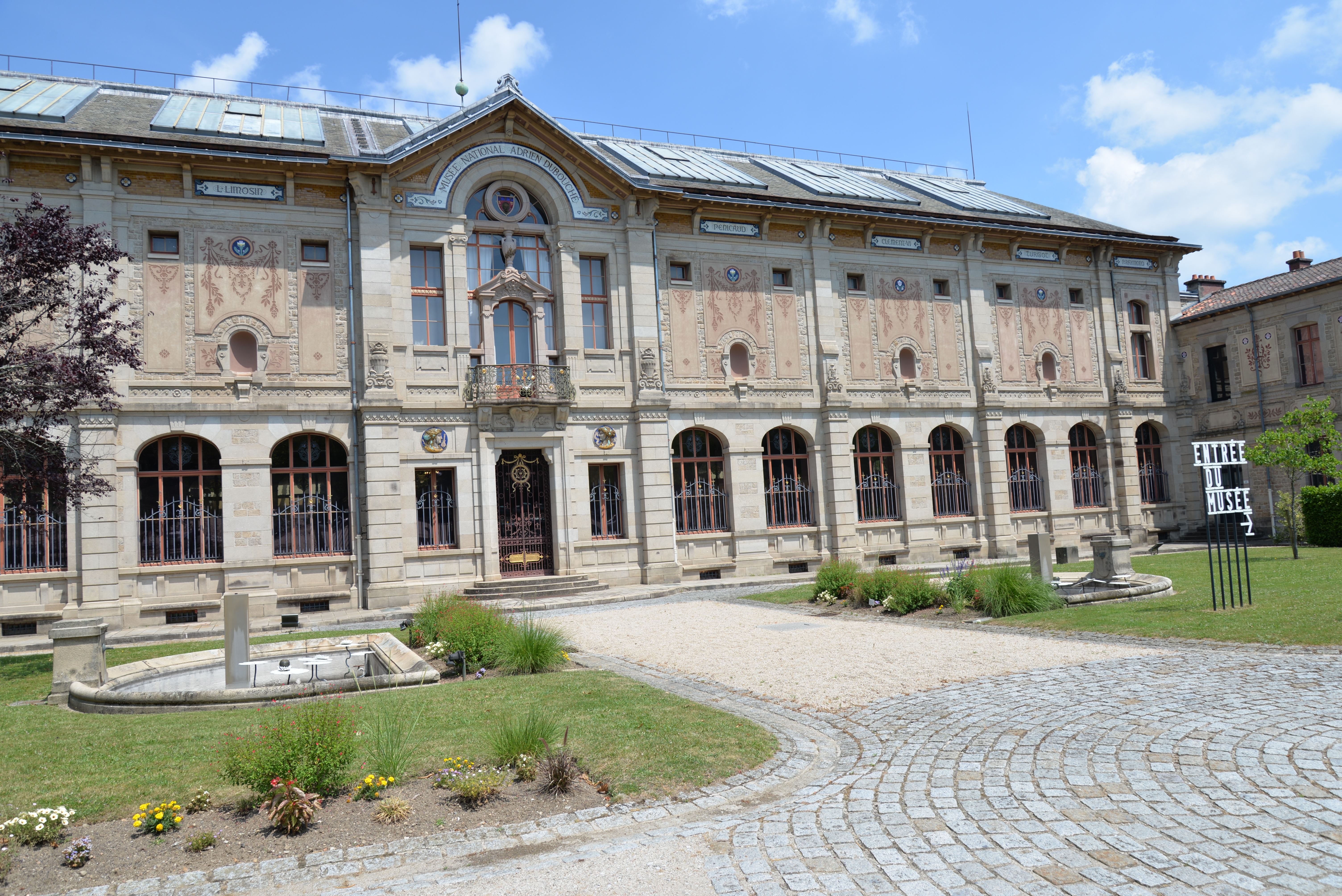
Le musée national Adrien-Dubouché.

Limoges abrite plusieurs musées, dont les principaux sont le musée national Adrien-Dubouché, qui abrite plusieurs collections de porcelaine, de faïence, de grès, de verre et de poterie et le musée des Beaux-Arts de Limoges - palais de l'Évêché qui accueille environ 70 000 visiteurs par an et abrite entre autres collections des tableaux du peintre d’origine limougeaude Auguste Renoir ainsi que l'une des plus importantes collections d’émaux du monde[source secondaire souhaitée].
Le musée de la Résistance propose sur une superficie de 1 400 m2 un parcours muséographique qui retrace les faits historiques de la Seconde Guerre mondiale, avec comme fil conducteur la Résistance, l’Occupation et la Déportation en Haute-Vienne.
La Maison traditionnelle de la boucherie, avec sa boutique, sa cuisine, son écurie-tuerie, sa chambre et son grenier-séchoir à peaux comme le musée des Distilleries limougeaudes sont l’occasion de renouer avec les traditions gastronomiques limousines. Les compagnons du Tour de France, installés dans le quartier de la Cité, présentent au sein de la Cité des métiers et des arts de Limoges, une exposition permanente d'œuvres de la Fédération compagnonnique des métiers du bâtiment et des meilleurs ouvriers de France.
Enfin, le Fonds régional d'art contemporain (FRAC Limousin), installé dans la galerie des Coopérateurs, ancien entrepôt industriel, possède plus de 1 200 œuvres et présente des expositions tout au long de l'année[source secondaire souhaitée].

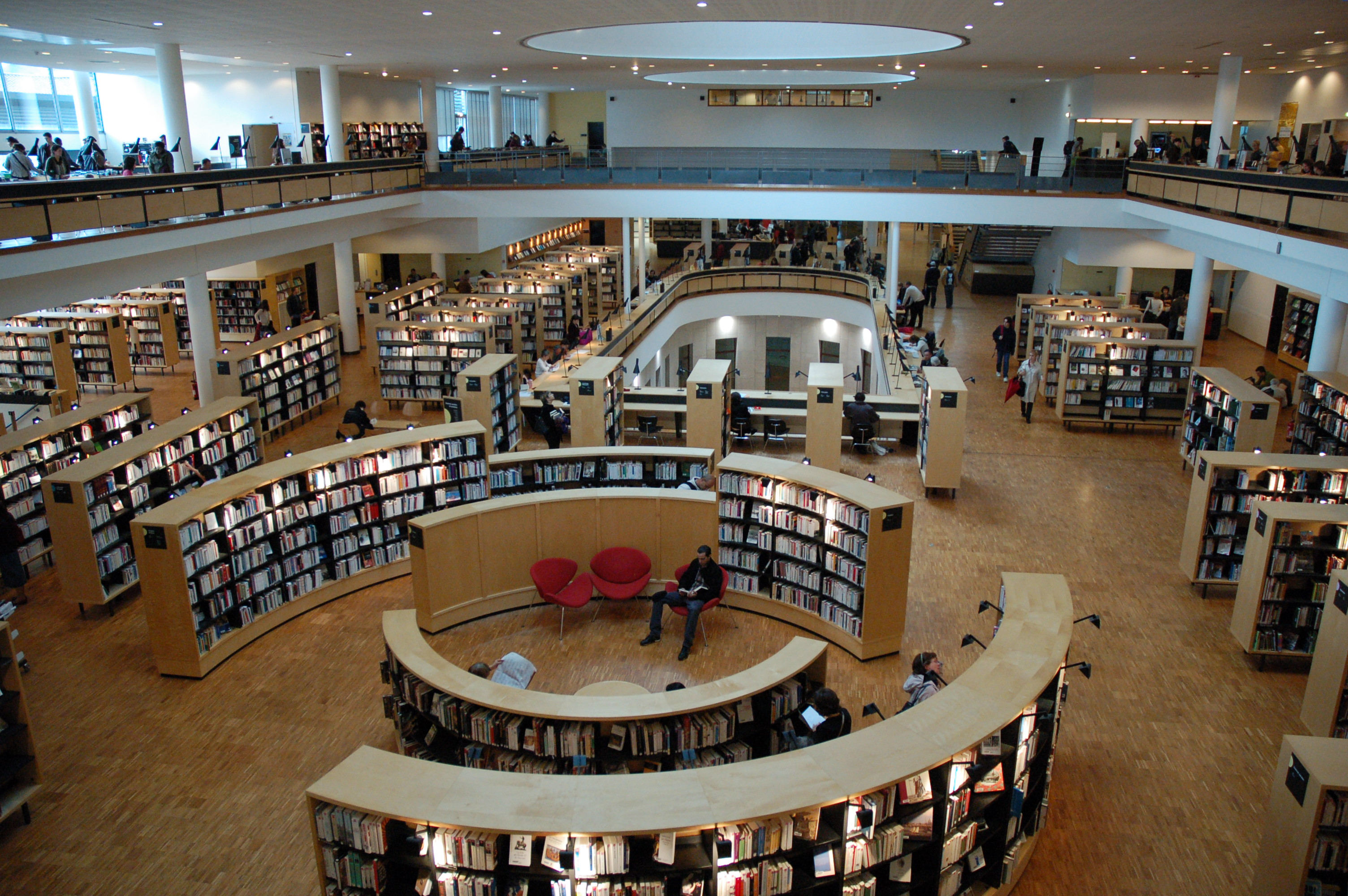
La bibliothèque francophone multimédia de Limoges.

Le réseau des bibliothèques municipales de Limoges, qui comprend cinq bibliothèques de quartier, bénéficie d'un site de tout premier plan en centre-ville avec la bibliothèque francophone multimédia de Limoges, structure labellisée « Bibliothèque Municipale à Vocation Régionale » par le ministère de la Culture. Limoges est, avec Lille et Nice, l'une des rares villes françaises de plus de 100 000 habitants où l’inscription et le prêt sont gratuits pour l'utilisateur car intégralement financés par le contribuable au titre des impôts locaux. Depuis le changement de majorité municipale, cette gratuité est limitée aux résidents de la ville de Limoges ; pour les autres une cotisation de 25 € par an a été instituée[pertinence contestée].

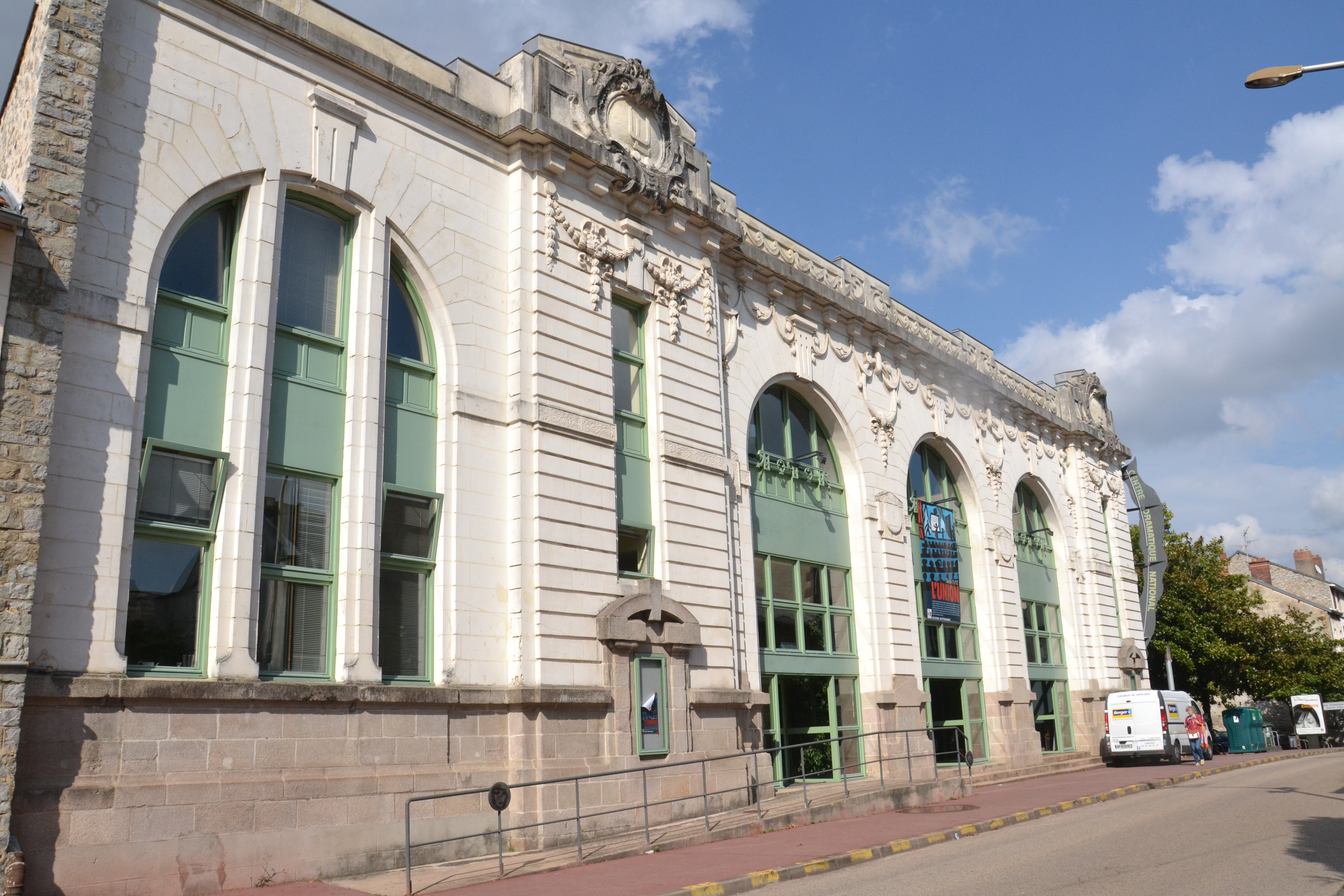
Le théâtre de l'Union-Centre dramatique national.

Limoges possède cinq centres culturels municipaux, et plusieurs théâtres indépendants dont le théâtre de l'Union-Centre dramatique national, le théâtre Jules-Noriac, le théâtre Expression 7, le théâtre de la Passerelle.
En 2022 le théatre Expression 7 disparait à la suite de la décision de détruire le bâtiment dans le cadre d'un projet immobilier.
L'opéra de Limoges, membre de la Réunion des Opéras de France, propose chaque année une saison d'ouvrages lyriques (opéras, opéras-comiques, opérettes), de ballets, de concerts symphoniques ou de musique de chambre ainsi que des récitals de chant lyrique. Son orchestre, l'orchestre de Limoges et du Limousin, propose chaque année plusieurs programmes symphoniques qui font l'objet de tournées en Limousin. Le conservatoire à rayonnement régional y dispense des enseignements en musique, danse et art dramatique.
L’ouverture du Zénith Limoges Métropole en mars 2007, réalisé par l'architecte Bernard Tschumi, dote la ville d'une nouvelle salle de spectacle d'une capacité est de 6 000 places. Elle accueille la quasi-totalité des manifestations importantes, des spectacles et des grands concerts.

Limoges, qui compte au milieu du XXe siècle plusieurs salles de cinéma (Omnia, Olympia, Vox, Star, Colisée, Rex, Les Écrans…), dispose aujourd'hui de deux multiplexes cinématographiques : Grand Écran Centre, de quatorze salles pour 2 450 fauteuils, situé place Denis Dussoubs et Grand Écran Ester (quatorze salles - 2 000 fauteuils) en périphérie urbaine. Ces deux multiplexes appartiennent au groupe familial limougeaud « Grand Écran » qui possède et exploite également[source secondaire souhaitée] le Lido, un miniplexe d'art et essai de trois salles et 660 fauteuils, dans le quartier de la gare des Bénédictins.

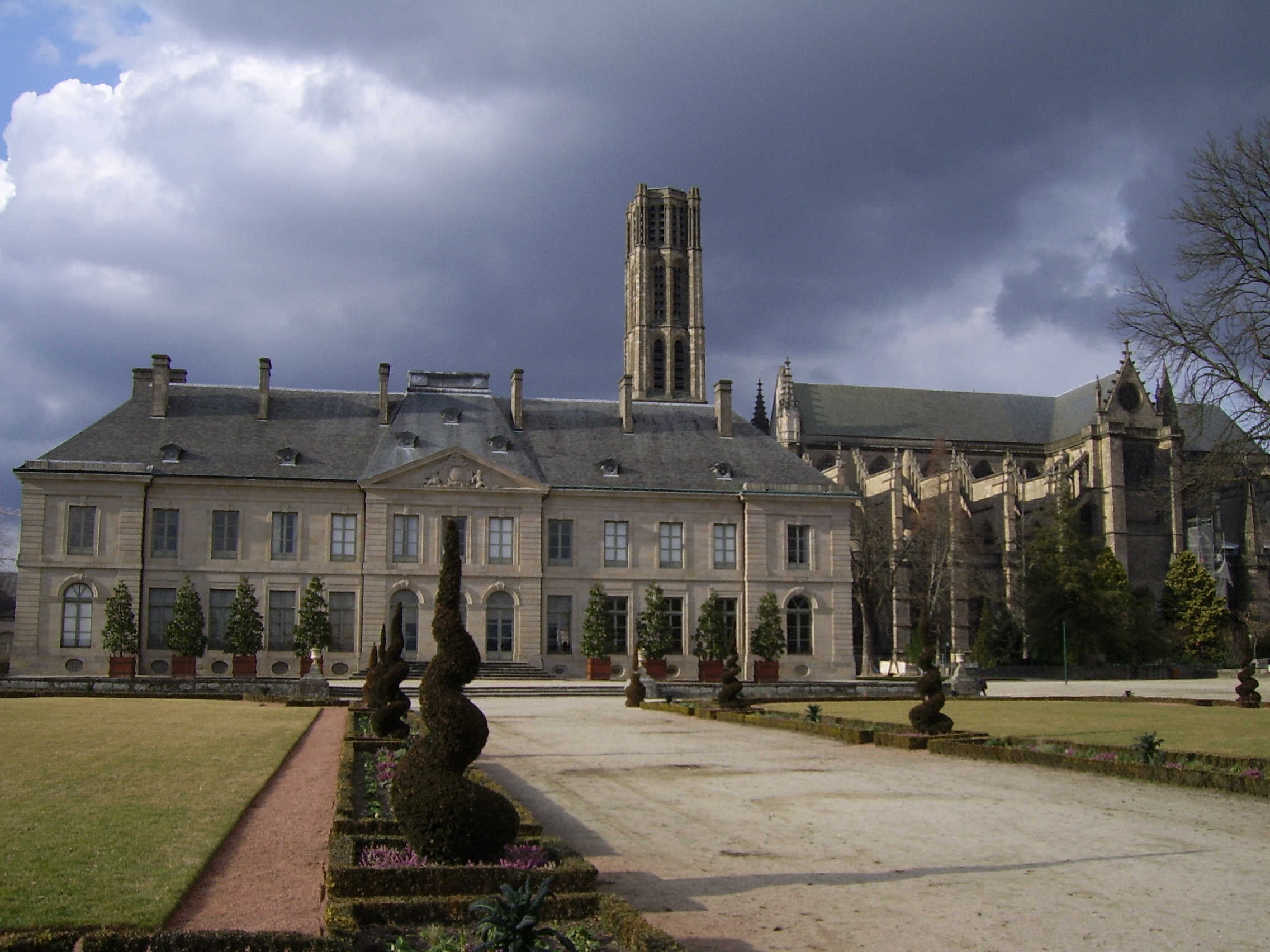
Le musée des Beaux-Arts de Limoges - palais de l'Évêché.
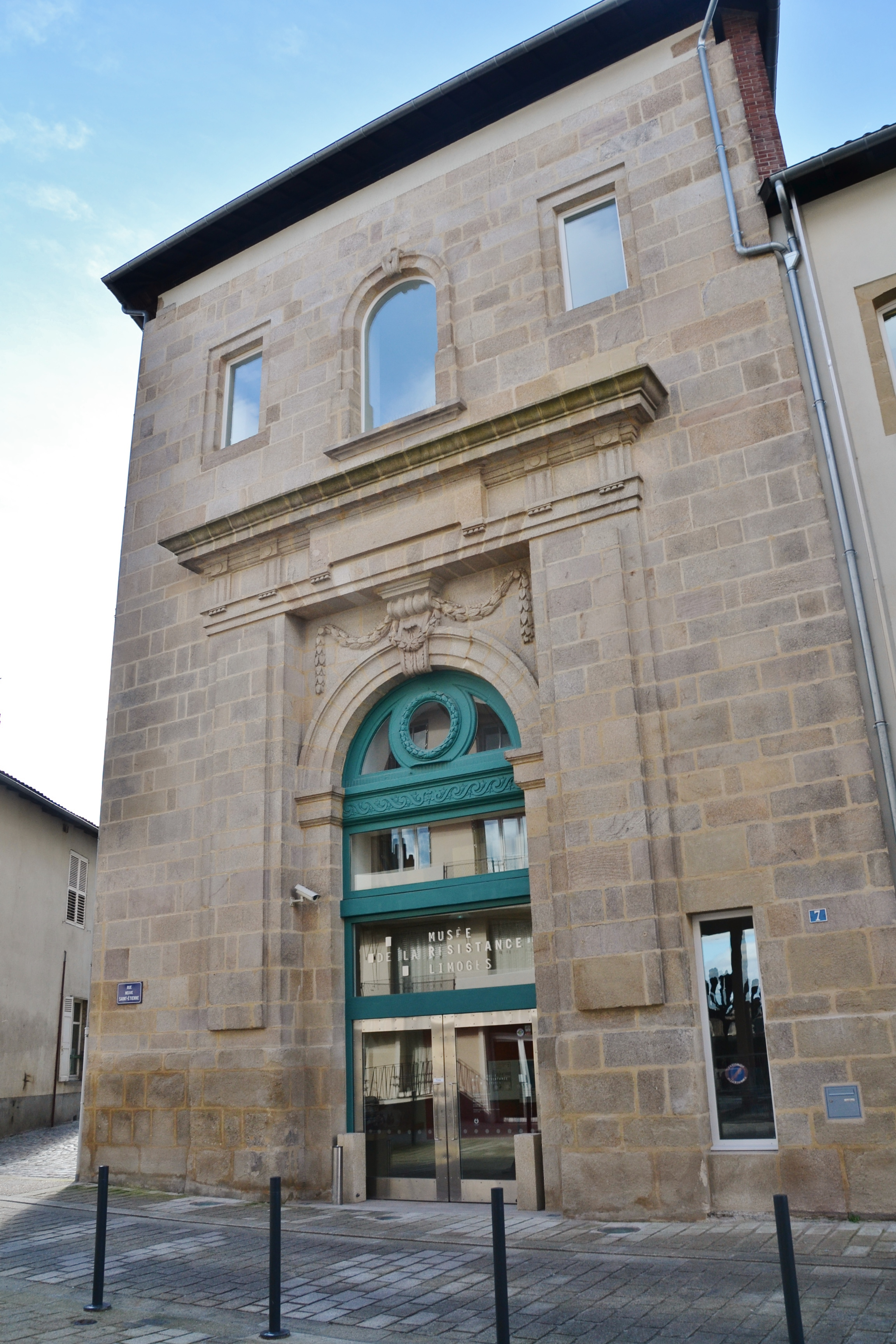
Le musée de la Résistance.
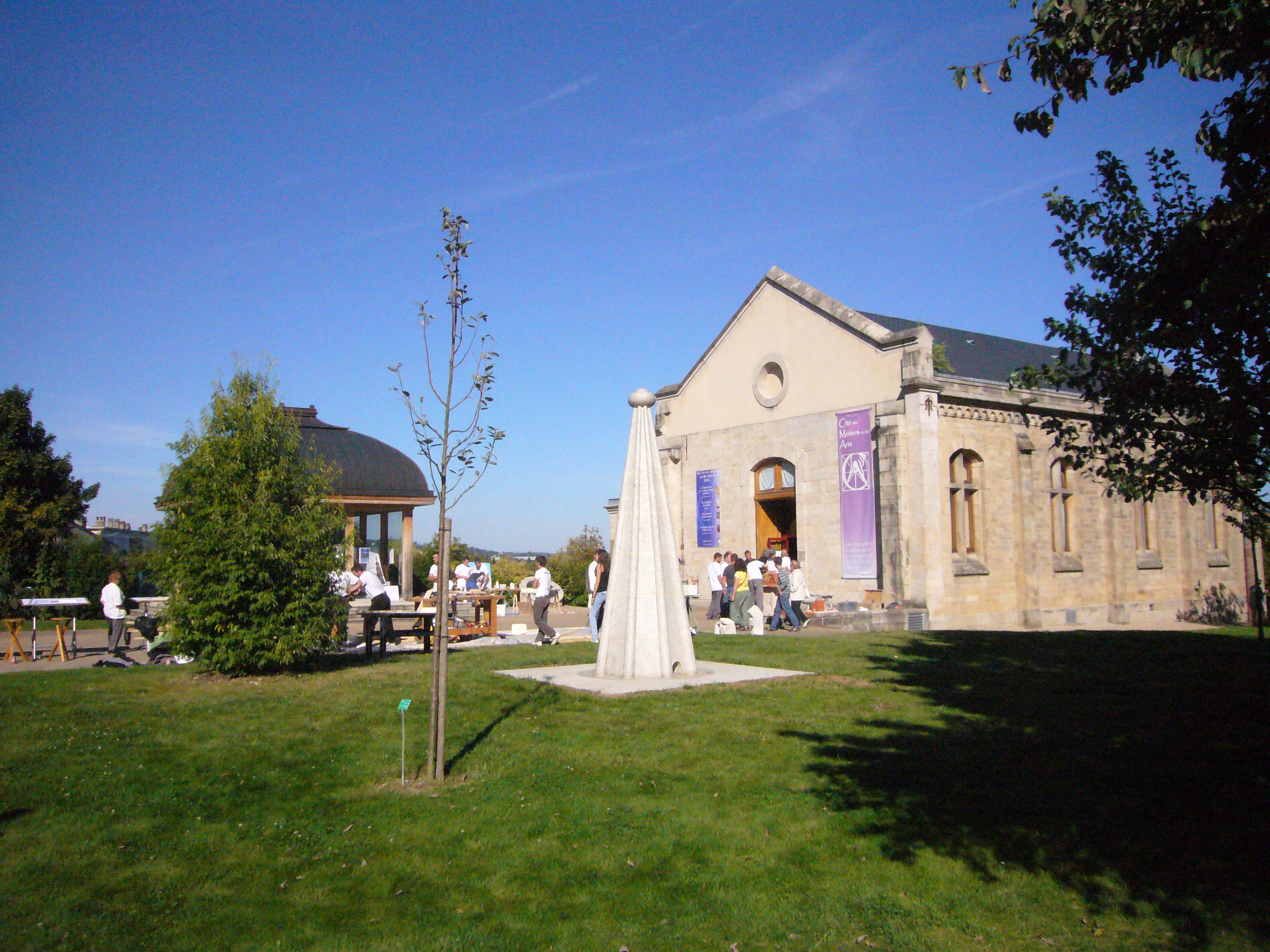
La Cité des métiers et des arts de Limoges.
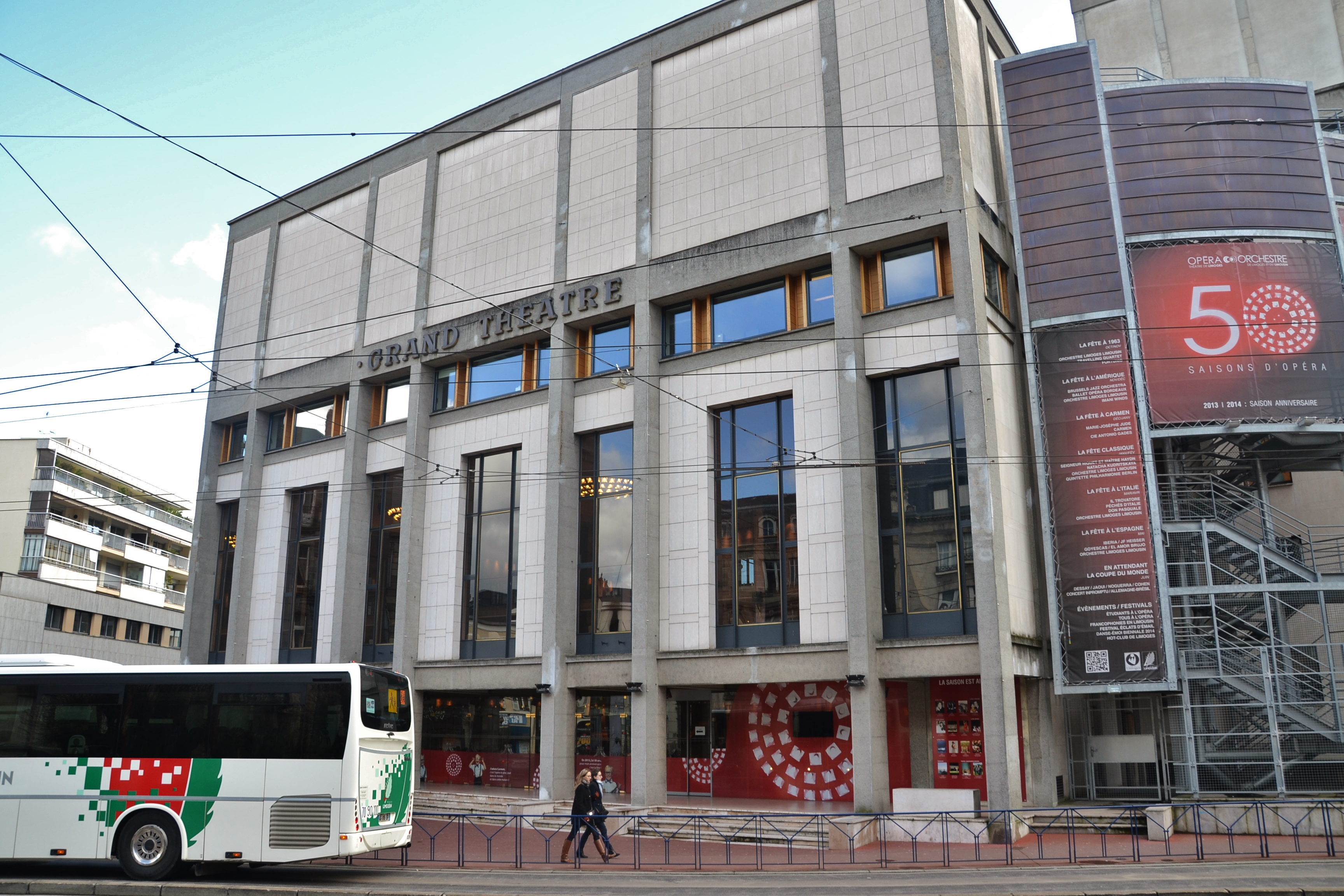
L'opéra de Limoges.

### Langue et culture limousines
Limoges, située au nord de l'Occitanie, a pour langue vernaculaire traditionnelle le limousin, une des formes de l’occitan.
Au Moyen Âge, la langue limousine est portée de cour en cour dans toute l'Europe occidentale par les troubadours. L'abbaye Saint-Martial fait de Limoges l'un des centres culturels les plus importants du monde médio-latin.

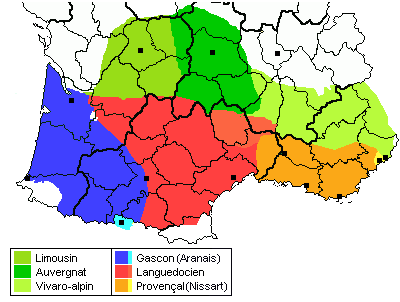
Les dialectes de l'occitan.

L'occitan limousin et le marchois.

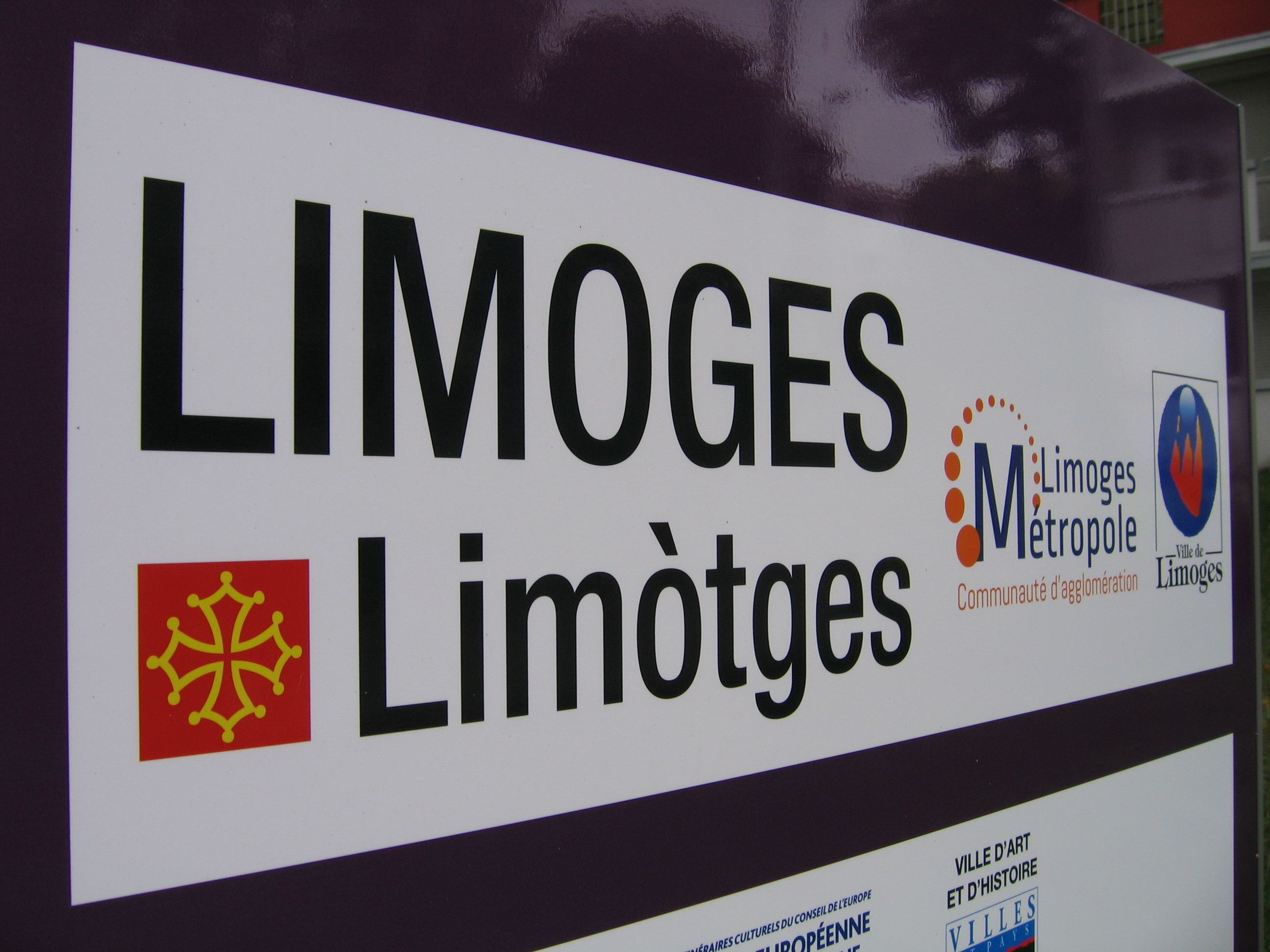
Nom bilingue sur un panneau.

Mais, si une littérature d’expression occitane particulièrement importante est produite et publiée à Limoges depuis le XIIe siècle, la langue française progresse au fil des siècles et finit par s'imposer.
Un mouvement culturel régionaliste pan-occitan, le Félibrige, fait néanmoins survivre la langue limousine. Fondé en Provence en 1854, il s'exprime à Limoges par la création en 1923 par trois régionalistes, René Farnier, Jean Rebier et Albert Pestour, d'un groupe folklorique, l’Eicola dau Barbichet. Deux autres groupes issus de cette tendance, mais non affiliés au Félibrige, voient le jour à Limoges : Lou Rossigno do Limouzi et l’Églantino do Lemouzi.
Durant les Trente Glorieuses, André Dexet, alias Panazô, restitue l'occitan limousin au travers de ses romans, et ses articles dans la presse locale. Panazô anime aussi, sur France 3 Limousin Poitou-Charentes, un magazine de treize minutes tous les quinze jours en alternance avec l’Institut d'Études Occitanes de Haute-Vienne. La chaîne publique locale retransmet également quelques émissions de France 3 Aquitaine dans les années 1980. D’autres personnalités prennent la parole en limousin dans les médias limougeauds. Limoges a aussi une revue plus littéraire et linguistique : La Clau lemosina qui parait de 1970 à 2000.
Limoges et sa région donnent de grands poètes à la culture occitane, dont Jean-Baptiste Foucaud (1747-1818), Jean Rebier (1879-1966) et, aujourd'hui, Jan dau Melhau.
En 2010, la langue et la culture occitanes sont toujours présentes à Limoges bien que la situation soit moins riche dans les médias que dans les années 1980-1990.
Si les trois groupes folkloriques historiques (L’Eicola dau Barbichet, Lou Rossigno do Limouzi et l'Églantino do Lemouzi) sont encore très actifs, les années 1960 et 1970 voient en Limousin, comme partout en France et à travers le monde, la création de nouveaux groupes pratiquant une musique plus traditionnelle que folklorique, interprétée sans costumes et pour un public plus diversifié. Dans la lignée de cette mouvance folk, un département de musique traditionnelle limousine, le 1er en France, est créé en 1987 au Conservatoire à rayonnement régional de Limoges (CRR).
L'Institut d'études occitanes dau Lemosin, outre sa librairie, propose des cours pour adultes, des stages de chants et de danse, ainsi qu’un atelier d’écriture.
L’office de tourisme de la ville de Limoges, utilisant la langue d’oc comme un atout touristique, organise de temps en temps, depuis l’été 2006, des visites guidées du centre-ville en occitan.
En 2008, Laurent Bourdelas, historien et écrivain limougeaud, publie un Abécédaire de la littérature du Limousin, Les Ardents Éditeurs. Constituant la première histoire littéraire de la région et de ceux qui en sont originaires jamais écrite, cet ouvrage recense la majeure partie des auteurs limougeauds.

### Limoges dans la littérature, la musique et les arts
L'image de Limoges archétype de la ville de province se retrouve dans l'œuvre de Molière, personnalisée par et dans Monsieur de Pourceaugnac, héros campagnard, simple d'esprit et rustre. Elle est également perceptible avec la mise en scène du marché de Limoges, dans la septième pièce des Tableaux d'une exposition de Modeste Moussorgski dont l'orchestration en 1922 par Maurice Ravel est la plus connue.
Un important manuscrit de musique d'orgue, le Livre d'orgue de Limoges (Ms 255), rédigé au début du XVIIIe siècle. est conservé à la Bibliothèque francophone multimédia de la ville.
Au milieu du XIXe siècle, cette image se double d'une réputation de ville médiévale. Dans Le Curé de village (1841), Honoré de Balzac le souligne en creux, de façon élégante, au détour d'une phrase positive : « Il (Pierre Graslin) s'était bâti, dans le nouveau quartier de la place des Arbres, destiné à donner à Limoges une physionomie agréable, une belle maison sur le plan d'alignement ». L'image de ville industrielle, et la crise de la porcelaine de Limoges, se retrouvent dans le roman Les Destinées sentimentales, de Jacques Chardonne.
L'histoire sociale et syndicale du Limoges du XIXe siècle, née de l'industrie de la chaussure et de la porcelaine, a donné naissance à de multiples airs et chansons populaires dont certains sont réunis dans un enregistrement de 1986 baptisé Rue de la Mauvendière. Ces mêmes évènements ont inspiré, en 2005, la réalisation du téléfilm 1905, qui se déroule en grande partie à Limoges, dans le contexte de la séparation de l'Église et de l'État. Attaché à cette histoire sociale, dont il sait magnifier l'aspect romantique, Georges-Emmanuel Clancier cite à de nombreuses reprises Limoges dans ses ouvrages, quand il n'en fait pas le lieu essentiel de ses intrigues. Le roman Des amants de porcelaine de Georges Coulonges dépeint le Limoges de 1968.
Limoges est aussi mentionné dans le poème Gerontion de T. S. Eliot : "... Mr. Silvero/ With caressing hands, at Limoges/ Who walked all night in the next room."
L'écrivain américain H. P. Lovecraft fait référence à la cathédrale de Limoges et au Prince Noir dans son roman L'Affaire Charles Dexter Ward.
Plusieurs œuvres cinématographiques ont été tournées à Limoges. Ainsi, la Libération de la ville sert de contexte historique à un téléfilm français, Les Camarades, qui relate la vie de jeunes résistants communistes. Le drame de Patrice Chéreau, Ceux qui m'aiment prendront le train, sorti en 1998, comporte des scènes se déroulant au cimetière de Louyat. Limoges est également présente dans Providence d'Alain Resnais (César du meilleur film en 1977), dans Mes petites amoureuses de Jean Eustache réalisé en 1974 (et dans lequel figure Maurice Pialat), ou encore dans Un peu de soleil dans l'eau froide, adapté du livre de Françoise Sagan, et Quelques jours avec moi de Claude Sautet.
Si Limoges est absente de l'œuvre d'Auguste Renoir, pourtant natif de la ville, elle reste une source d'inspiration pour les artistes locaux, tels Paul-Laurent Courtot ou Auguste Aridas, qui peint le monde ouvrier de la seconde moitié du XIXe siècle[source secondaire souhaitée].
Train de nuit, un spot publicitaire, destiné à promouvoir le parfum No 5 de Chanel, réalisé par Jean-Pierre Jeunet, avec Audrey Tautou en égérie, est tourné à la gare des Bénédictins en mai 2008[source secondaire souhaitée].
Le premier single du groupe anglais Prefab Sprout écrit par Paddy McAloon et sorti le 25 février 1982 s'appelle Lions In My Own Garden: Exit Someone car il voulait que les initiales du titre forment le nom de Limoges, ville où habitait sa petite amie de l'époque, qui y faisait ses études. D'autres artistes du monde de la chanson font référence à Limoges, comme Thomas Fersen, avec son album C'est du Limoges, qui y est enregistré en 2015, ou Nicolas Maury, avec son album et sa chanson La Porcelaine de Limoges, sortis en 2023.
En outre, Limoges est le sujet de plusieurs timbres postaux. Le premier, émis le 5 octobre 1942, est d'une valeur de 2,40 francs avec surtaxe de 40 centimes au profit du Secours national. Il figure les armoiries de la ville. Le deuxième, mis en vente générale le 26 mars 1955, est un timbre d'une valeur de douze francs. Il représente le pont Saint-Étienne et la cathédrale. Un autre, émis le 23 mars 2007, représente la gare des Bénédictins et le détail d'une porcelaine de Limoges. Il est d'une valeur faciale de 0,54 euro. Le 10 mai 2023, La Poste a émis un bloc collector de 8 timbres à validité permanente pour lettre verte sur le thème « Limousin - Périgord - Terres de rivières » dont un des timbres représente la Vienne à Limoges au pont Saint-Martial.

### Médias locaux

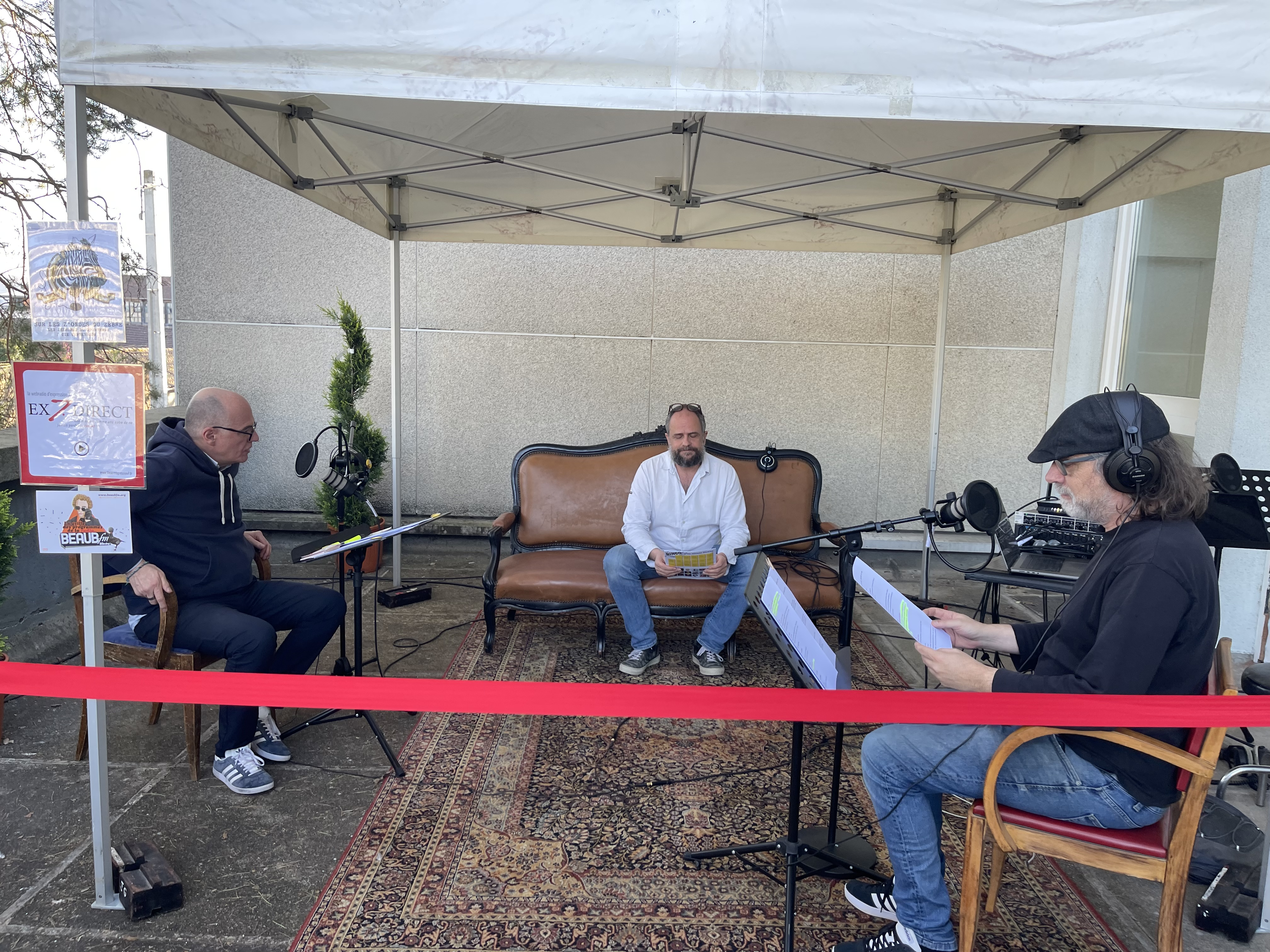
Studio ex7.direct au festival des Zébrures à Limoges.

En janvier 2022, la web radio ex7.direct est créée par Philippe Labonne. En 2022, la radio était logée dans les locaux dans le théâtre Expression 7, détruit depuis par Limoges Habitat. Elle est depuis hébergée au centre culturel Jean Gagnant.

### Héraldique, logotype et devise
La devise de Limoges en limousin est Dieus gart la vila e sent Marsals la gent, soit « Dieu protège la ville et saint Martial son peuple ».
| image figurant le blason de la ville de Limoges   | Blason de Limoges - De gueules au buste de saint Martial d'argent, habillé et nimbé d'or, accosté en chef des lettres onciales S et M du même ; au chef d'azur chargé de trois fleurs de lys d'or,. Dès le Moyen Âge, Limoges adopte pour emblème l'effigie de saint Martial, son premier évêque, qui a évangélisé le Limousin au IIIe siècle et dont l'abbaye homonyme fondée à Limoges connu un rayonnement immense. Le chef de France est attribué en 1421 par le dauphin, futur Charles VII, en hommage à la résistance des habitants, bourgeois et consuls de la ville contre les Anglais, pour accroître leur cœur à servir la couronne de France.                                            |
| image figurant le blason de la vicomté de Limoges | Blason du Limousin - D'hermine à la bordure de gueules. Dévasté par les Normands au IXe siècle, le Limousin est incorporé de bonne heure à l'Aquitaine. Aliénor d'Aquitaine l'apporte en dot en 1152 à son second mari, Henri Plantagenêt, comte d'Anjou (d'où la bordure rouge), et futur roi d'Angleterre. La vicomté de Limoges, maîtresse de la plus grande partie du Haut Limousin, reste cependant le plus souvent indépendante, et sans vicomte résident. Marie de Comborn, héritière des derniers vicomtes, épouse en 1275 l'héritier des ducs de Bretagne, le futur Arthur II de Bretagne. L'hermine de Bretagne, brisée de la bordure rouge d'Anjou, forme alors les armes de la vicomté. |
| image figurant le logo de la ville de Limoges     | Logo de la ville de Limoges Le logo de la ville de Limoges représente une flamme, qui évoque les arts du feu et les techniques liées : porcelaine, vitrail, émaux et céramique industrielle. Le bleu et le rouge rappellent les couleurs dominantes du blason traditionnel de la ville. La forme ronde du logo, incluant un second rond, plus petit, rappelle l'histoire de la ville et ses deux entités circulaires originelles : la Cité et le Château, bien que chacun soit libre d'y trouver d'autres symbolisations, telles la forme de l'assiette de porcelaine, l'enveloppe architecturale de la technopole ESTER ou encore le ballon de basket du Limoges CSP.                              |